# Va'eira

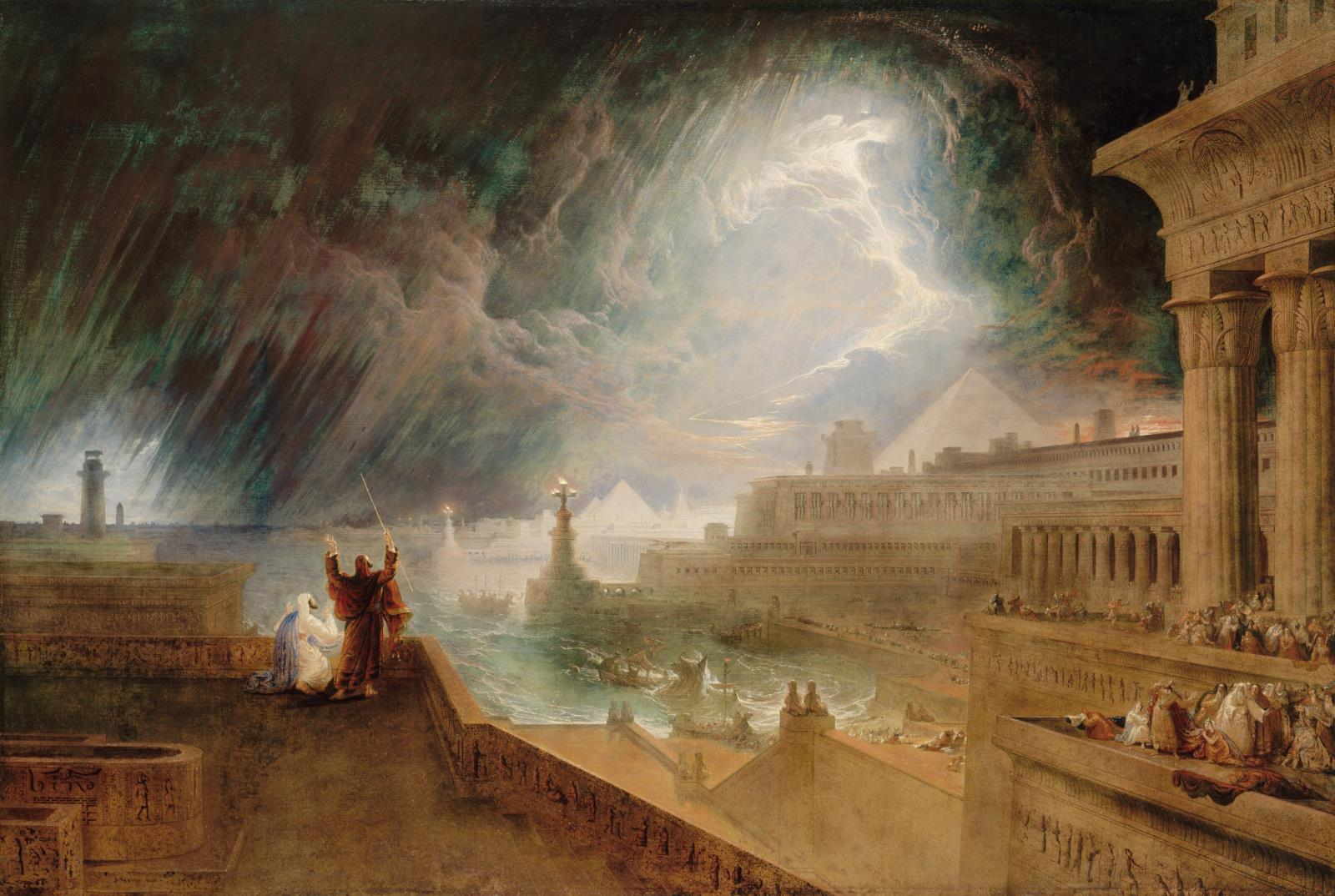
La séptima plaga de Egipto (pintura de 1823 de John Martin)

Va'eira, Va'era, o Vaera (וָאֵרָא en Hebreo «y aparecí», la primera palabra que Dios pronuncia en la parashah, en Éxodo 6:3) es la decimocuarta Parashá de la semana (פָּרָשָׁה, parashá) en el ciclo anual judío de lectura de la Torá y la segunda en el Libro del Éxodo. Constituye Éxodo 6:2-9:35. La parashá habla de las primeras siete Plagas de Egipto.
Los judíos la leen el decimocuarto sábado (Shabbat) después de Simjat Torá, generalmente en enero o, en raras ocasiones, a finales de diciembre.
Está compuesto por 6701 letras hebreas, 1748 palabras hebreas, 121 versículos y 222 líneas en un rollo de la Torá, y se considera parte de la Biblia hebrea. 

## Lecturas
En la lectura tradicional de la Torá del sábado, la «porción» (parashá) se divide en siete lecturas, o עליות, aliyot. En el Texto masorético de la Biblia hebrea (Tanaj), la Parashat Va'eira tiene nueve divisiones de «parte abierta» (פתוחה, petuchah) (aproximadamente equivalentes a párrafos, a menudo abreviados con la letra hebrea פ (peh)). La parashat Va'eira tiene siete subdivisiones más, llamadas divisiones de «porción cerrada» (סתומה, «setumah») (abreviadas con la letra hebrea ס (samekh)) dentro de las divisiones de porciones abiertas. La primera y la segunda división de porciones abiertas dividen la primera lectura. La tercera porción abierta cubre el resto de la primera y parte de la segunda lectura. La cuarta porción abierta cubre el resto de la segunda lectura. La quinta porción abierta divide la cuarta lectura. La sexta porción abierta cubre el resto de la cuarta, toda la quinta y parte de la sexta lectura. La séptima porción abierta separa parte de la sexta lectura. La octava parte abierta cubre el resto de la sexta y parte de la séptima lectura. La novena parte abierta cubre el resto de la séptima lectura. Las divisiones de las partes cerradas separan la primera y la segunda lectura, dividen la segunda y la tercera lectura, y dividen la cuarta, la quinta y la sexta lectura.

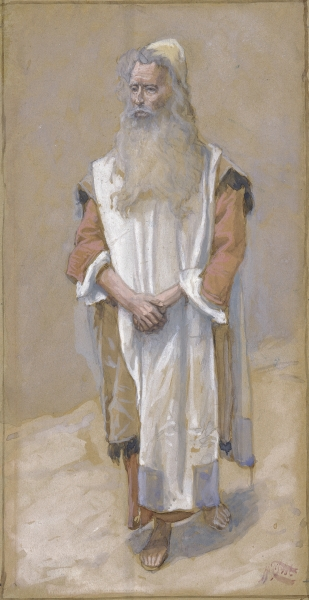
Moisés (acuarela de James Tissot circa 1896-1902))

### Primera lectura: Éxodo 6:2-13
En la primera lectura, Dios habló a Moisés, se identificó a sí mismo como el Dios de los Patriarcas, y reconoció haber oído los gemidos de los Israelitas. Dios ordenó a Moisés que les dijera a los israelitas que Dios los liberaría, los convertiría en el pueblo de Dios y los llevaría a la Tierra Prometida. Pero los israelitas no quisieron escuchar debido a su angustia y duro trabajo. La primera parte abierta termina aquí.
En la continuación de la lectura, Dios le dijo a Moisés que le dijera al Faraón que dejara ir a los israelitas, pero Moisés se quejó de que el faraón no le haría caso, un hombre con problemas del habla.. La segunda parte abierta termina aquí. 
En la continuación de la lectura, Dios ordenó a Moisés y Aarón que sacaran a los israelitas de Egipto. La primera lectura y una parte cerrada terminan aquí. 

### Segunda lectura: Éxodo 6:14-28
La segunda lectura intercala una genealogía parcial de Rubén, Simeón y Leví, incluyendo a Moisés y su familia.
|  |  |        |        |        |        |        |        |  |  |       |       |       |       |        |        |        |        |        |        |        |        |        |        |        |        |        |        |        |        |        |        |        |        |        |        |       |       |          |          |          |          |          |          |  |  |  |  |  |  |  |  |  |  |  |  |  |  |  |  |
|  |  |        |        |        |        |        |        |  |  |       |       |       |       |        |        |        |        |        |        |        |        |        |        |        |        | Levi   |        |        |        |        |        |        |        |        |        |       |       |          |          |          |          |          |          |  |  |  |  |  |  |  |  |  |  |  |  |  |  |  |  |
|  |  |        |        |        |        |        |        |  |  |       |       |       |       |        |        |        |        |        |        |        |        |        |        |        |        |        |        |        |        |        |        |        |        |        |        |       |       |          |          |          |          |          |          |  |  |  |  |  |  |  |  |  |  |  |  |  |  |  |  |
|  |  |        |        |        |        |        |        |  |  |       |       |       |       |        |        |        |        |        |        |        |        |        |        |        |        |        |        |        |        |        |        |        |        |        |        |       |       |          |          |          |          |          |          |  |  |  |  |  |  |  |  |  |  |  |  |  |  |  |  |
|  |  |        |        |        |        |        |        |  |  |       |       |       |       |        |        |        |        |        |        |        |        |        |        |        |        |        |        |        |        |        |        |        |        |        |        |       |       |          |          |          |          |          |          |  |  |  |  |  |  |  |  |  |  |  |  |  |  |  |  |
|  |  |        |        |        |        |        |        |  |  |       |       |       |       | Gersón | Gersón | Gersón | Gersón | Gersón | Gersón |        |        | Kohath | Kohath | Kohath | Kohath | Kohath | Kohath |        |        | Merari | Merari | Merari | Merari | Merari | Merari |       |       | Jochebed | Jochebed | Jochebed | Jochebed | Jochebed | Jochebed |  |  |  |  |  |  |  |  |  |  |  |  |  |  |  |  |
|  |  |        |        |        |        |        |        |  |  |       |       |       |       | Gersón | Gersón | Gersón | Gersón | Gersón | Gersón |        |        | Kohath | Kohath | Kohath | Kohath | Kohath | Kohath |        |        | Merari | Merari | Merari | Merari | Merari | Merari |       |       | Jochebed | Jochebed | Jochebed | Jochebed | Jochebed | Jochebed |  |  |  |  |  |  |  |  |  |  |  |  |  |  |  |  |
|  |  |        |        |        |        |        |        |  |  |       |       |       |       |        |        |        |        |        |        |        |        |        |        |        |        |        |        |        |        |        |        |        |        |        |        |       |       |          |          |          |          |          |          |  |  |  |  |  |  |  |  |  |  |  |  |  |  |  |  |
|  |  |        |        |        |        |        |        |  |  |       |       |       |       |        |        |        |        |        |        |        |        |        |        |        |        |        |        |        |        |        |        |        |        |        |        |       |       |          |          |          |          |          |          |  |  |  |  |  |  |  |  |  |  |  |  |  |  |  |  |
|  |  |        |        |        |        |        |        |  |  | Amram | Amram | Amram | Amram | Amram  | Amram  |        |        | Izhar  | Izhar  | Izhar  | Izhar  | Izhar  | Izhar  |        |        | Hebrón | Hebrón | Hebrón | Hebrón | Hebrón | Hebrón |        |        | Uziel  | Uziel  | Uziel | Uziel | Uziel    | Uziel    |          |          |          |          |  |  |  |  |  |  |  |  |  |  |  |  |  |  |  |  |
|  |  |        |        |        |        |        |        |  |  | Amram | Amram | Amram | Amram | Amram  | Amram  |        |        | Izhar  | Izhar  | Izhar  | Izhar  | Izhar  | Izhar  |        |        | Hebrón | Hebrón | Hebrón | Hebrón | Hebrón | Hebrón |        |        | Uziel  | Uziel  | Uziel | Uziel | Uziel    | Uziel    |          |          |          |          |  |  |  |  |  |  |  |  |  |  |  |  |  |  |  |  |
|  |  |        |        |        |        |        |        |  |  |       |       |       |       |        |        |        |        |        |        |        |        |        |        |        |        |        |        |        |        |        |        |        |        |        |        |       |       |          |          |          |          |          |          |  |  |  |  |  |  |  |  |  |  |  |  |  |  |  |  |
|  |  |        |        |        |        |        |        |  |  |       |       |       |       |        |        |        |        |        |        |        |        |        |        |        |        |        |        |        |        |        |        |        |        |        |        |       |       |          |          |          |          |          |          |  |  |  |  |  |  |  |  |  |  |  |  |  |  |  |  |
|  |  | Miriam | Miriam | Miriam | Miriam | Miriam | Miriam |  |  | Aarón | Aarón | Aarón | Aarón | Aarón  | Aarón  |        |        | Moisés | Moisés | Moisés | Moisés | Moisés | Moisés |        |        |        |        |        |        |        |        |        |        |        |        |       |       |          |          |          |          |          |          |  |  |  |  |  |  |  |  |  |  |  |  |  |  |  |  |
|  |  | Miriam | Miriam | Miriam | Miriam | Miriam | Miriam |  |  | Aarón | Aarón | Aarón | Aarón | Aarón  | Aarón  |        |        | Moisés | Moisés | Moisés | Moisés | Moisés | Moisés |        |        |        |        |        |        |        |        |        |        |        |        |       |       |          |          |          |          |          |          |  |  |  |  |  |  |  |  |  |  |  |  |  |  |  |  |

La segunda lectura y una parte cerrada terminan con la genealogía. 

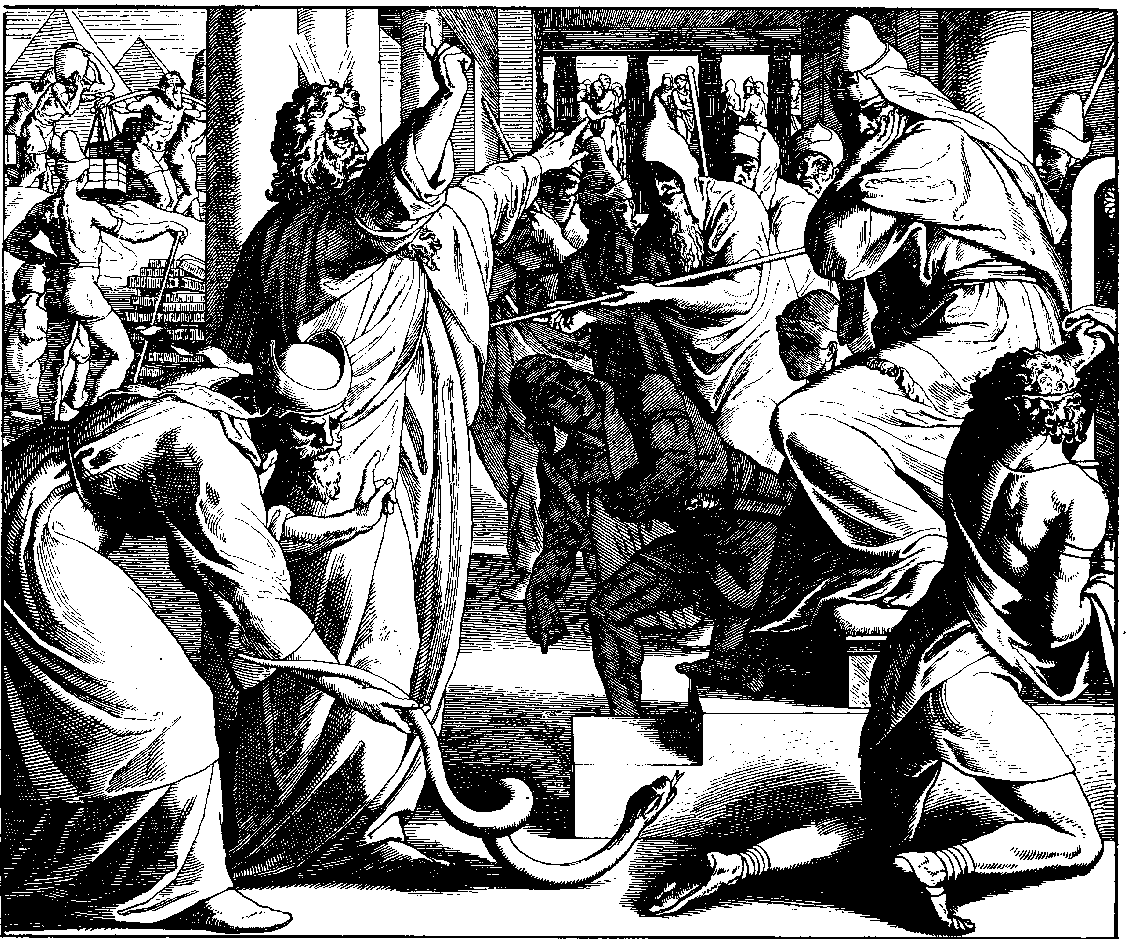
Aaron arrojó su vara ante el faraón y se convirtió en una serpiente (grabado en madera de Julius Schnorr von Carolsfeld de la obra Die Bibel in Bildern de 1860)

### Tercera lectura: Éxodo 6:29-7:7
En la tercera lectura, Dios ordenó a Moisés que le dijera al faraón todo lo que Dios le diría a Moisés, pero Moisés protestó que tenía un defecto en el habla. La tercera parte abierta termina aquí.
En la continuación de la lectura, Dios puso a Aarón en el papel de profeta de Moisés para hablar con el faraón. Dios pretendía endurecer el corazón del faraón, para que Dios mostrara señales y maravillas para que los egipcios supieran que el Señor era Dios.  Moisés y Aarón hicieron lo que Dios les había mandado. Moisés tenía 80 años y Aarón 83 cuando hablaron con el faraón. La tercera lectura y la cuarta parte abierta terminan aquí.

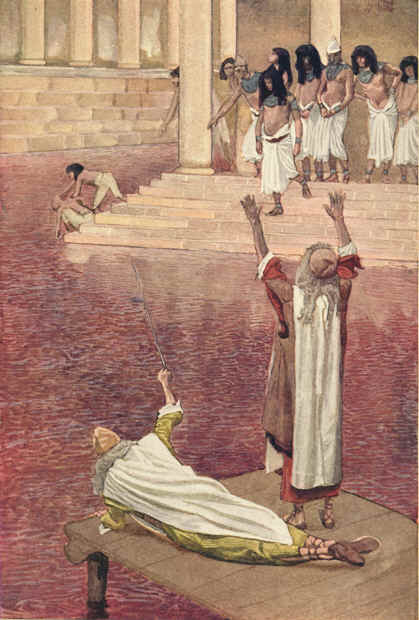
El agua se convierte en sangre (acuarela de James Tissot, circa 1896-1902)

### Cuarta lectura: Éxodo 7:8-8:6
En la cuarta lectura, Dios le dijo a Aarón que podía arrojar su vara, y esta se convertiría en una serpiente, y Aarón lo hizo ante el faraón. El faraón hizo que sus magos hicieran lo mismo, pero la vara de Aarón se tragó las de ellos. El corazón del faraón se endureció. Aquí termina la parte cerrada.
En la continuación de la lectura, Dios comenzó a visitar a Egipto con diez plagas. Dios le dijo a Moisés que fuera a ver al faraón en su baño matutino, le exigiera que dejara ir a los israelitas a adorar en el desierto, y que Aarón golpeara el Nilo con su vara y lo convirtiera en sangre. Aquí termina una parte cerrada.
En la continuación de la lectura, Dios le dijo a Moisés que le dijera a Aarón que extendiera su vara sobre las aguas de Egipto y las convirtiera en sangre. Moisés y Aarón lo hicieron, matando la vida marina y haciendo inservible el agua.  Pero cuando los magos egipcios hicieron lo mismo, el corazón del faraón se endureció.  Pasaron siete días. La quinta parte abierta termina aquí. 
A medida que la lectura continúa, Dios le dijo a Moisés que Aarón sostuviera su brazo con la vara sobre el río y trajera ranas, y así lo hicieron.  Los magos hicieron lo mismo.  El faraón convocó a Moisés y Aarón para suplicar a Dios que eliminara las ranas y dijo que dejaría ir a los israelitas. Moisés preguntó al faraón cuándo debía pedirle a Dios. El faraón respondió al día siguiente, y Moisés dijo que lo haría al día siguiente para que el faraón supiera que no hay nadie como Dios. La cuarta lectura termina aquí.

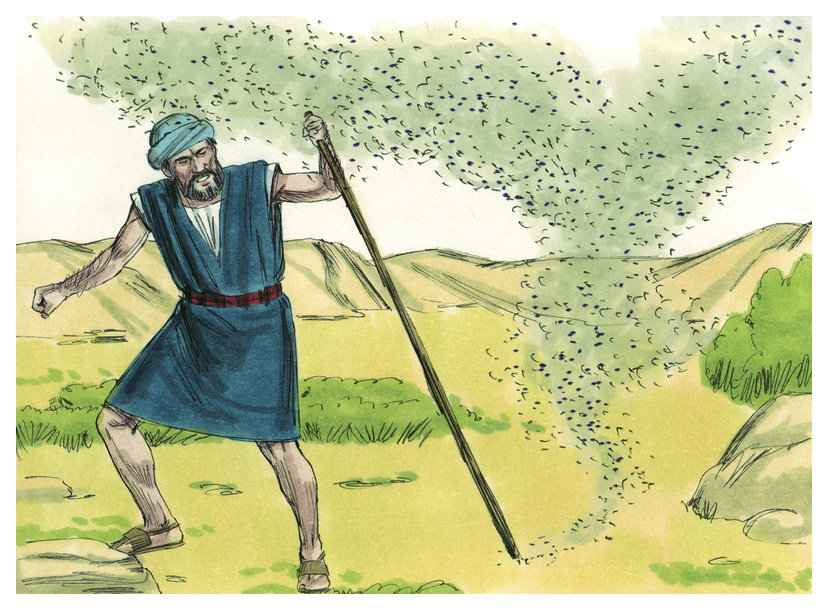
Aaron golpeó el suelo con su bastón (ilustración de 1984 de Jim Padgett, cortesía de Distant Shores Media/Sweet Publishing)

### Quinta lectura: Éxodo 8:7-18
En la quinta lectura, las ranas se marcharon, pero el faraón se volvió terco y no dejó que los israelitas se fueran. Una parte cerrada termina aquí.
En la continuación de la lectura, Dios le dijo a Moisés que Aarón golpeara el polvo con su vara, para convertirlo en piojos en toda la tierra, y así lo hicieron.  Los magos intentaron hacer lo mismo, pero no pudieron.  Los magos le dijeron al faraón: «¡Este es el dedo de Dios!». Pero el corazón de Faraón se endureció. Una parte cerrada termina aquí.

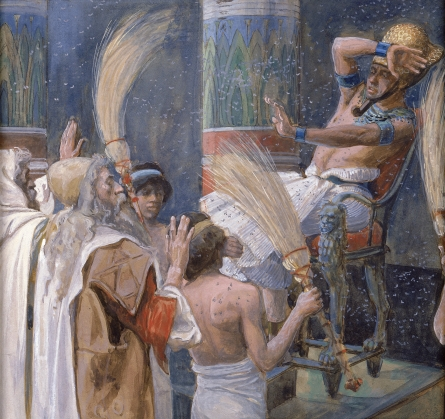
La plaga de moscas (acuarela circa 1896-1902 de James Tissot)

En la continuación de la lectura, Dios le dijo a Moisés que se levantara temprano y se presentara ante el faraón cuando llegara al agua y le dijera que Dios había dicho: «Deja ir a mi pueblo», o de lo contrario Dios enviaría enjambres de insectos y animales salvajes sobre Egipto, pero no sobre Gosén. La quinta lectura termina aquí.

### Sexta lectura: Éxodo 8:19-9:16
En la sexta lectura, Dios soltó enjambres de insectos y animales salvajes contra los egipcios, pero no contra Gosén, donde vivían los israelitas. El faraón dijo a Moisés y Aarón que fueran a sacrificar a Dios dentro de Egipto, pero Moisés insistió en ir tres días al desierto. El faraón accedió, a cambio de que Moisés rezara para que cesara la plaga. Pero cuando Dios eliminó los insectos y los animales salvajes, el faraón volvió a mostrarse terco.  La sexta parte abierta termina aquí con el final del capítulo 8.
A medida que la lectura continúa con el capítulo 9, Dios golpeó el ganado egipcio con una plaga, salvando el ganado de los israelitas. Pero el faraón se mantuvo obstinado. La séptima parte abierta termina aquí.
En la continuación de la lectura, Dios le dijo a Moisés que tomara puñados de hollín del horno y los arrojara hacia el cielo para que se convirtieran en polvo fino, causando forúnculos en hombres y bestias en todo Egipto, y así lo hizo. Pero Dios endureció el corazón del faraón. Aquí termina la parte cerrada.

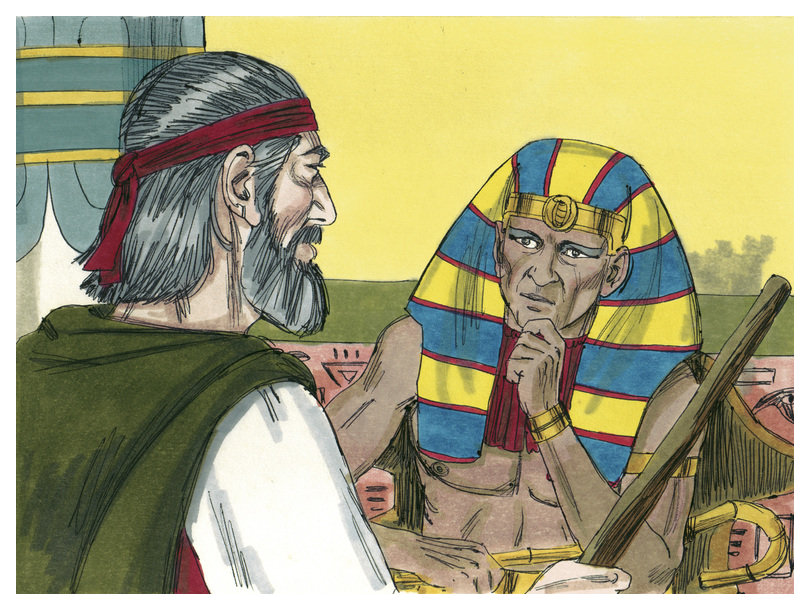
Moisés ante el faraón (ilustración de 1984 de Jim Padgett, cortesía de Distant Shores Media/Sweet Publishing)

En la continuación de la lectura, Dios le dijo a Moisés que se levantara temprano y le dijera al faraón que Dios dijo: «Deja ir a mi pueblo», o que esta vez Dios enviaría todas sus plagas sobre el faraón y su pueblo para demostrar el poder de Dios. La sexta lectura termina aquí,

### Séptima lectura: Éxodo 9:17-35
En la séptima lectura, Dios ordenó a Moisés que amenazara con granizo como Egipto nunca había visto y que enseñara a los egipcios a traer su ganado del campo para que no murieran. Los que temían la palabra de Dios metieron a sus esclavos y ganado en casa, y los que no temían la palabra de Dios los dejaron en el campo. La octava parte abierta termina aquí. 
En la continuación de la lectura, Dios le dijo a Moisés que extendiera su mano, y Dios envió truenos y granizo, que golpearon a todos los que estaban expuestos en Egipto, pero no golpearon a Gosén. El faraón confesó su error, accedió a dejar ir a los israelitas y pidió a Moisés y Aarón que rezaran para que cesara el granizo. Moisés le dijo al faraón que lo haría, y que el granizo terminaría para que el faraón supiera que la tierra es de Dios, pero Moisés sabía que el faraón y sus siervos aún no temerían a Dios. El granizo había destruido el lino y la cebada, pero no el trigo y la espelta, que maduraban más tarde.
En el maftir (מפטיר) lectura que concluye la parashá, Moisés extendió sus manos hacia Dios, y cesaron los truenos y el granizo, pero cuando Faraón lo vio, endureció su corazón y no dejó ir a los israelitas.  La séptima lectura, la novena parte abierta y la parashá terminan aquí con el final del capítulo 9. 

### Lecturas según el ciclo trienal
Los judíos que leen la Torá según el ciclo trienal de lectura de la Torá leen la parashá según el siguiente calendario:
|          | Año 1                  | Año 2                  | Año 3                  |
|          | 2023, 2026, 2029 . . . | 2024, 2027, 2030 . . . | 2025, 2028, 2031 . . . |
| Lecturas | 6:2–7:7                | 7:8–8:15               | 8:16–9:35              |
| -------- | ---------------------- | ---------------------- | ---------------------- |
| 1        | 6:2–5                  | 7:8–13                 | 8:16–23                |
| 2        | 6:6–9                  | 7:14–18                | 8:24–28                |
| 3        | 6:10–13                | 7:19–25                | 9:1–7                  |
| 4        | 6:14–19                | 7:26–29                | 9:8–16                 |
| 5        | 6:20–25                | 8:1–6                  | 9:17–21                |
| 6        | 6:26–28                | 8:7–11                 | 9:22–26                |
| 7        | 6:29–7:7               | 8:12–15                | 9:27–35                |
| Maftir   | 7:5–7                  | 8:12–15                | 9:33–35                |

## En paralelos antiguos
La parashá tiene paralelos en estas fuentes antiguas:

### Éxodo, capítulo 8
Al leer las palabras de los magos egipcios en Éxodo 8:15, «¡Este es el dedo de Dios!», Gunther Plaut informó de que en la literatura egipcia, una plaga se llama «la mano de Dios», mientras que entre los babilonios, la expresión era el nombre de una enfermedad. 

## En la interpretación bíblica interna
La parashá tiene paralelismos o se discute en estas fuentes bíblicas:

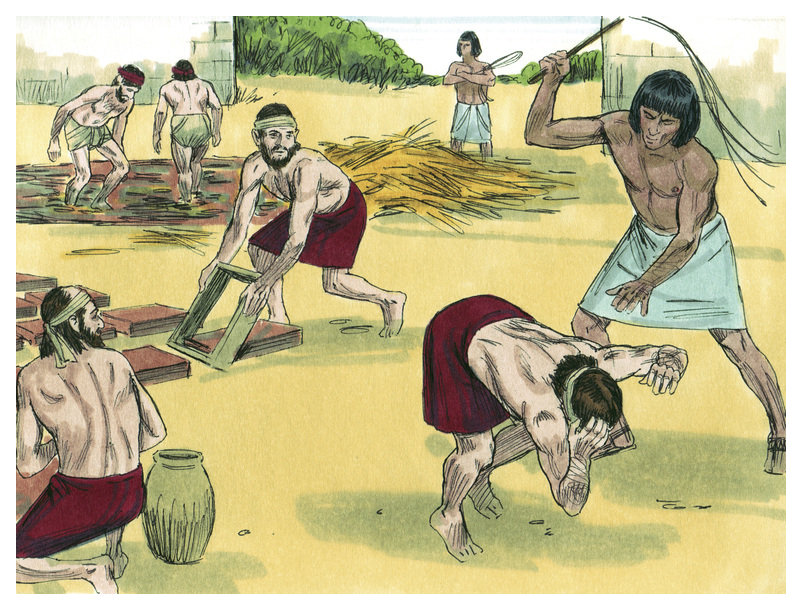
Esclavitud egipcia (ilustración de 1984 de Jim Padgett, cortesía de Distant Shores Media/Sweet Publishing)

### Éxodo, capítulo 6
En Éxodo 2:24 y 6:5-6, Dios recordó el pacto de Dios con Abraham, Isaac, y Jacob para liberar a los israelitas de la esclavitud egipcia. Del mismo modo, Dios se acordó de Noé para librarlo del diluvio en el Génesis 8:1; Dios prometió recordar el pacto de Dios de no volver a destruir la Tierra por un diluvio en Génesis 9:15-16; Dios se acordó de Abraham para librar a Lot de la destrucción de Sodoma y Gomorra en Génesis 19:29; Dios se acordó de Raquel para librarla de la esterilidad en Génesis 30:22; Moisés invocó a Dios para que recordara el pacto de Dios con Abraham, Isaac y Jacob para librar a los israelitas de la ira de Dios tras el incidente del becerro de oro en Éxodo 32:13 y en el Deuteronomio 9:27; Dios promete «recordar» el pacto de Dios con Jacob, Isaac y Abraham para liberar a los israelitas y la Tierra de Israel en Levítico 26:42-45; los israelitas debían tocar sus trompetas para ser recordados y liberados de sus enemigos en Números 10:9; Sansón invocó a Dios para que lo librara de los filisteos en Jueces 16:28; Ana oró para que Dios se acordara de ella y la librara de la esterilidad en 1 Samuel 1:11 y Dios recordó la oración de Ana para librarla de la esterilidad en 1 Samuel 1:19; Ezequías pidió a Dios que recordara la fidelidad de Ezequías para librarlo de la enfermedad en 2 Reyes 20:3 y Isaías 38:3; Jeremías pidió a Dios que recordara el pacto de Dios con los israelitas de no condenarlos en el Libro de Jeremías 14:21; Jeremías pidió a Dios que se acordara de él y pensara en él, y que lo vengara de sus perseguidores en Jeremías 15:15; Dios promete recordar el pacto de Dios con los israelitas y establecer un pacto eterno en Ezequiel 16:60; Dios recuerda el clamor de los humildes en Sion para vengarlos en Salmos 9:13; David invocó a Dios para que recordara su compasión y misericordia en el Salmo 25:6; Asaf invocó a Dios para que recordara a su congregación y la librara de sus enemigos en el Salmo 74:2; Dios recordó que los israelitas eran solo humanos en el Salmo 78:39; Etán el ezraíta pidió a Dios qu|e recordara lo corta que fue la vida de Ethan en el Salmo 89:48; Dios recuerda que los humanos no son más que polvo en el Salmo 103:14; Dios recuerda el pacto de Dios con Abraham, Isaac y Jacob en el Salmo 105:8-10; Dios recuerda la palabra de Dios a Abraham de liberar a los israelitas a la Tierra de Israel en el Salmo 105: 42-44; el salmista pide a Dios que se acuerde de él para favorecer al pueblo de Dios, que piense en él en la salvación de Dios, para que pueda contemplar la prosperidad del pueblo de Dios en el Salmo 106:4-5; Dios se acordó de su pacto y se arrepintió según su misericordia para liberar a los israelitas tras su rebelión e iniquidad en el Salmo 106: 4-5; el salmista pide a Dios que recuerde la palabra de Dios a su siervo para darle esperanza en el Salmo 119:49; Dios se acordó de nosotros en nuestro estado de debilidad para librarnos de nuestros adversarios en el Salmo 136:23-24; Job pidió a Dios que se acordara de él para librarlo de la ira de Dios en el Libro de Job 14:13; Nehemías rezó a Dios para que recordara la promesa de Dios a Moisés de liberar a los israelitas del exilio en Nehemías 1:8; y Nehemías rezó a Dios para que lo recordara y lo liberara para siempre en Nehemías 13:14-31.
Nahum Sarna señaló que los dos primeros verbos en Éxodo 6:7, «Te tomaré para que seas mi pueblo, y yo seré para ti un Dios», se usan ambos en relación con el matrimonio: «tomar» (לקח, l-k-ch) en Génesis 4:19; 6:2; 11:29, y más de 70 otras ocurrencias bíblicas, y «ser (de alguien)» (היה ל, h-y-h le-) en Levítico 21:3; Números 30:7; Deuteronomio 24:4; Jueces 14:20; 15:2; 2 Samuel 12:10; Jeremías 3:1; Ezequiel 16:8; y Oseas 3:3. Jeffrey Tigay y Bruce Wells señalaron que la Biblia hebrea también utiliza un lenguaje similar para la adopción, por ejemplo en 2 Samuel 7:14 («Yo le seré a él»), y por lo tanto se puede decir que Dios adoptó a los israelitas.

### Éxodo, capítulo 7
Como Éxodo 7:7 señala que Moisés tenía 80 años cuando habló con el faraón, 40 años después Moisés pronunció su discurso a los israelitas en Deuteronomio 31:2 y murió, como se relata en Deuteronomio 34:7, a los 120 años.

### Éxodo, capítulos 7-12
La descripción de las 10 plagas muestra patrones y progresiones, como sigue:
| Ciclo   | Número | Plaga                     | Versículos                                      | ¿Hubo advertencia? | Tiempo de advertencia  | Introducción                          | Actor  | Rod? | Israelitss protegidos? | ¿Se rendió el faraón? | ¿Quién endureció el corazón del faraón? |
| ------- | ------ | ------------------------- | ----------------------------------------------- | ------------------ | ---------------------- | ------------------------------------- | ------ | ---- | ---------------------- | --------------------- | --------------------------------------- |
| Primero | 1      | sangre                    | Exodus 7:14–25                                  | si                 | por la mañana          | לֵךְ אֶל-פַּרְעֹה Ir a Faraón                | Aaron  | si   | no                     | no                    | voz pasiva                              |
| Primero | 2      | ranas                     | Exodus 7:26–8:11 (8:1–15 en King James Version) | si                 | desconocido            | בֹּא אֶל-פַּרְעֹה Ir a Faraón                | Aaron  | si   | no                     | si                    | voz pasiva                              |
| Primero | 3      | mosquitos o piojos        | Exodus 8:12–15 (8:16–19 in the KJV)             | no                 | ninguno                | ninguno                               | Aaron  | si   | no                     | no                    | voz pasiva                              |
| Segundo | 4      | moscas o bestias salvajes | Exodus 8:16–28 (8:20–32 in the KJV)             | si                 | por la mañana temprano | וְהִתְיַצֵּב לִפְנֵי פַרְעֹה estar ante el faraón | Dios   | no   | si                     | si                    | Faraón                                  |
| Segundo | 5      | ganado                    | Exodus 9:1–7                                    | si                 |                        | בֹּא אֶל-פַּרְעֹה Ir al Faraón               | Dios   | no   | si                     | no                    | Faraón                                  |
| Segundo | 6      | forúnculos                | Exodus 9:8–12                                   | no                 | ninguno                | ninguno                               | Moisés | no   | no                     | no                    | Dios                                    |
| Tercera | 7      | granizo                   | Exodus 9:13–35                                  | si                 | temprano en la mañana  | וְהִתְיַצֵּב לִפְנֵי פַרְעֹה estar ante el Faraón | Moisés | no   | si                     | si                    | voz pasiva                              |
| Tercera | 8      | langostas                 | Exodus 10:1–20                                  | si                 | desconocidas           | בֹּא אֶל-פַּרְעֹה Ir al Faraón               | Moisés | si   | no                     | si                    | Dios                                    |
| Tercera | 9      | oscuridad                 | Exodus 10:21–29                                 | no                 | ninguno                | ninguno                               | Moisés | si   | si                     | si                    | Dios                                    |
|         | 10     | primogénito               | Exodus 11:1–10; 12:29–32;                       | si                 | desconocido            | ninguno                               | Dios   | no   | si                     | si                    | Dios                                    |

Los Salmos 78:44-51 y 105:23-38 relatan diferentes disposiciones de siete plagas. El Salmo 78:44-51 recuerda las plagas de (1) sangre, (2) moscas, (3) ranas, (4) langostas, (5) granizo, (6) ganado y (7) primogénitos, pero no las plagas de piojos, forúnculos u oscuridad. El Salmo 105:23-38 recuerda las plagas de (1) oscuridad, (2) sangre, (3) ranas, (4) moscas y piojos, (5) granizo, (6) langostas y (7) primogénitos, pero no las plagas de ganado o forúnculos.

## En la interpretación no rabínica temprana
La parashá tiene paralelismos o se discute en estas fuentes no rabínicas tempranas:

### Éxodo, capítulo 6
Filo leyó las palabras de Éxodo 6:3: «No me di a conocer a ellos por mi nombre», para enseñar que no se puede asignar un nombre propio a Dios. Filón señaló que Dios le dijo a Moisés en Éxodo 3:14: «Yo soy el que soy», lo que Filón equiparó con «Es mi naturaleza ser, no ser descrito por un nombre». Pero para que los seres humanos no se quedaran sin nada con lo que llamar a Dios, Dios nos permitió usar el nombre «Señor». Dios dirigió este nombre a los humanos mortales que necesitan el nombre divino para que, si no pueden alcanzar lo mejor, al menos conozcan el mejor nombre posible. Filón señaló que en Éxodo 6:3, Dios habla del nombre propio de Dios, que nunca ha sido revelado a nadie. Filón sugirió que la declaración de Dios en Éxodo 6:3 significaba que Dios no les había revelado su nombre propio, sino solo el que podía usarse comúnmente. Filón argumentó que Dios es tan completamente indescriptible que incluso aquellos poderes que le sirven no nos anuncian su nombre propio. Y así, después de la lucha de Jacob en el Jabok, Jacob le pidió un nombre al maestro invisible, pero el oponente de Jacob no le dijo un nombre propio, diciendo que era suficiente que a Jacob se le enseñaran explicaciones ordinarias. Pero en cuanto a los nombres que son los verdaderos símbolos de las cosas, se nos enseña a no buscarlos para los inmortales.

## En la interpretación rabínica clásica
La parashá se discute en estas fuentes rabínicas de la época de la Mishná y el Talmud:

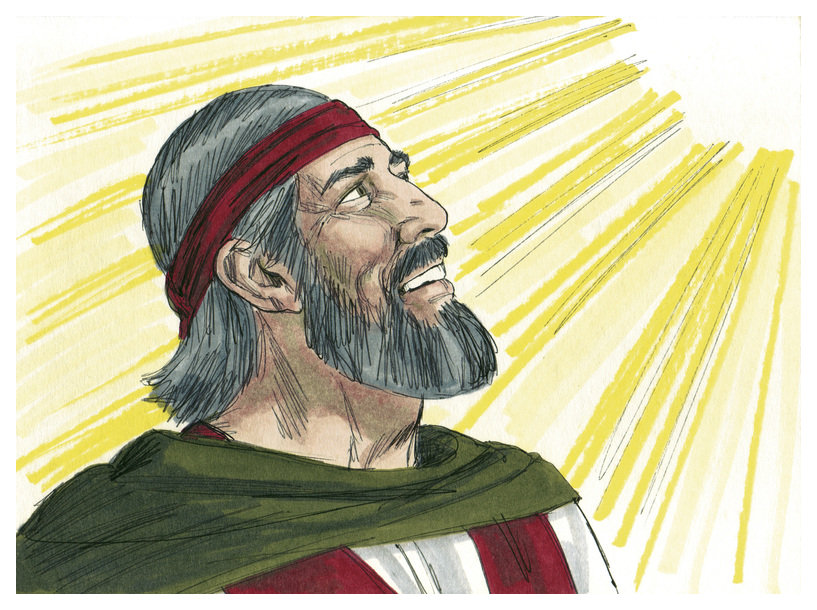
Dios respondió a Moisés (ilustración de 1984 de Jim Padgett, cortesía de Distant Shores Media/Sweet Publishing)

### Éxodo, capítulo 6
Un Midrash señaló que Dios ya había informado a Moisés de que el faraón no permitiría que los israelitas se fueran, como en Éxodo 3:19, Dios le dijo a Moisés: «Sé que el rey de Egipto no te dejará ir», y en Éxodo 4:19, Dios le dijo a Moisés: «Yo le endureceré el corazón». Pero Moisés no tuvo esto en cuenta, sino que llegó a dudar de la sabiduría del decreto de Dios y comenzó a discutir con Dios, diciendo en Éxodo 5:22: «Señor, ¿por qué has tratado mal a este pueblo?». Por esta razón, el atributo de la justicia trató de atacar a Moisés, como dice Éxodo 6:2: «Y Dios habló a Moisés» (empleando el nombre de Dios (אֱלֹהִים, «Elohim») indicativo de la justicia de Dios). Pero cuando Dios reflexionó que Moisés solo preguntó esto debido al sufrimiento de Israel, Dios se retractó y trató con Moisés de acuerdo con el Atributo de la Misericordia, como dice Éxodo 6:2: «Y él le dijo: 'Yo soy el Señor'» (empleando el nombre de Dios (יְהוָה, el Tetragrámaton) indicativo de la Misericordia de Dios). El Midrash consideró la pregunta de Moisés en Éxodo 5:22 como una aplicación de Eclesiastés 2:12: «Y me volví para contemplar la sabiduría, la locura y la necedad; porque ¿qué puede hacer el hombre que viene después del Rey? Incluso lo que ya se ha hecho». El Midrash enseñó que Eclesiastés 2:12 se refiere tanto a Salomón como a Moisés. El Midrash enseñó que Eclesiastés 2:12 se refiere a Salomón, porque Dios dio algunos mandamientos para los reyes, como dice en Deuteronomio 17:16-17: «Solo que no se multiplique de caballos... Ni se multiplique de mujeres, para que su corazón no se desvíe; ni de plata ni de oro». Salomón leyó en Deuteronomio 17:17 que la razón del decreto de Dios era «para que su corazón no se desvíe». El Midrash enseñó que Salomón pensó para sí mismo que multiplicaría a sus esposas, pero que aún así no permitiría que su corazón se desviara. Y el Midrash enseñó que Eclesiastés 2:12 se refiere a Moisés porque Moisés comenzó a discutir con Dios en Éxodo 5:22: «Señor, ¿por qué has tratado mal a este pueblo?». Debido a esto, el Midrash enseñó que en ese momento la sabiduría y el conocimiento de Moisés eran solo (en palabras de Eclesiastés 2:12) «locura y necedad». El Midrash preguntó qué derecho tenía Moisés a cuestionar los caminos de Dios y, en palabras de Eclesiastés 2:12, «lo que ya se había hecho» que Dios le había revelado. Éxodo Rabá 6:1.

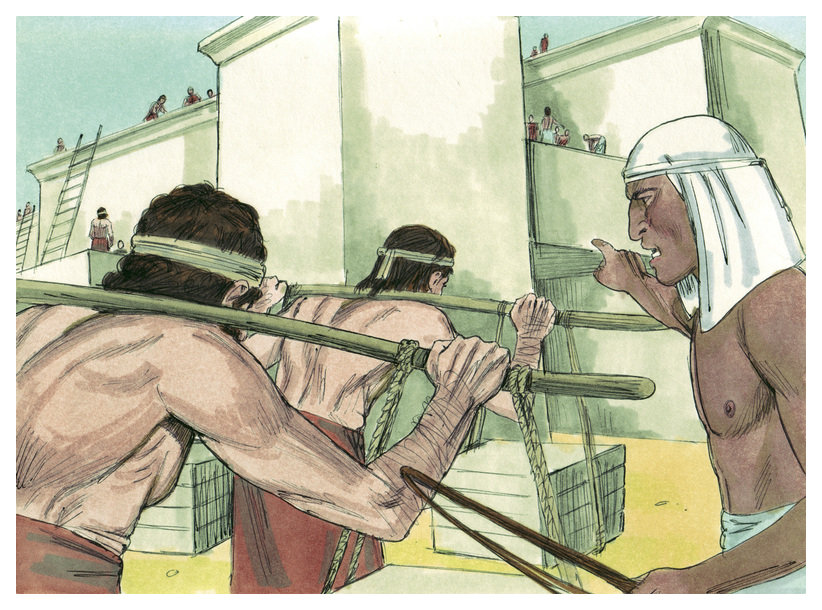
Los egipcios hicieron trabajar a los israelitas como esclavos. (Ilustración de Jim Padgett de 1984, cortesía de Distant Shores Media/Sweet Publishing)

Al leer las palabras «Y me aparecí a Abraham, a Isaac y a Jacob», en Éxodo 6:3, un Midrash enseñó que Dios le dijo así a Moisés que Dios añoraba a aquellos que se habían ido y no podían ser reemplazados: los tres patriarcas. El Midrash decía que Dios le dijo a Moisés que muchas veces Dios se había revelado a sí mismo a Abraham, Isaac y Jacob como Dios Todopoderoso (אֵל שַׁדָּי, El Shadai), y Dios no les había dado a conocer que el nombre de Dios es el Señor (יְהוָה, el Tetragrámaton). Pero aun así no criticaron los caminos de Dios. A Abraham, Dios le dijo en Génesis 13:17: «Levántate, recorre la tierra a lo largo y a lo ancho, porque a ti te la daré», pero cuando Abraham quiso enterrar a Sara, no encontró ningún terreno hasta que compró uno; aun así, no murmuró contra los caminos de Dios. Dios le dijo a Isaac en Génesis 26:3: «Habita en esta tierra... porque a ti y a tu descendencia les daré todas estas tierras». Sin embargo, cuando Isaac buscó agua para beber, no encontró ninguna; en cambio (como se relata en Génesis 26:20), «los pastores de Gerar se pelearon con los pastores de Isaac, diciendo: «El agua es nuestra»». Aun así, Isaac no murmuró contra los caminos de Dios. Dios le dijo a Jacob en Génesis 28:13: «La tierra en la que estás acostado, a ti te la daré, y a tu descendencia». Sin embargo, cuando buscó un lugar para plantar su tienda, no encontró ninguno hasta que compró uno por cien «kesitah» (como se relata en Génesis 33:19). Y aun así, Jacob no se quejó de los caminos de Dios. Los patriarcas no preguntaron a Dios, como hizo Moisés en Éxodo 3:13, cuál era el nombre de Dios. En cambio, al comienzo de la comisión de Dios a Moisés, Moisés preguntó por el nombre de Dios. Y en Éxodo 5:23, Moisés le dijo a Dios: «Porque desde que vine a Faraón... ha tratado mal a este pueblo; ni tampoco has liberado a Tu pueblo». Por esta razón, enseñó el Midrash, Dios dijo en Éxodo 6:4: «Y también he establecido mi pacto con ellos», los patriarcas, para darles la tierra, y nunca se quejaron de los caminos de Dios. Y Dios dijo en Éxodo 6:5: «He oído el gemido de los hijos de Israel», porque no se quejaron contra Dios. Aunque los israelitas de esa generación no se comportaron con rectitud, Dios escuchó su clamor debido al pacto que Dios había hecho con los patriarcas. Por lo tanto, dice en Éxodo 6:6: «Y he recordado mi pacto. Por tanto, díselo a los hijos de Israel». El Midrash enseñó que la palabra «por lo tanto» (lachein) en Éxodo 6:6 implica un juramento, como lo hace en 1 Samuel 3:14, donde Dios dice: «Y por eso he jurado a la casa de Elí». Así, el Midrash enseñó que Dios juró a Moisés que redimiría a los israelitas, para que Moisés no tuviera motivos para temer que el Atributo de Justicia retrasara su redención. 

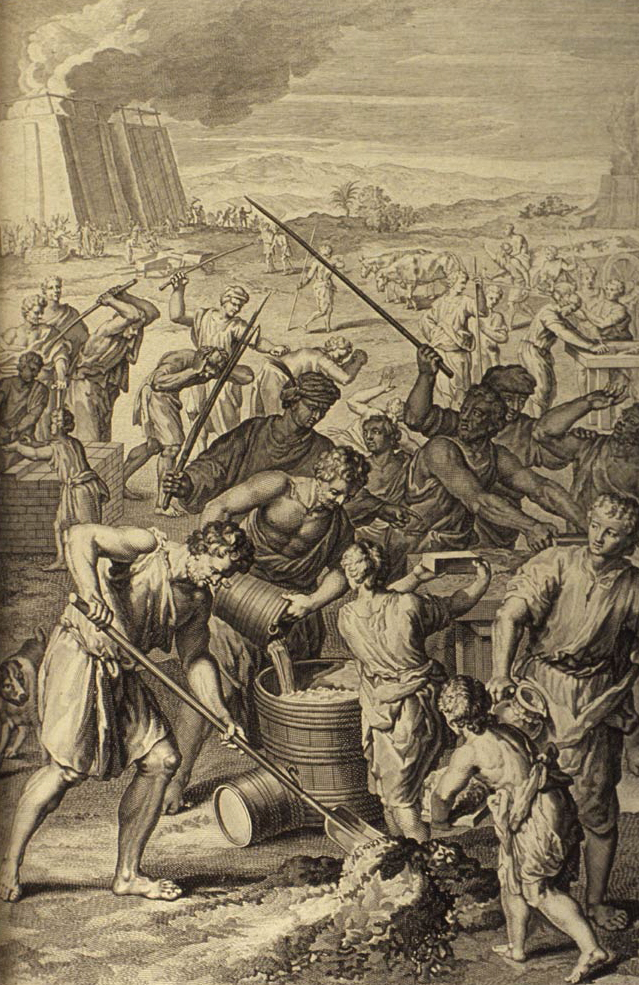
La cruel esclavitud de los israelitas en Egipto (ilustración de las Figuras de la Biblia de 1728)

El rabino Simai encontró pruebas de la resurrección de los muertos en las palabras: «Y también he establecido mi pacto con ellos (los patriarcas) para darles la tierra de Canaán», en Éxodo 6:4. El rabino Simai señaló que Éxodo 6:4 no dice «para daros» sino «para darles», lo que implica que Dios daría la tierra a los patriarcas personalmente y, por tanto, que Dios los resucitaría para cumplir la promesa. Talmud de Babilonia Sanedrín 90b.

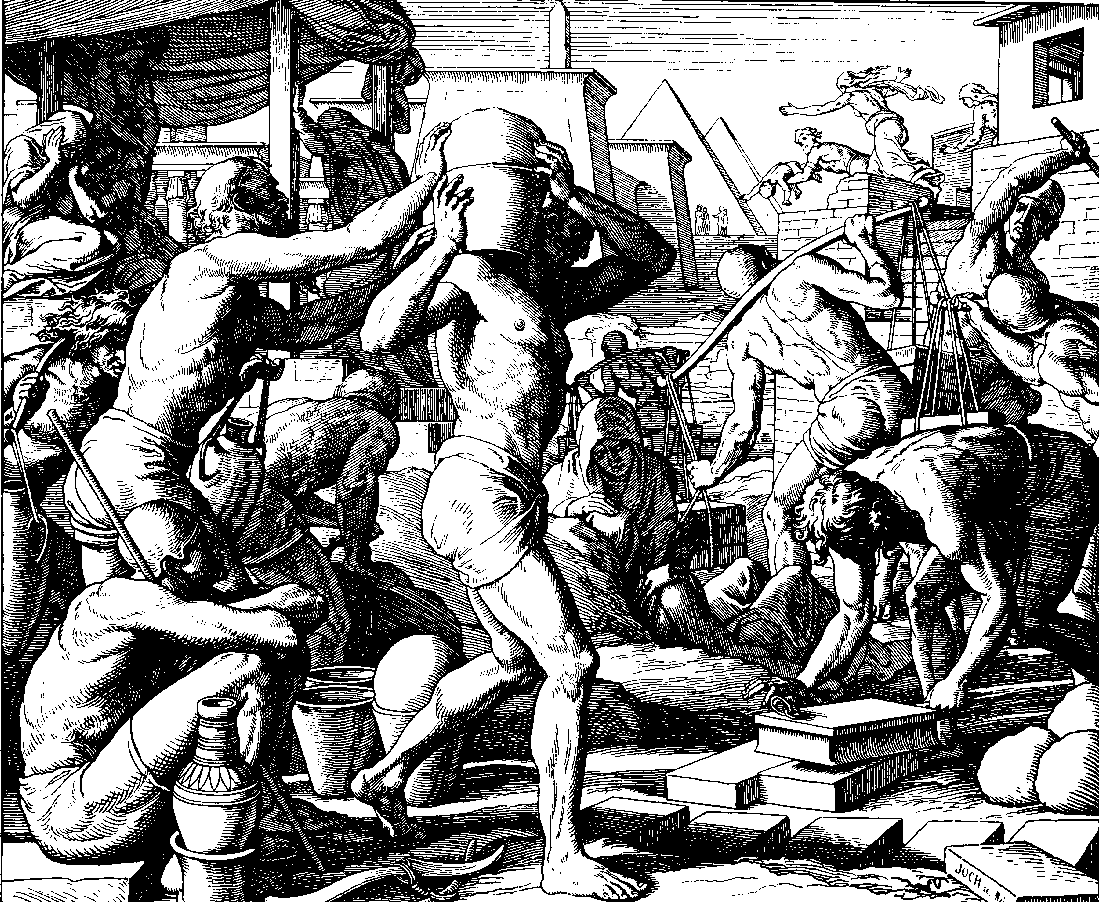
Los egipcios afligieron a los israelitas con cargas (xilografía de Julius Schnorr von Carolsfeld de Die Bibel in Bildern de 1860)

Una Baraita dedujo de Éxodo 6:6 que la esclavitud de los israelitas en Egipto terminó en Rosh Hashaná. La Baraita señaló que Éxodo 6:6 utiliza la palabra «carga» para describir el fin de la esclavitud de los israelitas en Egipto, y el Salmo 81:7 utiliza la palabra «carga» para describir el fin del encarcelamiento de José, y la Baraita dedujo que los dos acontecimientos debían, por tanto, haber ocurrido en la misma época del año. El Baraita dedujo además de las palabras: «Tocad el cuerno en la luna nueva, en el día de la cobertura de nuestra fiesta... Lo designó para José como testimonio cuando saliera», en el Salmo 81:4-6, que José salió de la prisión en Rosh Hashaná. 
El rabino Nehemiah citó el uso de las palabras «os sacará» en Éxodo 6:6 para demostrar que el uso de la palabra «hamotzi» en la bendición sobre el pan significaría que Dios «sacará» pan de la tierra, no que Dios «ha sacado» pan de la tierra. El rabino Nehemías interpretó, por tanto, Éxodo 6:6-7 en el sentido de: «Yo soy el Señor, el que os sacará de debajo de las cargas de los egipcios». La Guemará informó de que los rabinos de una Baraita, sin embargo, interpretaron Éxodo 6:6-7 en el sentido de: «Cuando os saque, haré por vosotros algo que os demostrará que soy Aquel que os sacó de debajo de las cargas de los egipcios». 
El Talmud de Jerusalén citó las cuatro promesas de salvación en Éxodo 6:6-7, (1) «Os sacaré de debajo de las cargas de los egipcios», (2) «Os libraré de su esclavitud», (3) «Os redimiré con brazo extendido», y (4) «Os tomaré para mí como pueblo», como una de las razones por las que los judíos beben cuatro copas de vino en el séder de Pascua. Y así enseñaba la Mishná que «En la víspera de la Pascua, . . . incluso el hombre más pobre de Israel no debe comer hasta que se recline; y ellos (los supervisores de la caridad) no deben darle menos de cuatro copas de vino». 
Una Baraita enseñó que el rabino Simai dedujo de la similitud de las frases «Y os tomaré para mí como pueblo» y «Y os introduciré en la tierra» en Éxodo 6:7 que el Éxodo de los israelitas de Egipto ocurrió en circunstancias similares a su entrada en la Tierra de Israel. El rabino Simei dedujo así que, al igual que solo dos de 600 000 (Caleb y Josué) entraron en la Tierra Prometida, solo dos de cada 600 000 israelitas en Egipto participaron en el Éxodo, y el resto murió en Egipto. Rava enseñó que también será así cuando venga el Mesías, que solo una pequeña parte de los judíos encontrará la redención, porque Oseas 2:17 dice: «Y cantará allí como en los días de su juventud, y como en los días en que subió de la tierra de Egipto», lo que implica que las circunstancias en la venida del Mesías serán similares a las de la entrada de los israelitas en la Tierra de Israel.
La Guemará preguntó por qué los Tannaim consideraban que la asignación de la Tierra de Israel «según los nombres de las tribus de sus padres» en Números 26:55 significaba que la asignación se refería a los que salieron de Egipto; tal vez, supuso la Guemará, podría haber significado las 12 tribus y que la Tierra debía dividirse en 12 porciones iguales. La Guemará señaló que en Éxodo 6:8, Dios le dijo a Moisés que les dijera a los israelitas que estaban a punto de salir de Egipto: «Y os la daré por heredad; yo soy el Señor», y eso significaba que la Tierra era la herencia de los padres de los que salieron de Egipto.

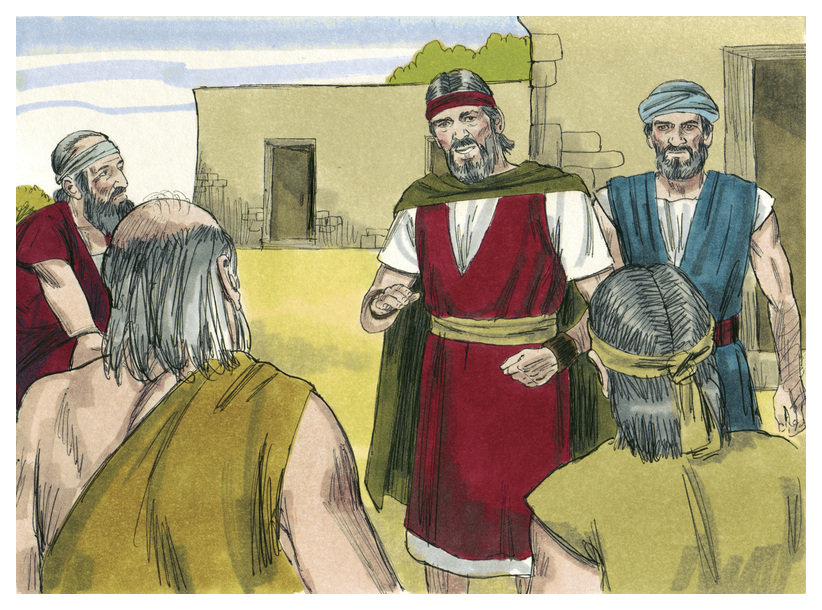
Moisés le dijo al pueblo lo que Dios había dicho. (Ilustración de 1984 de Jim Padgett, cortesía de Distant Shores Media/Sweet Publishing)

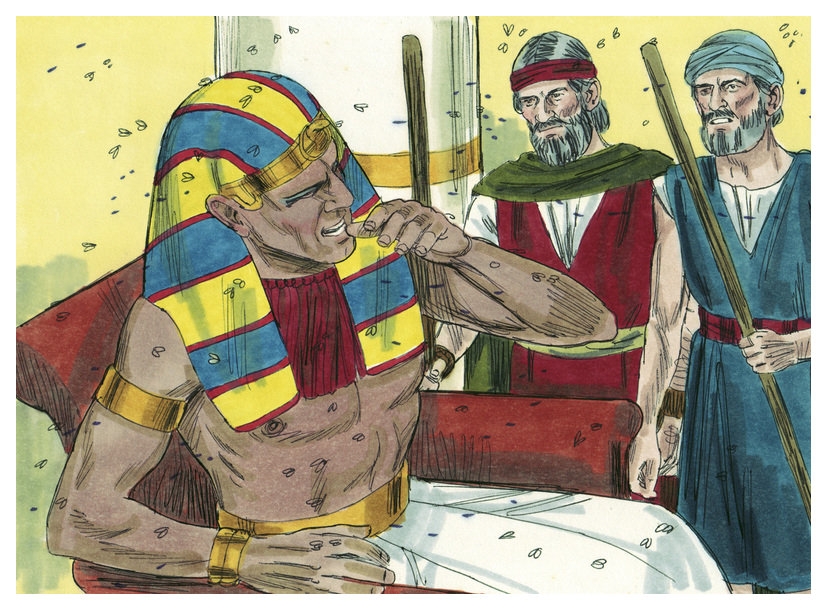
Faraón le dijo a Moisés que hiciera que el pueblo ofreciera sus sacrificios en Egipto. (Ilustración de 1984 de Jim Padgett, cortesía de Distant Shores Media/Sweet Publishing)

Un midrash interpretó las palabras de Éxodo 6:9, «no escucharon a Moisés por falta de ánimo», para indicar que a los israelitas les resultaba difícil abandonar la adoración de ídolos.

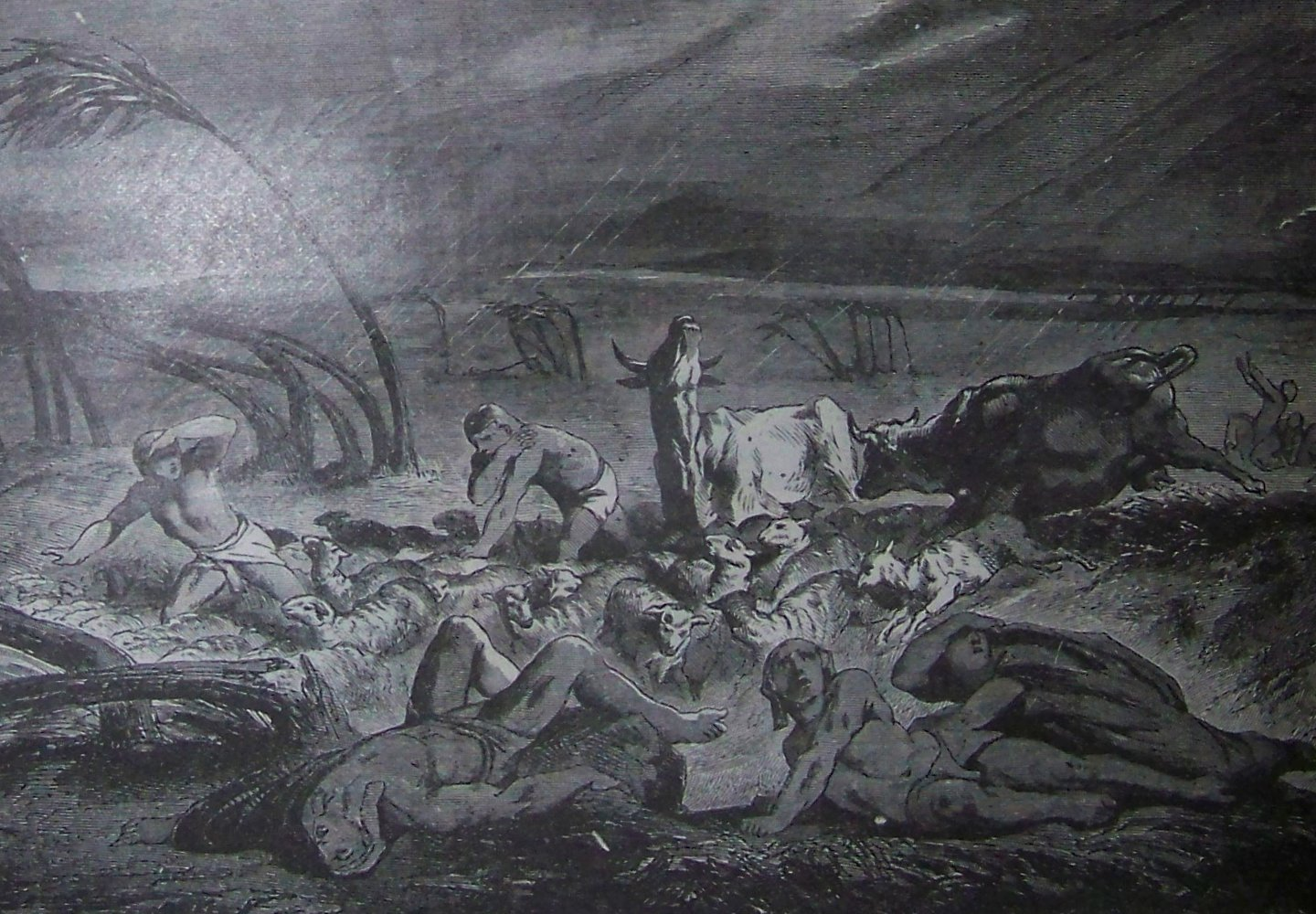
La plaga de granizo (ilustración de la Biblia Holman de 1890)

Rabí Ishmael citó Éxodo 6:12 como uno de los diez argumentos a fortiori (kal va-jomer) registrados en la Biblia hebrea: (1) En Génesis 44:8, los hermanos de José le dijeron a José: «He aquí el dinero que encontramos en las bocas de nuestros costales te lo hemos devuelto», y razonaron así: «¿cómo podríamos robar?» (2) En Éxodo 6:12, Moisés le dijo a Dios: «He aquí, los hijos de Israel no me han escuchado», y razonó que seguramente aún más, «¿Cómo me escuchará entonces Faraón?». (3) En Deuteronomio 31:27, Moisés dijo a los israelitas: «He aquí, mientras yo estoy todavía vivo con vosotros, habéis sido rebeldes contra el Señor», y razonó que seguiría: «¿Y cuánto más después de mi muerte?». (4) En Números 12:14, «el Señor dijo a Moisés: «Si su padre (el de Miriam) le hubiera escupido en la cara», seguramente sería lógico pensar que «¿no debería esconderse avergonzada durante siete días?» (5) En Jeremías 12:5, el profeta preguntó: «Si has corrido con los de a pie y te han cansado», ¿no es lógico concluir que «entonces, ¿cómo puedes competir con los caballos?» (6) En 1 Samuel 23:3, los hombres de David le dijeron: «He aquí, tenemos miedo aquí en [[Tribu de Judá|Judá]» y, por lo tanto, es lógico pensar: «¿Cuánto más si vamos a Keilah?». (7) También en Jeremías 12:5, el profeta preguntó: «Y si en una tierra de paz donde estás seguro» te vencen, ¿no es lógico preguntar: «¿Cómo te irá en los matorrales del Jordán?» (8) En el Proverbios 11:31 se razona: «He aquí, a los justos se les dará su merecido en la tierra», y no se sigue: «¿Cuánto más a los malvados y a los pecadores?». (9) En el Libro de Ester 9:12, «El rey dijo a la reina Ester: «Los judíos han matado y destruido a 500 hombres en el castillo de Susa»», y por lo tanto es lógico pensar: «¿Qué han hecho entonces en el resto de las provincias del rey?». (10) En Ezequiel 15:5, Dios se dirigió al profeta diciendo: «He aquí que cuando estaba entera, no servía para ningún trabajo», y por lo tanto es lógico argumentar: «¿Cuánto menos, cuando el fuego la ha devorado y está chamuscada?»
Rav Zeira contaba cinco tipos de «orlah» (cosas no circuncidadas) en el mundo: (1) orejas no circuncidadas (como en Jeremías 6:10), (2) labios no circuncidados (como en Éxodo 6:12), (3) corazones no circuncidados (como en Deuteronomio 10:16 y Jeremías 9:26), (4) carne incircuncisa (como en Génesis 17:14), y (5) árboles incircuncisos (como en Levítico 19:23). Rav Zeira enseñó que todas las naciones están incircuncisas en cada una de las cuatro primeras formas, y toda la casa de Israel está incircuncisa de corazón, en el sentido de que sus corazones no les permiten hacer la voluntad de Dios. Y Rav Zeira enseñó que en el futuro, Dios quitará de Israel la incircuncisión de sus corazones, y ya no endurecerán sus corazones obstinados ante su Creador, como dice Ezequiel 36:26: «Y quitaré de vuestra carne el corazón de piedra y os daré un corazón de carne», y Génesis 17:11 dice: «Y serás circuncidado en la carne de tu prepucio».

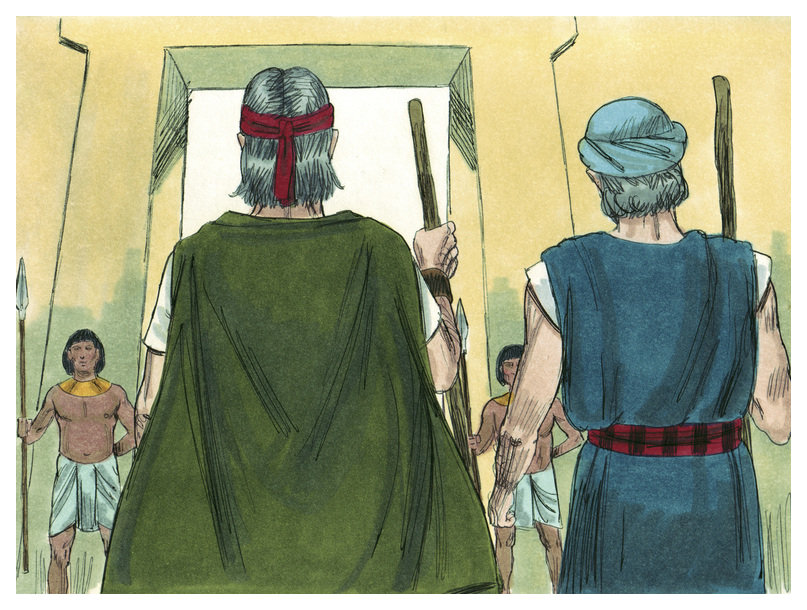
El Señor le dijo a Moisés que volviera a presentarse ante el faraón. (Ilustración de 1984 de Jim Padgett, cortesía de Distant Shores Media/Sweet Publishing)

Al leer Éxodo 6:13, 7:8 y 9:8, un Midrash enseñó que en 18 versículos, las Escrituras colocan a Moisés y a Aarón (los instrumentos de la liberación de Israel) en pie de igualdad (informando que Dios habló a ambos por igual), y, por lo tanto, hay 18 bendiciones en la Amidah.
Al leer las palabras de Éxodo 6:13, «Y el Señor habló a Moisés y a Aarón y les dio una orden con respecto a los hijos de Israel», el rabino Samuel bar Rabí Isaac preguntó sobre qué asunto Dios ordenó a los israelitas. El rabino Samuel bar Rabí Isaac enseñó que Dios les dio el mandamiento sobre la liberación de esclavos en Éxodo 21:2-11.

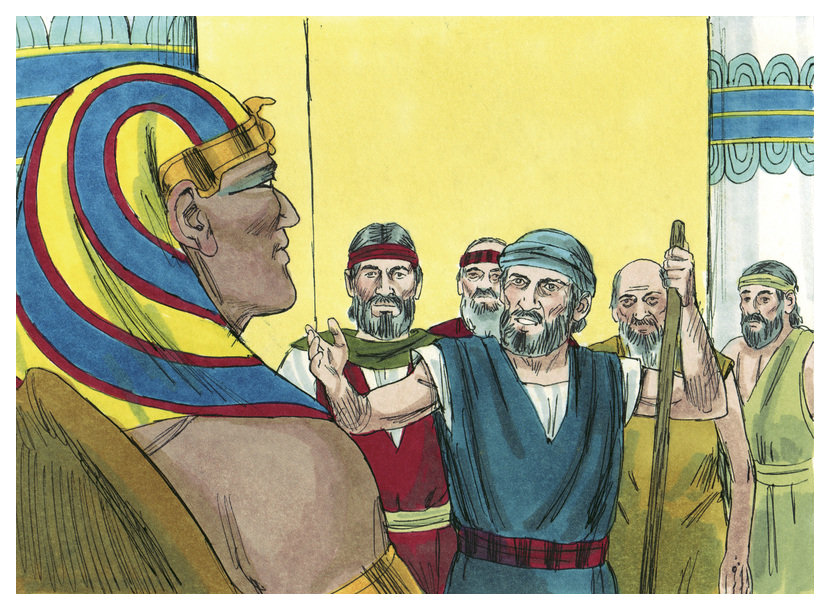
Moisés y Aarón se presentaron ante el faraón. (Ilustración de 1984 de Jim Padgett, cortesía de Distant Shores Media/Sweet Publishing)

Un Midrash interpretó las palabras de Éxodo 6:13, «Y les dio una orden con respecto a los hijos de Israel», para transmitir que Dios advirtió a Moisés y Aarón que los israelitas eran obstinados, malhumorados y problemáticos, y que al asumir el liderazgo sobre los israelitas, Moisés y Aarón debían esperar que los israelitas los maldijeran e incluso los apedrearan. 
Un Midrash interpretó las instrucciones de Dios a Moisés y Aarón en Éxodo 6:13, «y al faraón, rey de Egipto», para transmitir que Dios les dijo a Moisés y Aarón que, aunque Dios realmente debería castigar al faraón, Dios quería que Moisés y Aarón mostraran al faraón el respeto debido a su posición real. Y Moisés lo hizo, como se relata en Éxodo 11:8, donde Moisés le dijo al faraón que Dios dijo: «Y todos estos tus siervos descenderán a mí». Moisés no dijo que el faraón descendería, solo que los siervos del faraón lo harían. Pero Moisés bien podría haber dicho que el propio faraón descendería, pues Éxodo 12:30 relata: «El faraón se levantó a medianoche». Pero Moisés no mencionó al faraón específicamente para mostrarle respeto.
|  |  |        |        |        |        |        |        |  |  |       |       |       |       |       |       |  |  |        |        |        |        |        |        |  |  |      |      |      |      |      |      |  |  |        |        |        |        |        |        |  |  |        |        |        |        |        |        |        |        |         |         |         |         |         |         |  |  |          |          |          |          |          |          |  |  |        |        |        |        |        |        |  |  |  |  |  |  |  |  |  |  |  |  |  |  |  |  |
|  |  |        |        |        |        |        |        |  |  |       |       |       |       |       |       |  |  |        |        |        |        |        |        |  |  |      |      |      |      |      |      |  |  | Levi   |        |        |        |        |        |  |  |        |        |        |        |        |        |        |        |         |         |         |         |         |         |  |  |          |          |          |          |          |          |  |  |        |        |        |        |        |        |  |  |  |  |  |  |  |  |  |  |  |  |  |  |  |  |
|  |  |        |        |        |        |        |        |  |  |       |       |       |       |       |       |  |  |        |        |        |        |        |        |  |  |      |      |      |      |      |      |  |  |        |        |        |        |        |        |  |  |        |        |        |        |        |        |        |        |         |         |         |         |         |         |  |  |          |          |          |          |          |          |  |  |        |        |        |        |        |        |  |  |  |  |  |  |  |  |  |  |  |  |  |  |  |  |
|  |  |        |        |        |        |        |        |  |  |       |       |       |       |       |       |  |  |        |        |        |        |        |        |  |  |      |      |      |      |      |      |  |  | Kohath |        |        |        |        |        |  |  |        |        |        |        |        |        |        |        |         |         |         |         |         |         |  |  |          |          |          |          |          |          |  |  |        |        |        |        |        |        |  |  |  |  |  |  |  |  |  |  |  |  |  |  |  |  |
|  |  |        |        |        |        |        |        |  |  |       |       |       |       |       |       |  |  |        |        |        |        |        |        |  |  |      |      |      |      |      |      |  |  |        |        |        |        |        |        |  |  |        |        |        |        |        |        |        |        |         |         |         |         |         |         |  |  |          |          |          |          |          |          |  |  |        |        |        |        |        |        |  |  |  |  |  |  |  |  |  |  |  |  |  |  |  |  |
|  |  |        |        |        |        |        |        |  |  |       |       |       |       |       |       |  |  |        |        |        |        |        |        |  |  |      |      |      |      |      |      |  |  |        |        |        |        |        |        |  |  |        |        |        |        |        |        |        |        |         |         |         |         |         |         |  |  |          |          |          |          |          |          |  |  |        |        |        |        |        |        |  |  |  |  |  |  |  |  |  |  |  |  |  |  |  |  |
|  |  |        |        |        |        |        |        |  |  |       |       |       |       |       |       |  |  |        |        |        |        |        |        |  |  |      |      |      |      |      |      |  |  |        |        |        |        |        |        |  |  |        |        |        |        |        |        |        |        |         |         |         |         |         |         |  |  |          |          |          |          |          |          |  |  |        |        |        |        |        |        |  |  |  |  |  |  |  |  |  |  |  |  |  |  |  |  |
|  |  |        |        |        |        |        |        |  |  | Amram | Amram | Amram | Amram | Amram | Amram |  |  |        |        |        |        |        |        |  |  |      |      |      |      |      |      |  |  | Izhar  | Izhar  | Izhar  | Izhar  | Izhar  | Izhar  |  |  |        |        |        |        | Hebron | Hebron | Hebron | Hebron | Hebron  | Hebron  |         |         |         |         |  |  | Uziel    | Uziel    | Uziel    | Uziel    | Uziel    | Uziel    |  |  |        |        |        |        |        |        |  |  |  |  |  |  |  |  |  |  |  |  |  |  |  |  |
|  |  |        |        |        |        |        |        |  |  | Amram | Amram | Amram | Amram | Amram | Amram |  |  |        |        |        |        |        |        |  |  |      |      |      |      |      |      |  |  | Izhar  | Izhar  | Izhar  | Izhar  | Izhar  | Izhar  |  |  |        |        |        |        | Hebron | Hebron | Hebron | Hebron | Hebron  | Hebron  |         |         |         |         |  |  | Uziel    | Uziel    | Uziel    | Uziel    | Uziel    | Uziel    |  |  |        |        |        |        |        |        |  |  |  |  |  |  |  |  |  |  |  |  |  |  |  |  |
|  |  |        |        |        |        |        |        |  |  |       |       |       |       |       |       |  |  |        |        |        |        |        |        |  |  |      |      |      |      |      |      |  |  |        |        |        |        |        |        |  |  |        |        |        |        |        |        |        |        |         |         |         |         |         |         |  |  |          |          |          |          |          |          |  |  |        |        |        |        |        |        |  |  |  |  |  |  |  |  |  |  |  |  |  |  |  |  |
|  |  |        |        |        |        |        |        |  |  |       |       |       |       |       |       |  |  |        |        |        |        |        |        |  |  |      |      |      |      |      |      |  |  |        |        |        |        |        |        |  |  |        |        |        |        |        |        |        |        |         |         |         |         |         |         |  |  |          |          |          |          |          |          |  |  |        |        |        |        |        |        |  |  |  |  |  |  |  |  |  |  |  |  |  |  |  |  |
|  |  | Miriam | Miriam | Miriam | Miriam | Miriam | Miriam |  |  | Aarón | Aarón | Aarón | Aarón | Aarón | Aarón |  |  | Moises | Moises | Moises | Moises | Moises | Moises |  |  | Coré | Coré | Coré | Coré | Coré | Coré |  |  | Nepheg | Nepheg | Nepheg | Nepheg | Nepheg | Nepheg |  |  | Zichri | Zichri | Zichri | Zichri | Zichri | Zichri |        |        | Mishael | Mishael | Mishael | Mishael | Mishael | Mishael |  |  | Elzaphan | Elzaphan | Elzaphan | Elzaphan | Elzaphan | Elzaphan |  |  | Sithri | Sithri | Sithri | Sithri | Sithri | Sithri |  |  |  |  |  |  |  |  |  |  |  |  |  |  |  |  |
|  |  | Miriam | Miriam | Miriam | Miriam | Miriam | Miriam |  |  | Aarón | Aarón | Aarón | Aarón | Aarón | Aarón |  |  | Moises | Moises | Moises | Moises | Moises | Moises |  |  | Coré | Coré | Coré | Coré | Coré | Coré |  |  | Nepheg | Nepheg | Nepheg | Nepheg | Nepheg | Nepheg |  |  | Zichri | Zichri | Zichri | Zichri | Zichri | Zichri |        |        | Mishael | Mishael | Mishael | Mishael | Mishael | Mishael |  |  | Elzaphan | Elzaphan | Elzaphan | Elzaphan | Elzaphan | Elzaphan |  |  | Sithri | Sithri | Sithri | Sithri | Sithri | Sithri |  |  |  |  |  |  |  |  |  |  |  |  |  |  |  |  |

Un Midrash enseñó que Coré discrepó de Moisés en Números 16:1 porque Moisés había (como informa Números 3:30) nombrado a Elizafán hijo de Uziel príncipe de los cohatitas, y Coré era (como informa Éxodo 6:21) hijo del hermano mayor de Uziel, Izhar, y por lo tanto tenía derecho a liderar antes que Elizafán. 
Rava enseñó que aquel que desee tomar esposa debe primero indagar sobre el carácter de sus hermanos. Porque Éxodo 6:23 relata: «Y Aarón tomó a Elisheva, la hija de Amminadab, la hermana de Nahshon.» Como Éxodo 6:23 dice «la hija de Amminadab», es obvio que ella era la hermana de Nahshon. Así pues, Éxodo 6:23 dice expresamente «la hermana de Nahshon» para dar a entender que quien toma esposa debe informarse sobre el carácter de sus hermanos, porque la mayoría de los hijos se parecen a los hermanos de su madre. Talmud babilónico Bava Batra 110a.
La Guemará preguntó si las palabras de Éxodo 6:25, «Y Eleazar hijo de Aarón tomó por esposa a una de las hijas de Putiel», no transmitían que el hijo de Eleazar, Finees, descendía de Jetro, que engordaba terneros (piteim) para adorar ídolos. El Talmud proporcionó entonces una explicación alternativa: Éxodo 6:25 podría significar que Finees descendía de José, quien venció (pitpeit) sus pasiones (resistiendo a la esposa de Potifar, como se relata en Génesis 39).  Pero la Guemará preguntó: ¿No se burlaron las tribus de Finees y cuestionaron cómo un joven (Finees) cuyo abuelo materno mataba terneros para adorar ídolos podía matar al jefe de una tribu en Israel (Zimrí, príncipe de la Simeón, como se relata en Números 25)? La Guemará explicó que la verdadera explicación era que Finees descendía tanto de José como de Jetro. Si el padre de la madre de Finees descendía de José, entonces la madre de la madre de Finees descendía de Jetro. Y si el padre de la madre de Finees descendía de Jetro, entonces la madre de la madre de Finees descendía de José. El Talmud explica que Éxodo 6:25 implica esta doble explicación de «Putiel» cuando dice «de las hijas de Putiel», porque el plural «hijas» implica dos líneas de ascendencia (tanto de José como de Jetro).

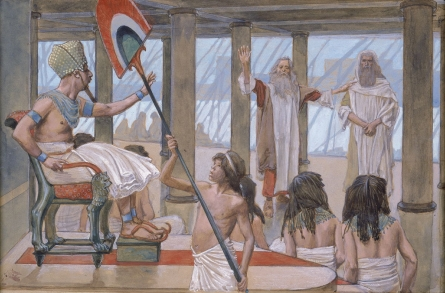
Moisés habla con el faraón (acuarela circa 1896-1902 de James Tissot)

El rabino Simeón señaló que en casi todos los casos, la Torá mencionaba a Moisés antes que a Aarón, pero Éxodo 6:26 mencionaba a Aarón antes que a Moisés, enseñando que los dos eran considerados equivalentes.  La Guemará enseñó que el uso del pronombre «él (hu)» en una introducción, como en las palabras «Estos son (hu) Aarón y Moisés» en Éxodo 6:26 significa que fueron los mismos en su rectitud desde el principio hasta el final. Usos similares aparecen en Crónicas 1:27 para enseñar la perdurable rectitud de Abraham, en 1 Samuel 17:14 para enseñar la perdurable humildad de David, en Génesis 36:43 para enseñar la perdurable maldad de Esaú, en Números 26:9 para enseñar la perdurable maldad de Datán y la maldad perdurable de Abiram, en 2 Crónicas 28:22 para enseñar la maldad perdurable de Acaz, y en Ester 1:1 para enseñar la maldad perdurable de Asuero.

### Éxodo, capítulo 7
La Tosefta citó Éxodo 7:1, donde el menor Aarón habló en nombre del mayor Moisés, para la proposición de que en la lectura de la sinagoga, un menor puede traducir para un adulto, pero no es honorable que un adulto traduzca para un menor.
El rabino Finehas, el sacerdote, hijo del rabino Hama, interpretó el endurecimiento del corazón del faraón por parte de Dios (por ejemplo, en Éxodo 7:3) a la luz de Job 36:13: «Pero los que son impíos de corazón acumulan ira; no claman por ayuda cuando Él los ata». El rabino Finehas enseñó que si los impíos, cuyo arrepentimiento Dios espera, no lo hacen, entonces más tarde, incluso cuando lo piensen, Dios distraerá sus corazones de la penitencia. El rabino Finehas interpretó las palabras de Job 36:13, «Y los que son impíos de corazón», para enseñar que aquellos que comienzan siendo impíos de corazón terminan atrayendo sobre sí mismos la ira de Dios. Y el rabino Finehas interpretó las palabras de Job 36:13, «No claman por ayuda cuando Él los ata», para enseñar que, aunque los impíos desean volver a Dios y rezarle más tarde, ya no pueden, porque Dios los ata y les cierra el paso. Así, después de varias plagas, el faraón quiso rezar a Dios, pero Dios le dijo a Moisés en Éxodo 8:16: «Antes de que salga [a rezar a Dios], ponte delante del faraón».
El Pirke De-Rabbi Eliezer cuenta que Moisés le citó a Dios las palabras de Éxodo 7:4 después del pecado del Becerro de Oro. El Pirke De-Rabbi Eliezer cuenta que después del incidente del Becerro de Oro, Dios le dijo a Moisés que los israelitas habían olvidado el poder de Dios y habían hecho un ídolo. Moisés respondió a Dios que, aunque los israelitas aún no habían pecado, Dios los había llamado «Mi pueblo», como en Éxodo 7:4, Dios había dicho: «Y haré salir a Mis huestes, a Mi pueblo». Pero Moisés señaló que una vez que los israelitas habían pecado, Dios le dijo a Moisés (en Éxodo 32:7): «Ve, desciende, porque tu pueblo se ha corrompido». Moisés le dijo a Dios que los israelitas eran, en efecto, el pueblo de Dios y la herencia de Dios, como se relata en Deuteronomio 9:29, donde Moisés dice: «Sin embargo, son tu pueblo y tu herencia».
Un midrash leyó Éxodo 7:11, «Entonces el faraón también llamó a los «sabios» y a los hechiceros», para enseñar que la Escritura llama «sabios» a los no creyentes cuando hacen algo que requiere habilidad. Ref. Tobías ben Eliezer. Lekaj Tov. Siglo XI, en Menahem M. Kasher. Torah Sheleimah, 7, 43. Jerusalén, 1927, en Enciclopedia de interpretación bíblica. Traducido por Harry Freedman, volumen 7, página 217. Nueva York: American Biblical Encyclopedia Society.</ref>
El rabino Aivu bar Nagri dijo en nombre del rabino Hiyya bar Abba que las palabras «con sus encantamientos» en Éxodo 7:11 se refieren a la hechicería sin ayuda exógena, mientras que las palabras «con su hechicería» en Éxodo 7:22 se refieren a la magia a través de la intervención de demonios.

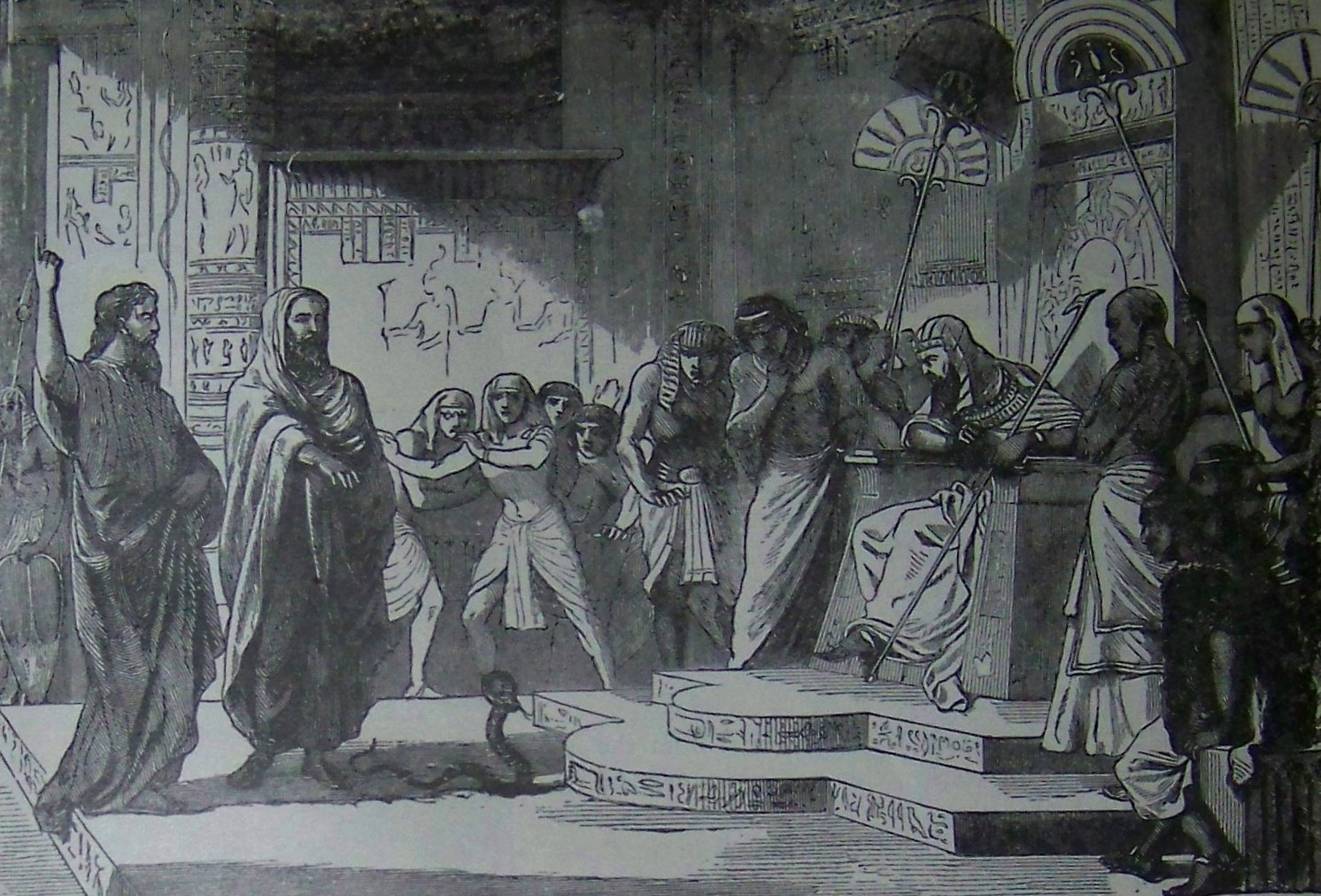
La vara de Aarón se convirtió en una serpiente (ilustración de la Biblia Holman de 1890)

Al leer las palabras «La vara de Aarón se tragó sus varas», en Éxodo 7:12, el rabino Eleazar observó que se trataba de un doble milagro (ya que la serpiente de Aarón primero se convirtió de nuevo en una vara y, como vara, se tragó sus serpientes). Cuando el faraón vio esto, se asombró y expresó su temor de lo que sucedería si Moisés le decía ahora a la vara que se tragara al faraón y su trono. El rabino José bar Hanina enseñó que un gran milagro le sucedió a esa vara, pues aunque se tragó todas las varas que habían sido arrojadas, suficientes para hacer diez montones, la vara no se hizo más gruesa, y todos los que la vieron la reconocieron como la vara de Aarón. Por este motivo, la vara de Aarón se convirtió en un símbolo de todos los milagros y maravillas que se realizarían para Israel a lo largo de las generaciones. 

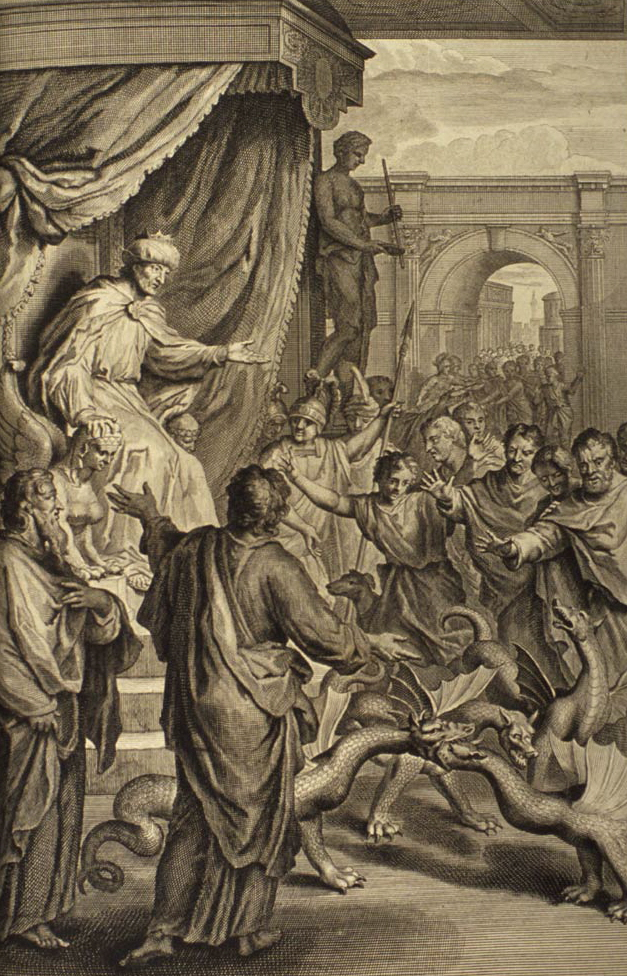
Las varas de Moisés y los magos convertidos en serpientes (ilustración de las Figures de la Bible de 1728)

Un Midrash señaló que Éxodo 7:13 informa que «el corazón del faraón se endureció» sin la acción de Dios, y que esto fue así durante las primeras cinco plagas. Como las primeras cinco plagas no movieron al faraón a liberar a los israelitas, Dios decretó que a partir de entonces, incluso si el faraón hubiera accedido a liberar a los israelitas, Dios no lo aceptaría. Así, a partir de la sexta plaga y en adelante (como se relata en Éxodo 10:27), el texto dice: «el Señor endureció el corazón del faraón».
En una Baraita se enseñaba que el rabino Judá el Príncipe (o, según otros, el rabino Meir) solía decir que la Providencia devuelve a una persona medida por medida. Por lo tanto, un Midrash enseñó que Dios envió las plagas contra el Faraón medida por medida. Dios convirtió el agua de los egipcios en sangre porque los egipcios impedían a los israelitas utilizar el baño ritual (mikveh) para evitar que las mujeres israelitas tuvieran relaciones maritales con sus maridos. Dios trajo ranas porque los egipcios habían ordenado a los israelitas que les trajeran reptiles y criaturas rastreras (que eran una abominación para los israelitas). Dios envió piojos porque los egipcios habían obligado a los israelitas a limpiar las calles y los mercados sucios. Dios envió enjambres de animales salvajes porque los egipcios habían exigido que los israelitas cazaran osos, leones y leopardos para separar a los hombres israelitas de sus esposas. Dios trajo la peste sobre el ganado de los egipcios porque habían obligado a los israelitas a servir como pastores para mantener a los hombres israelitas alejados de sus esposas. Dios envió úlceras porque los egipcios habían exigido que los israelitas les calentaran cosas. Dios envió granizo para destruir las cosechas de los egipcios porque los egipcios habían enviado a los israelitas a los campos para arar y sembrar. Dios trajo las langostas para destruir el grano de los egipcios porque los egipcios habían obligado a los israelitas a plantar trigo y cebada para ellos. Dios trajo la oscuridad porque entre los israelitas había transgresores que tenían patrones egipcios y vivían en la opulencia y el honor en Egipto y no querían salir de Egipto, por lo que Dios trajo la oscuridad para poder matar a estos transgresores sin que los egipcios lo vieran. 

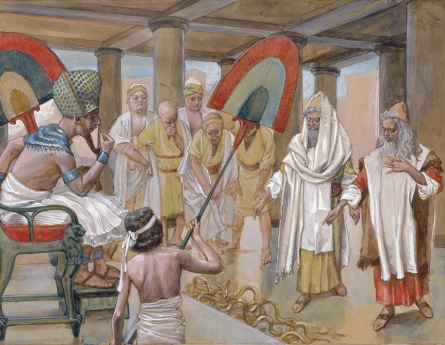
La vara de Aarón devora las otras varas (acuarela circa 1896-1902 de James Tissot)

Abitol el barbero, citando a Rav, dijo que el faraón al que se dirigió Moisés era un tipo enclenque, de un codo de altura, con una barba tan larga como él, encarnando las palabras de Daniel 4:14 que dicen que «el Altísimo gobierna en el reino de los hombres, y... establece sobre él al más bajo de los hombres». Y Abitol el barbero, citando a Rav, dedujo de las palabras «Faraón... sale al agua» en Éxodo 7:15 que este faraón era un magus que iba al agua para hacer brujería. 
Por otra parte, un Midrash, al leer las palabras «Faraón... sale al agua» en Éxodo 7:15, enseñó que solo por la mañana salía Faraón al agua, porque Faraón solía jactarse de que era un dios y no necesitaba hacer sus necesidades. Por lo tanto, Faraón solía ir temprano por la mañana al agua (cuando no había nadie más allí para presenciar que hacía sus necesidades como otros humanos). Por lo tanto, Dios le dijo a Moisés que lo atrapara justo en ese momento crítico.

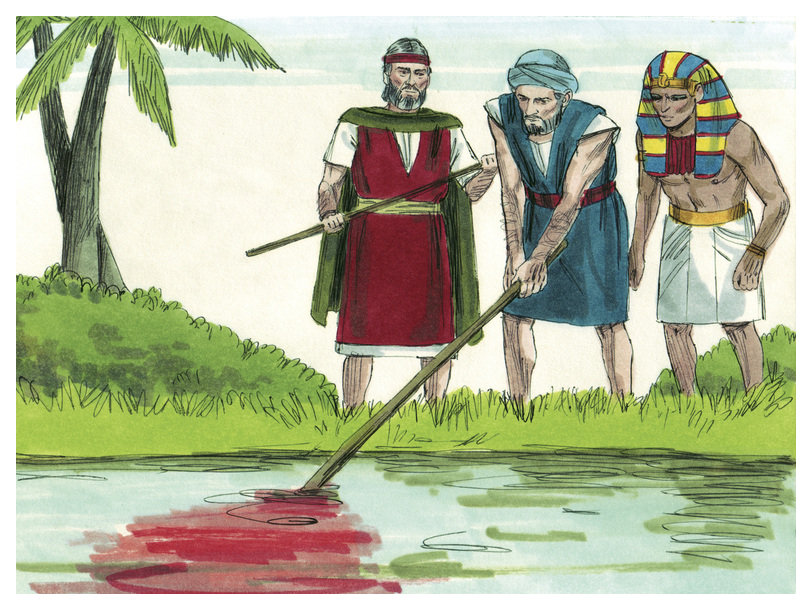
¡Toda el agua se convirtió en sangre! (Ilustración de 1984 de Jim Padgett, cortesía de Distant Shores Media/Sweet Publishing)

Un Midrash citó Éxodo 7:20 como una prueba de la proposición de que Dios hace todas las cosas juntas: Dios da muerte y da vida al mismo tiempo; Dios hiere y cura al mismo tiempo. Y así, el Midrash señaló, en Éxodo 7:20, que «todas las aguas que había en el río se convirtieron en sangre», y más tarde, la sangre se convirtió de nuevo en agua. ref>Éxodo Rabá 28:4.
El rabino Abin el levita, hijo del rabino Judá el príncipe, enseñó que los israelitas se hicieron ricos gracias a la plaga de sangre. Si un egipcio y un israelita estaban en una casa donde había un barril lleno de agua, y el egipcio iba a llenar una jarra del barril, el egipcio encontraría que contenía sangre, mientras que el israelita bebería agua del mismo barril. Cuando el egipcio le pedía al israelita que le diera agua con la propia mano del israelita, seguía convirtiéndose en sangre. Incluso si el egipcio le decía al israelita que ambos debían beber de un mismo recipiente, el israelita bebería agua, pero el egipcio bebería sangre. Solo cuando el egipcio le compraba agua al israelita a cambio de dinero, el egipcio podía beber agua. Y así fue como los israelitas se hicieron ricos. (ref. Éxodo Rabá 9:10).
La Guemará dedujo del uso de la palabra para pez, «dagah», en la frase «Y los peces que había en el río murieron» en Éxodo 7:21 que la palabra «dagah» se aplica a los peces tanto grandes como pequeños. Talmud babilónico Nedarim 51b.

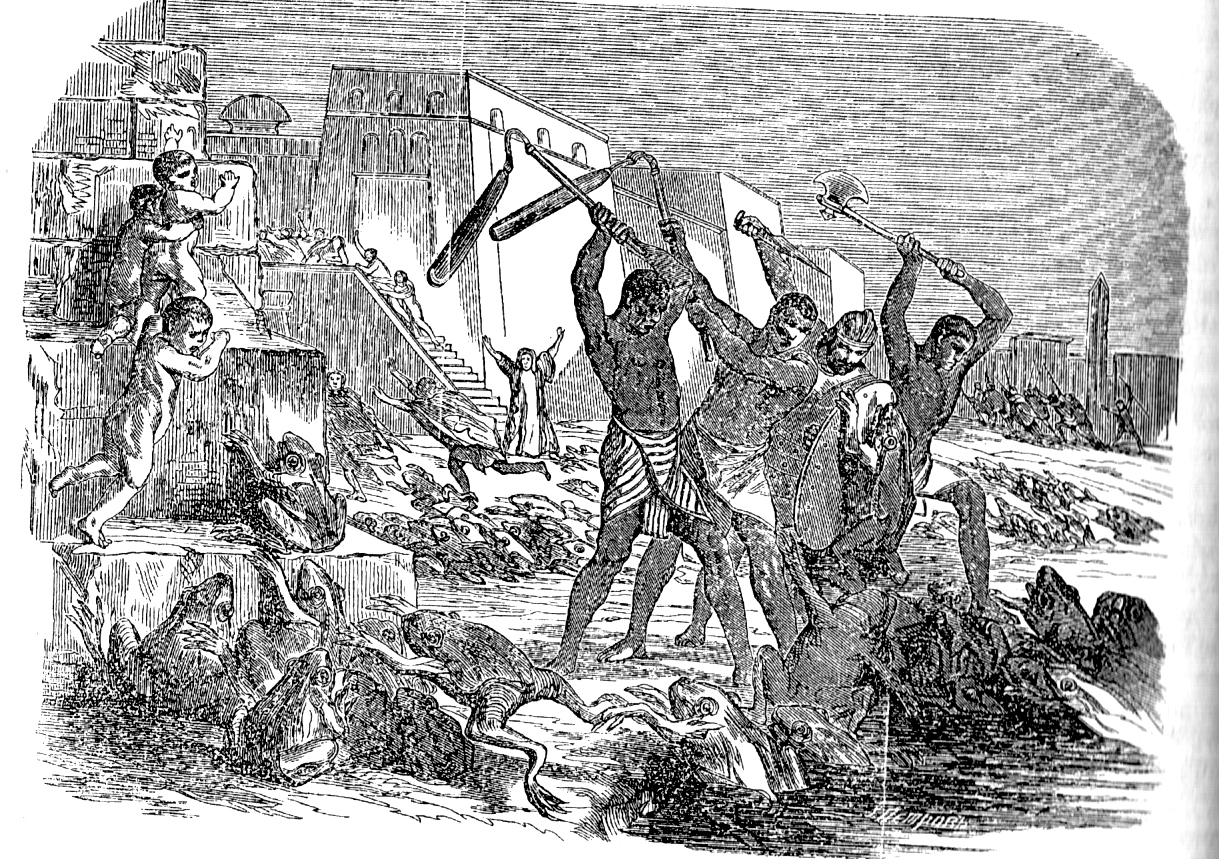
La plaga de ranas (ilustración de la enciclopedia bíblica de 1891 del archimandrita Nikiphor)

Un Midrash enseñaba que las ranas fueron la más dolorosa de las diez plagas. El Midrash enseñaba que las ranas destruyeron los cuerpos de los egipcios, como dice el Salmo 78:45 «las ranas... los destruyeron», y las ranas castraron a los egipcios, como dice Éxodo 7:28 que las ranas «entrarían... [los egipcios] y sobre [su] cama». El Midrash enseñó que las ranas les dijeron a los egipcios que la acuñación de sus dioses había sido abolida, y que la propia acuñación de los egipcios, su capacidad de procrear, también se había invalidado. El Midrash razonó que, dado que la palabra «destruido» en Génesis 38:9 se aplicaba a la procreación en el pasaje sobre la semilla de Onán, ya que «la destruyó en el suelo», el Midrash razonó que el Salmo 78:45 quiere transmitir que la procreación de los egipcios también fue controlada cuando dice: «las ranas... los destruyeron». Y el Midrash dedujo que las ranas hablaron porque Éxodo 8:8 dice: «en cuanto a las ranas», y las palabras para «en cuanto a», «al debar», también pueden leerse como «debido a las palabras de».

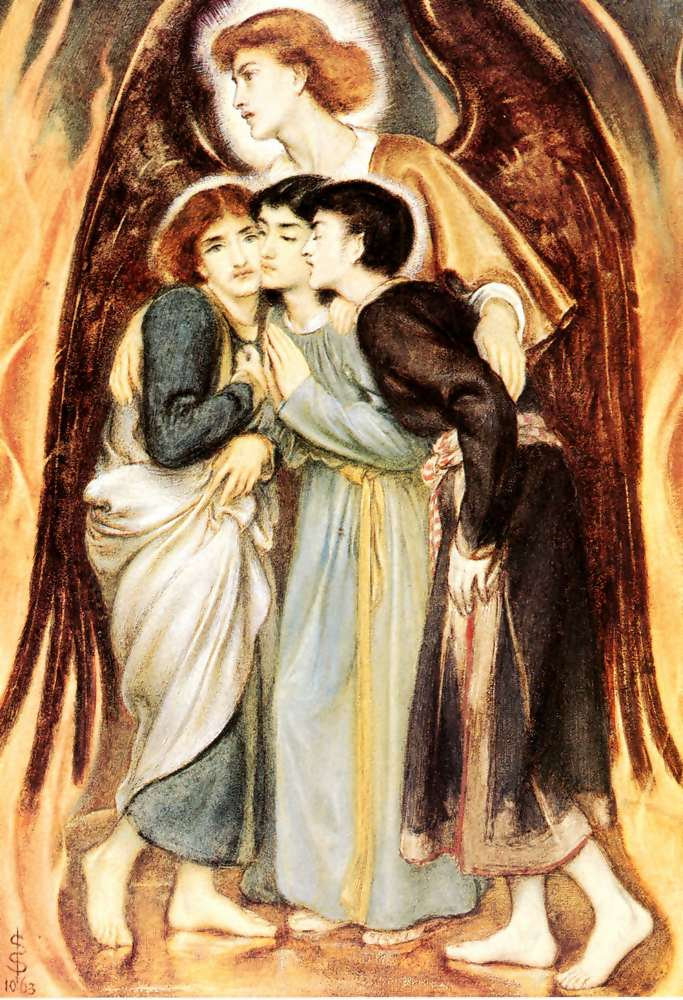
Sadrac, Mesac y Abednego (Hananías, Misael y Azarías) (pintura de Simeón Salomón)

Taddeo de Roma enseñó que Ananías, Misael y Azarías (también conocidos como Sadrac, Mesac y Abednego) se entregaron al horno de fuego para santificar el nombre divino en Daniel 3:8-30 porque dedujeron de Éxodo 7:28 que las ranas de la plaga, a las que no se les había ordenado santificar el nombre divino, sin embargo, saltaron a los hornos calientes por orden de Dios. Así que Ananías, Misael y Azarías razonaron que las personas, a las que Levítico 22:32 ordena santificar el Nombre Divino, deberían estar dispuestas a soportar hornos calientes por esa razón. Taddeo de Roma dedujo que los hornos en los que saltaban las ranas estaban calientes por la proximidad de las palabras «hornos» y «artesa» en Éxodo 7:28, razonando que las artesas se encuentran cerca de los hornos cuando estos están calientes. 
La Tosefta dedujo de Éxodo 1:8 que el faraón comenzó a pecar primero antes que el pueblo, y así, como se indica en Éxodo 7:29 y 8:4, Dios lo golpeó primero y luego al pueblo. 

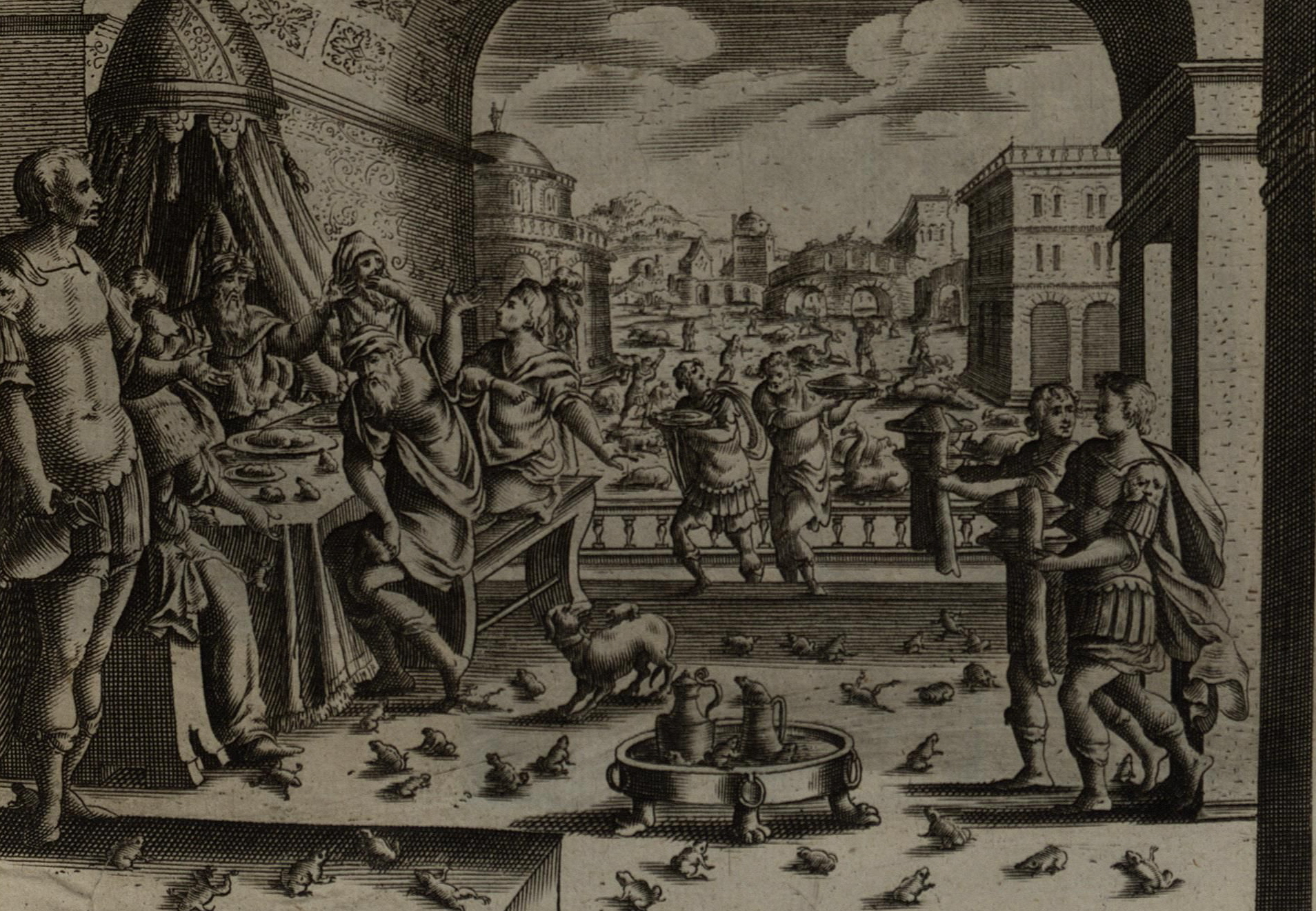
La plaga de ranas (grabado de 1670 de Gerard Jollain)

### Éxodo, capítulo 8
El rabino Eleazar enseñó que cuando Éxodo 8:2 (8:6 en la KJV) relata que «salió la rana y cubrió la tierra de Egipto», en un principio solo fue una rana, que se reprodujo prolíficamente y llenó la tierra. Los Tannaim discutieron el asunto. Rabí Akiva dijo que una rana llenó todo Egipto al reproducirse. Pero el rabino Eleazar ben Azariah reprendió a Akiva por incursionar en la aggadah, y enseñó que una rana croó para que otras se unieran a la primera rana.
Un Midrash interpretó las palabras de Proverbios 29:23, «El orgullo del hombre lo abatirá; pero el que tiene espíritu humilde alcanzará el honor», para aplicarlas a Faraón y Moisés, respectivamente. El Midrash enseñó que las palabras «El orgullo de un hombre lo llevará a la ruina» se aplican al faraón, quien en Éxodo 5:2 preguntó con arrogancia: «¿Quién es el Señor para que yo escuche su voz?», y así, como relata el Salmo 136:15, Dios «derrocó al faraón y a su ejército». Y el Midrash enseñó que las palabras «pero el que es de espíritu humilde alcanzará el honor» se aplican a Moisés, quien en Éxodo 8:5 (8:9 en la KJV), le preguntó humildemente al faraón: «Ten esta gloria sobre mí; ¿en qué momento te suplicaré [...] que las ranas sean destruidas?», y fue recompensado en Éxodo 9:29 con la oportunidad de decir: «Tan pronto como salga de la ciudad, extenderé mis manos al Señor [y]». . que las ranas sean destruidas», y fue recompensado en Éxodo 9:29 con la oportunidad de decir: “Tan pronto como salga de la ciudad, extenderé mis manos al Señor [y] cesarán los truenos, y no habrá más granizo”.

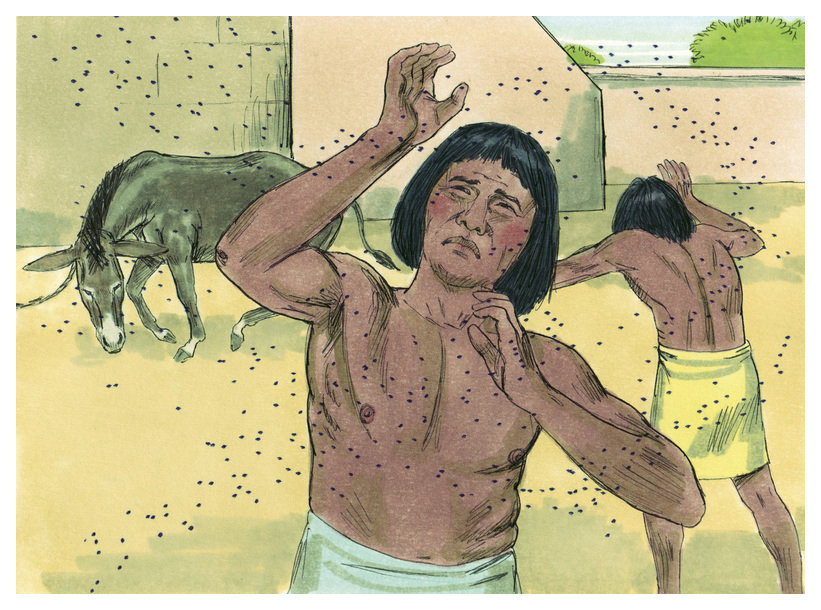
La plaga de los mosquitos (ilustración de 1984 de Jim Padgett, cortesía de Distant Shores Media/Sweet Publishing)

El rabino Eleazar dedujo del reconocimiento de los magos del «dedo de Dios» en Éxodo 8:15 (8:19 en la KJV) que un espíritu demoníaco no puede producir una criatura de tamaño inferior a un grano de cebada. Rav Papa dijo que un espíritu ni siquiera puede producir algo del tamaño de un camello, pero un espíritu puede reunir los elementos de un objeto más grande y así producir la ilusión de crearlo, pero un espíritu no puede hacer ni eso con un objeto más pequeño.
El rabino José el Galileo razonó que, dado que la frase «el dedo de Dios» en Éxodo 8:15 (8:19 en la versión Reina-Valera) se refería a 10 plagas, «la gran mano» (traducido como «la gran obra») en Éxodo 14:31 (en relación con el milagro del Mar Rojo) debe referirse a las 50 plagas sobre los egipcios, y por lo tanto a una variedad de muertes crueles y extrañas.
El rabino Finehas ben Hama razonó que, dado que la frase «el dedo de Dios» en Éxodo 8:15 (8:19 en la KJV) se refería a diez plagas, «la mano de Dios» en Job 19:21 (en relación con la pobreza de Job) debía referirse a cincuenta plagas. 
Al leer «el dedo de Dios» en Éxodo 8:15 (8:19 en la versión King James), el rabino Ishmael dijo que cada uno de los cinco dedos de la mano derecha de Dios pertenece al misterio de la redención. El rabino Ishmael dijo que Dios le mostró a Noé el dedo meñique de la mano, señalándole cómo hacer el Arca, como en Génesis 6:15, Dios dice: «Y así es como la harás». Con el segundo dedo, junto al meñique, Dios castigó a los egipcios con las diez plagas, como dice Éxodo 8:15 (8:19 en la KJV): «Los magos dijeron al faraón: «Este es el dedo de Dios»». Con el dedo corazón, Dios escribió las Tablas de la Ley, como dice Éxodo 31:18: «Y cuando terminó de hablar con Moisés, le dio tablas de piedra escritas con el dedo de Dios». Con el dedo índice, Dios mostró a Moisés lo que los hijos de Israel debían dar para la redención de sus almas, como dice Éxodo 30:13: «Esto darán... medio siclo como ofrenda al Señor». Con el pulgar y toda la mano, Dios en el futuro golpeará a los enemigos de Dios (a quienes el rabino Ismael identificó como los hijos de Esaú e Ismael), como dice el Libro de Miqueas 5:9 dice: «Alza tu mano contra tus adversarios, y sean exterminados todos tus enemigos».
Un midrash interpretó las palabras de Éxodo 8:22 (8:26 en la versión King James), «He aquí, si sacrificamos la abominación de los egipcios delante de sus ojos, ¿no nos apedrearán?», para enseñar que los egipcios veían al cordero como un dios. Así, cuando Dios le dijo a Moisés que sacrificara el cordero pascual (como se refleja en Éxodo 12:21), Moisés le preguntó a Dios cómo podría hacerlo, cuando el cordero era como un dios egipcio. Dios respondió que los israelitas no saldrían de Egipto hasta que sacrificaran a los dioses egipcios ante los ojos de los egipcios, para que Dios pudiera enseñarles que sus dioses no eran realmente nada. Y así lo hizo Dios, pues la misma noche en que Dios mató a los primogénitos egipcios, los israelitas sacrificaron sus corderos pascuales y se los comieron. Cuando los egipcios vieron a sus primogénitos muertos y a sus dioses sacrificados, no pudieron hacer nada, como se relata en Números 33:4: «Mientras los egipcios enterraban a los que el Señor había herido entre ellos, incluso a todos sus primogénitos, el Señor también ejecutó juicio sobre sus dioses».

### Éxodo, capítulo 9
El Pirke De-Rabbi Eliezer enseñó que por cada plaga que Dios trajo sobre los egipcios, los magos también producían la plaga, hasta que Dios trajo sobre ellos los forúnculos, y entonces los magos no pudieron soportar hacer lo mismo, como dice Éxodo 9:11: «Y los magos no pudieron comparecer ante Moisés a causa de los forúnculos».
Un Midrash enseñó que cuando Dios percibió que el faraón no cedió después de las primeras cinco plagas, Dios decidió que incluso si el faraón ahora deseaba arrepentirse, Dios endurecería el corazón del faraón para exigirle todo el castigo. Así, Éxodo 9:12 informa que «el Señor endureció el corazón del faraón». Y el Midrash explicó que la referencia en Éxodo 9:12, «como el Señor había hablado a Moisés», se refería a la predicción de Dios en Éxodo 7:3 de que «endureceré el corazón del faraón».

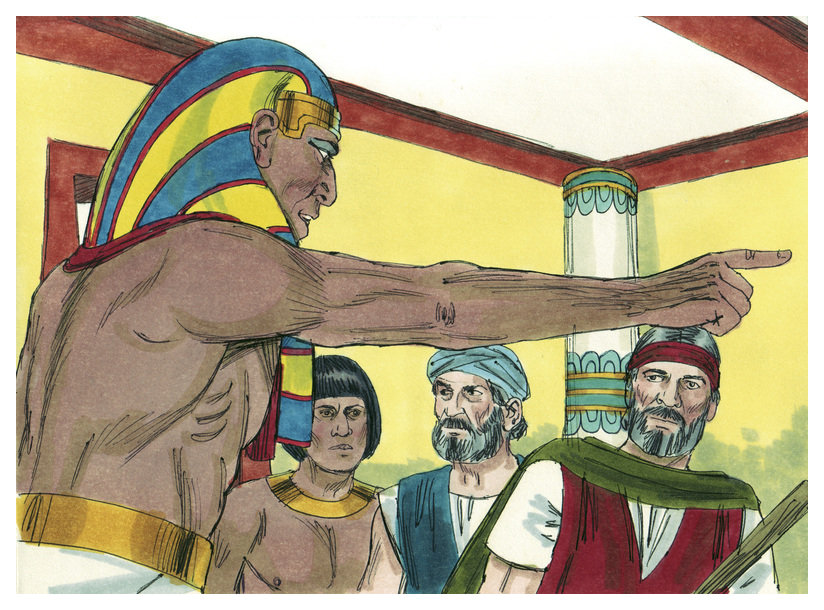
El faraón cambió de opinión (ilustración de 1984 de Jim Padgett, cortesía de Distant Shores Media/Sweet Publishing)

En Éxodo 9:12, el corazón del faraón se endurece. Un Midrash catalogó la amplia gama de capacidades adicionales del corazón que se mencionan en la Biblia hebrea.  El corazón habla, ve, oye, camina, cae, se levanta, se regocija, llora, se consuela, se inquieta, desfallece, se entristece, teme, puede quebrantarse, se enorgullece, se rebela, inventa, cavila, desborda, idea, deseos, se extravía, codicia, se refresca, puede ser robada, es humillada, es seducido, yerra, tiembla, es despertado, ama, odia, envidia, es buscado, es desgarrado, medita, es como un fuego, es como una piedra, se vuelve en arrepentimiento, se calienta, muere, se derrite, acoge palabras, es susceptible al miedo, da gracias, codicia, se endurece, se alegra, actúa con engaño, habla por sí mismo, ama los sobornos, escribe palabras, planea, recibe mandamientos, actúa con orgullo, hace arreglos, y se engrandece a sí mismo.

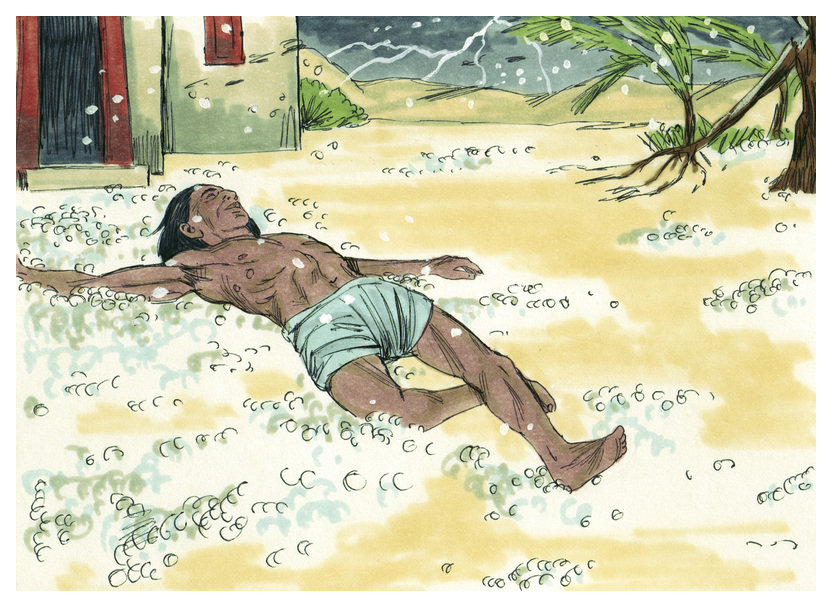
El granizo mató a todas las personas que estaban al aire libre. (Ilustración de 1984 de Jim Padgett, cortesía de Distant Shores Media/Sweet Publishing)

Éxodo 9:13-34 expone la plaga del granizo. El Talmud habla del milagro de los granizos (avnei elgavish) del que hablan Ezequiel 13:11, 13:13 y 38:22. Un Midrash enseñó que eran piedras (avanim) que permanecieron suspendidas por el bien de un hombre (al gav ish) y descendieron por el bien de un hombre. Los granizos permanecieron suspendidos por el bien de un hombre: este era Moisés, de quien Números 12:3 dice: «El hombre Moisés era muy manso», y Éxodo 9:33 dice: «Y cesaron los truenos y el granizo, y la lluvia no cayó sobre la tierra». Las piedras de granizo cayeron por un hombre: este fue Josué, de quien Números 27:18 dice: «Toma a Josué, hijo de Nun, un hombre en el que hay espíritu», y Josué 10:11 dice: «Y sucedió que mientras huían de Israel, cuando estaban en el descenso de Bet-Horón, el Señor arrojó grandes piedras».
El rabino Nechunia, hijo de Hakkanah, enseñó que Dios mató al faraón y, luego, debido al arrepentimiento del faraón, lo liberó de entre los muertos. El rabino Nechunia dedujo que el faraón había muerto a partir de Éxodo 9:15, en el que Dios le dijo a Moisés que le dijera al faraón: «Porque ahora he extendido mi mano y te he golpeado».
Al leer Éxodo 9:20, «Los cortesanos de Faraón que temían la palabra del Señor llevaron a sus esclavos y ganado al interior para ponerlos a salvo», el Midrash HaGadol enseñó que uno puede sacar la conclusión de que si aquellos que temen a Dios en una ocasión particular se salvan del castigo, cuánto más se salvarán aquellos que temen a Dios toda su vida. 
Los fariseos señalaron que, mientras que en Éxodo 5:2, el faraón preguntó quién era Dios, una vez que Dios lo había golpeado, en Éxodo 9:27 el faraón reconoció que Dios era justo. Citando esta yuxtaposición, los fariseos se quejaron de los herejes que ponían el nombre de los gobernantes terrenales por encima del nombre de Dios.
La Mishná se hizo eco de Éxodo 9:31-32 al enumerar el trigo, la cebada y la espelta como granos típicos.
Interpretando Éxodo 9:34, «Y cuando Faraón vio que la lluvia, el granizo y los truenos habían cesado, pecó aún más», un Midrash enseñó que así es siempre con los malvados: Mientras están en problemas, se humillan. Pero tan pronto como pasa el problema, vuelven a su perversidad. 

## Interpretación judía medieval
La parashá se discute en estas fuentes judías medievales:

### Éxodo, capítulo 6

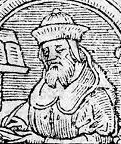
Rashi

Rashi enseñó que la frase «Yo soy el Señor» en Éxodo 6:2 significaba que Dios es fiel para recompensar a todos aquellos que lo siguen, fiel para castigar cuando la frase aparece junto con un castigo, y fiel para recompensar cuando la frase aparece junto con un mandamiento.
Abraham ibn Ezra leyó la declaración de Dios «Y aparecí» en Éxodo 6:3 para indicar que los Patriarcas recibieron sus profecías en visiones nocturnas. 
Saadia Gaon enseñó que la palabra «únicamente» se omite en la declaración de Éxodo 6:3, que dice: «No me di a conocer a ellos por mi nombre YHVH». Según su interpretación, este versículo debe entenderse en el sentido de «No me di a conocer a ellos solo por mi nombre YHVH», lo que indica que Dios también se reveló a sí mismo utilizando el nombre «El Shaddai.»

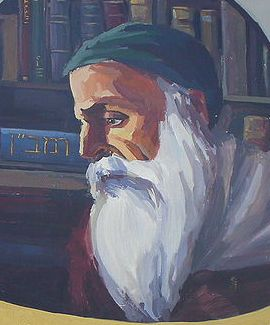
Nachmanides

Ibn Ezra cita a Jeshua ben Judah diciendo que Abraham y Jacob literalmente no conocían el Nombre יְהוָה (YHVH), pero Moisés lo rellenó al escribir la Torá. Sin embargo, Ibn Ezra no está de acuerdo con esto, y se pregunta cómo Moisés pudo atreverse a escribir un nombre que Dios no había pronunciado.
Rashi señaló que Éxodo 6:3 no dice: «Pero mi nombre YHVH no se lo informé», sino: «No me di a conocer». Según Rashi, el nombre YHVH indica el atributo de fidelidad de Dios, pero como las promesas divinas a los patriarcas no se cumplieron en vida de ellos, el significado del nombre YHVH no se hizo tangible para ellos (incluso cuando el nombre mismo se usaba en el habla).
Najmánides interpretó la declaración de Dios en Éxodo 6:3 como una indicación de que Dios se había manifestado previamente en la forma de El Shaddai. En esta forma, Dios realiza milagros ocultos que parecen parte del orden natural para el observador. Sin embargo, Dios no reveló el nombre YHVH, asociado con la realización abierta de milagros que anulan el orden natural. 

### Éxodo, capítulo 7
En Éxodo 7:3, Dios afirma: «Yo endureceré el corazón del faraón». Esta afirmación llevó a Ibn Ezra a preguntarse: Si Dios es quien endureció el corazón del faraón, ¿cuál fue la transgresión del faraón y cuál fue su pecado? Ibn Ezra respondió que Dios otorga sabiduría a las personas e infunde inteligencia en sus corazones para aceptar el poder divino para bien o para disminuir el mal que está destinado a caer sobre ellos.

Maimónides

Al leer la declaración de Dios en Éxodo 7:3 de que «endureceré el corazón de Faraón», el relato de Éxodo 9:12 de que «el Señor endureció el corazón de Faraón», y declaraciones similares en Éxodo 4:21; 10:1, 20, 27; 11:10; y 14: 4, 8 y 17, Maimónides concluyó que es posible que una persona cometa un pecado tan grande, o tantos pecados, que Dios decrete que el castigo por estos actos voluntarios y conscientes sea la eliminación del privilegio del arrepentimiento (teshuvah). Al ofensor se le impediría, por tanto, arrepentirse y no tendría el poder de volver de la ofensa, y el ofensor moriría y se perdería a causa de la ofensa. Maimónides interpretó que esto era lo que Dios dijo en Isaías 6:10: «Engorda el corazón de este pueblo, y haz pesados sus oídos, y débiles sus ojos, no sea que vean con sus ojos y oigan con sus oídos, y sus corazones entiendan, se arrepientan y sean sanados». Del mismo modo, 2 Crónicas 36:16 relata: «Se burlaron de los mensajeros de Dios, desdeñaron sus palabras e insultaron a sus profetas hasta que la ira de Dios se levantó sobre el pueblo, sin posibilidad de curación». Maimónides interpretó estos versículos para enseñar que el faraón —y, supuestamente, el colectivo egipcio— pecó voluntariamente y en una medida tan atroz que merecían que se les negara el arrepentimiento. Así, debido a que el faraón pecó por su cuenta al principio, perjudicando a los judíos que vivían en su tierra (como relata Éxodo 1:10, cuando urdió: «Tratemos con astucia con ellos»), Dios dictó la sentencia de que el arrepentimiento le sería negado al faraón hasta que recibiera su castigo. Por lo tanto, Dios dijo en Éxodo 14:4: «Yo endureceré el corazón de Faraón». Maimónides explicó que Dios envió a Moisés para decirle a Faraón que enviara a los judíos y se arrepintiera cuando Dios ya le había dicho a Moisés que Faraón se negaría porque Dios buscaba informar a la humanidad de que cuando Dios niega el arrepentimiento a un pecador, el pecador no podrá arrepentirse. Maimónides dejó claro que Dios no decretó que el faraón hiciera daño al pueblo judío; más bien, el faraón pecó voluntariamente por su cuenta, y por lo tanto merecía que se le negara el privilegio del arrepentimiento. 

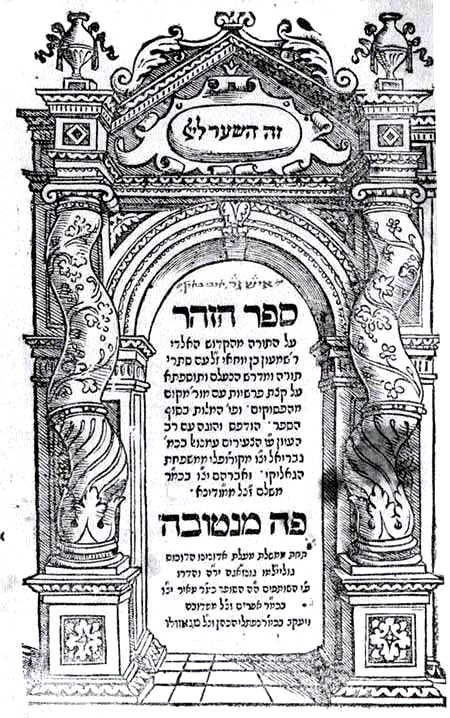
Zohar

El Zóhar enseñaba que la «multitud mixta» (רַב עֵרֶב, «erev rav») mencionada en Éxodo 12:38 estaba formada en su totalidad por hechiceros y magos egipcios, que trataban de oponerse a las obras de Dios, como se relata en Éxodo 7:11: «Y los magos de Egipto hicieron lo mismo con sus encantamientos». Cuando contemplaron las señales y los prodigios que Moisés realizó, acudieron a él para convertirse (a la fe israelita). Dios aconsejó a Moisés que no los aceptara, pero Moisés argumentó que ahora que habían visto el poder de Dios, deseaban aceptar la fe de los israelitas, y si veían el poder de Dios todos los días, aprenderían que no hay Dios como Dios. Así que Moisés los aceptó. Éxodo 12:38 los llamó una «multitud heterogénea» porque estaban formados por magos egipcios de todos los niveles, encabezados por Jannes y Jambres. Durante el día, estos magos practicaban sus encantamientos, y después de la puesta del sol, hacían observaciones de los cielos hasta la mitad de la novena hora, que se llamaba la «gran tarde» (רַב עֵרֶב, «erev rav», que significa tanto «gran multitud» como «gran tarde»). Los magos menores observaron esto hasta la medianoche. Los egipcios, que tenían una gran fe en los magos principales, los llamaron así la «gran tarde» (רַב עֵרֶב, «erev rav»). 

### Éxodo, capítulo 8
Rashi leyó las palabras de los magos del faraón en Éxodo 8:15, «Este es el dedo de Dios», para indicar que percibían que esta plaga no era el resultado de la brujería sino del Omnipotente.
Sin embargo, Rashbam leyó Éxodo 8:15, «Este es el dedo de Dios», para indicar que los magos consideraron que la plaga era un desastre natural no causado por Moisés y Aarón, porque si los piojos hubieran sido resultado de la brujería de Moisés y Aarón, entonces los magos habrían sido capaces de replicarlo.. Ibn Ezra y Ezequías ben Manoa (Hizkuni) interpretaron de manera similar el comentario de los magos para indicar que los magos pensaban que un desastre natural había causado la plaga, porque los magos dijeron: «Este es el dedo de Dios», y no «Este es el dedo de el Señor».
Sin embargo, Najmánides no estaba de acuerdo con la lectura de Ibn Ezra, argumentando que una cuestión de azar no se llama «el dedo de Dios», solo un castigo de Dios se llama así, como en 1 Samuel 12:15, «la mano del Señor». Además, Nachmanides señaló que en las siguientes plagas, el faraón ya no pidió a los magos que hicieran lo mismo, lo que indica que los magos ya habían admitido que las plagas eran obra de Dios.

### Éxodo, capítulo 9
Saadia Gaon leyó las palabras: «El que temió la palabra del Señor entre los siervos de Faraón», en Éxodo 9:20, para indicar que esos siervos de Faraón temían la fuerza y el poder de Dios.

## En la interpretación moderna
La parashá se discute en estas fuentes modernas:

### Éxodo, capítulo 6
Neḥama Leibowitz identificó la siguiente estructura quiástica en el discurso de Dios a Moisés en Éxodo 6:2-8:
2Y Dios habló a Moisés y le dijo:
A: «Yo soy el Señor;
B: 3Y me aparecí a Abraham, a Isaac y a Jacob, como Dios Todopoderoso, pero no me di a conocer a ellos por mi nombre YHWH.
C: 4Y también he establecido Mi pacto con ellos, para darles la tierra de Canaán, la tierra de sus peregrinaciones, en la que peregrinaron.
D: 5Y además he oído el gemido de los hijos de Israel, a quienes los egipcios mantienen en esclavitud; y he recordado Mi pacto.
E: 6Por tanto, di a los hijos de Israel: «Yo soy el Señor», y os sacaré de debajo de las cargas de los egipcios, y os libraré de su esclavitud, y os redimiré con brazo extendido y con grandes juicios;
D1: 7Y os tomaré para mí como pueblo, y seré vuestro Dios; y sabréis que yo soy el Señor vuestro Dios, que os saqué de debajo de las cargas de los egipcios.
C1: 8 Y os introduciré en la «tierra», sobre la cual levanté Mi mano para dársela
B1: «a Abraham, a Isaac y a Jacob»; y os la daré en herencia:
A1: «Yo soy el Señor»».
Robert Alter escribió que la designación אֵל שַׁדָּי, «El Shaddai», en Éxodo 6:3, también utilizada cinco veces en los Cuentos de los Patriarcas, es una combinación arcaica, evidentemente cananea, de nombres divinos. אֵל, «El», era el dios supremo del panteón cananeo (aunque la palabra hebrea también es un sustantivo común que significa «dios»), y algunos eruditos vinculan שַׁדָּי, «Shaddai», con un término que significa «montaña», y otros lo asocian con la fertilidad. 

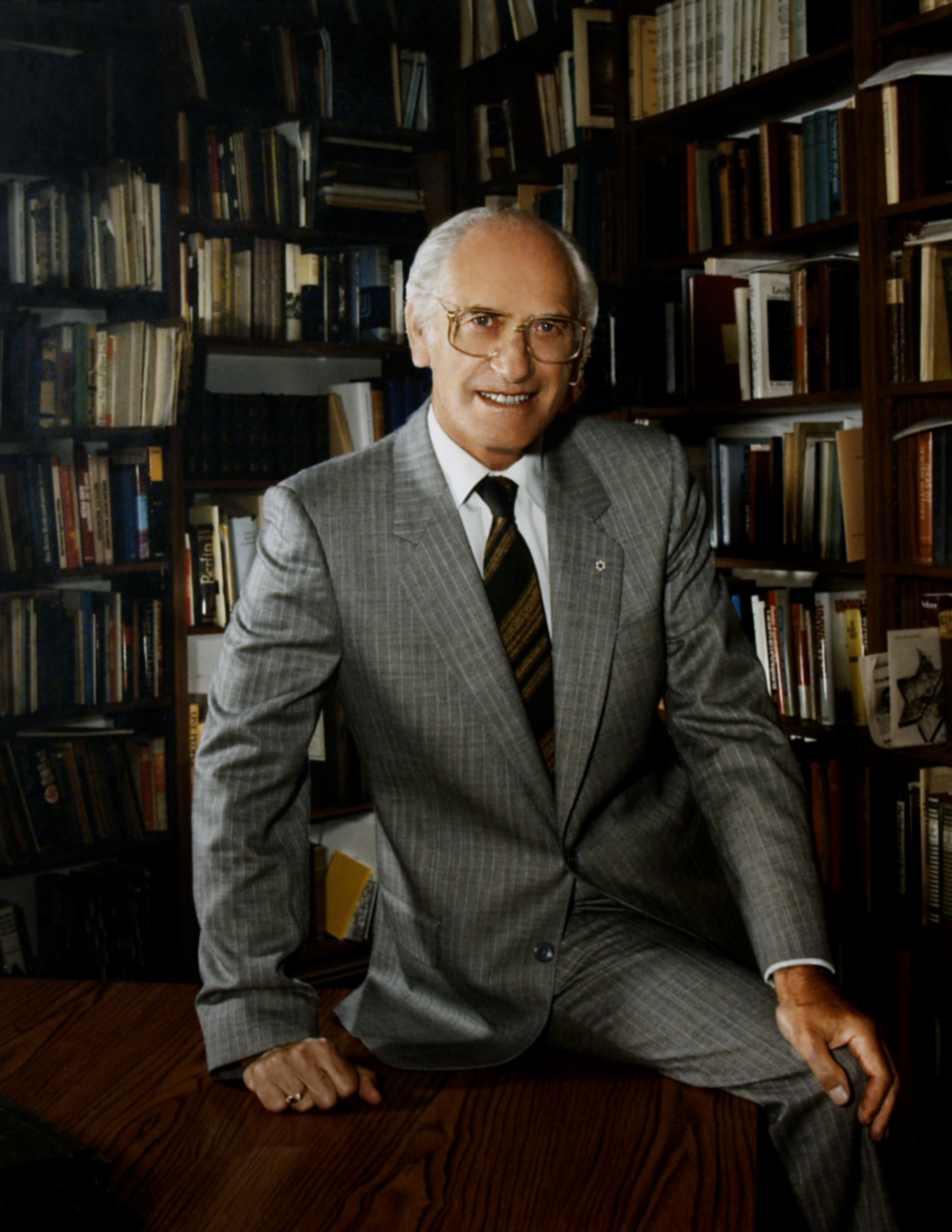
Plaut

Gunther Plaut señaló la dificultad de que Éxodo 6:3-4 diga que es יְהוָה, «YHVH», quien garantiza el pacto hecho con los antepasados, aunque ellos no conocían a Dios por este Nombre, pero esto contradice la frecuente aparición del nombre «YHVH» en Génesis, lo que implica que los antepasados conocían el Nombre. Plaut informa que los eruditos bíblicos han intentado resolver esta contradicción de varias maneras, muchos postulan que Éxodo 6 pertenece a la fuente sacerdotal, que sostenía que los patriarcas conocían a Dios solo como Elohim o El Shaddai y que Dios reveló por primera vez el nombre «YHVH» a Moisés. Según esta teoría, los pasajes del Génesis que utilizan el nombre «YHVH» y los pasajes del Éxodo 3 que se refieren a «YHVH» se asignan a la tradición J. Los partidarios de esta teoría sostienen que en Éxodo 6:3, la escuela P conectó a «YHVH» con Moisés para establecer la legitimidad de la jerarquía sacerdotal. Reconociendo que esta explicación no aborda el texto tal y como está ahora, Plaut presentó la explicación alternativa (que Plaut atribuyó al erudito israelí Yehezkel Kaufmann) de que Moisés y el pueblo conocían desde la época patriarcal el Nombre YHVH como el nombre de Dios, pero este conocimiento no había sido más que una «denominación habitual». En Éxodo 6, sin embargo, después de sus primeras pruebas y fracasos, Moisés se enfrentó de nuevo a Dios, y esta vez, Dios reveló el Nombre más plenamente, es decir, que Moisés vio a Dios más claramente que antes, bajo una nueva luz.  En cuanto a la etimología del Nombre, Plaut informó de que la explicación más aceptada relaciona el Nombre con la palabra «hayah» («ser»), cuya forma causativa podría ser «Yahveh», «el que hace que sea». Otra forma podría ser «Yahuah», «el que de hecho será (se mostrará)», o «el que se demuestra a sí mismo». Plaut informó de que otra teoría sostiene que el nombre se leía «Yahuh», una versión de «Yehu», una forma que aparece varias veces de forma independiente en la Biblia como יהרא y con frecuencia como prefijo o sufijo de nombres propios. Según Martin Buber, «Yahu» era una especie de «sonido primitivo», una exclamación que denotaba asombro, reconocimiento y afirmación: «¡Oh, es el único!» o «¡Yah es el único!» o «¡Yah es!» o «¡Yah existe!». Por último, Plaut relató otro enfoque más, al ver que «YHVH» se había desarrollado a partir de un nombre de culto relacionado con «El», tal vez «El du Yahwi» —«El que crea»— y que, con el tiempo, el nombre «Yahwi» se separó de «El», desbancando al nombre «El» de su preeminencia.
Sarna y Tigay señalaron que Éxodo 6:7, «Os tomaré para mí como pueblo, y seré para vosotros un Dios», prefigura el pacto que Dios establecería en el Sinaí.
Alter señaló que la idea en Éxodo 6:7, «que yo soy el Señor tu Dios, que te saca de debajo de las cargas de Egipto», se enfatiza repetidamente en la Torá y en los libros posteriores de la Biblia. Alter llamó «la piedra angular de la fe israelita» que Dios había demostrado su divinidad y apego a Israel liberando a los israelitas de la esclavitud egipcia. Alter informó que algunos eruditos modernos, argumentando a partir de la ausencia de evidencia egipcia sobre cualquier población esclava hebrea o cualquier mención de un éxodo, han planteado dudas sobre si los hebreos estuvieron alguna vez en Egipto. Alter concluyó que la historia es una esquematización y simplificación de procesos históricos complejos. Alter consideró bastante probable que un segmento considerable del pueblo hebreo permaneciera en la región montañosa del este de Canaán y nunca bajara a Egipto. Sin embargo, Alter también encontraba difícil imaginar que los israelitas hubieran inventado una historia de orígenes nacionales que implicara la humillación de la esclavitud sin algún núcleo de memoria histórica.

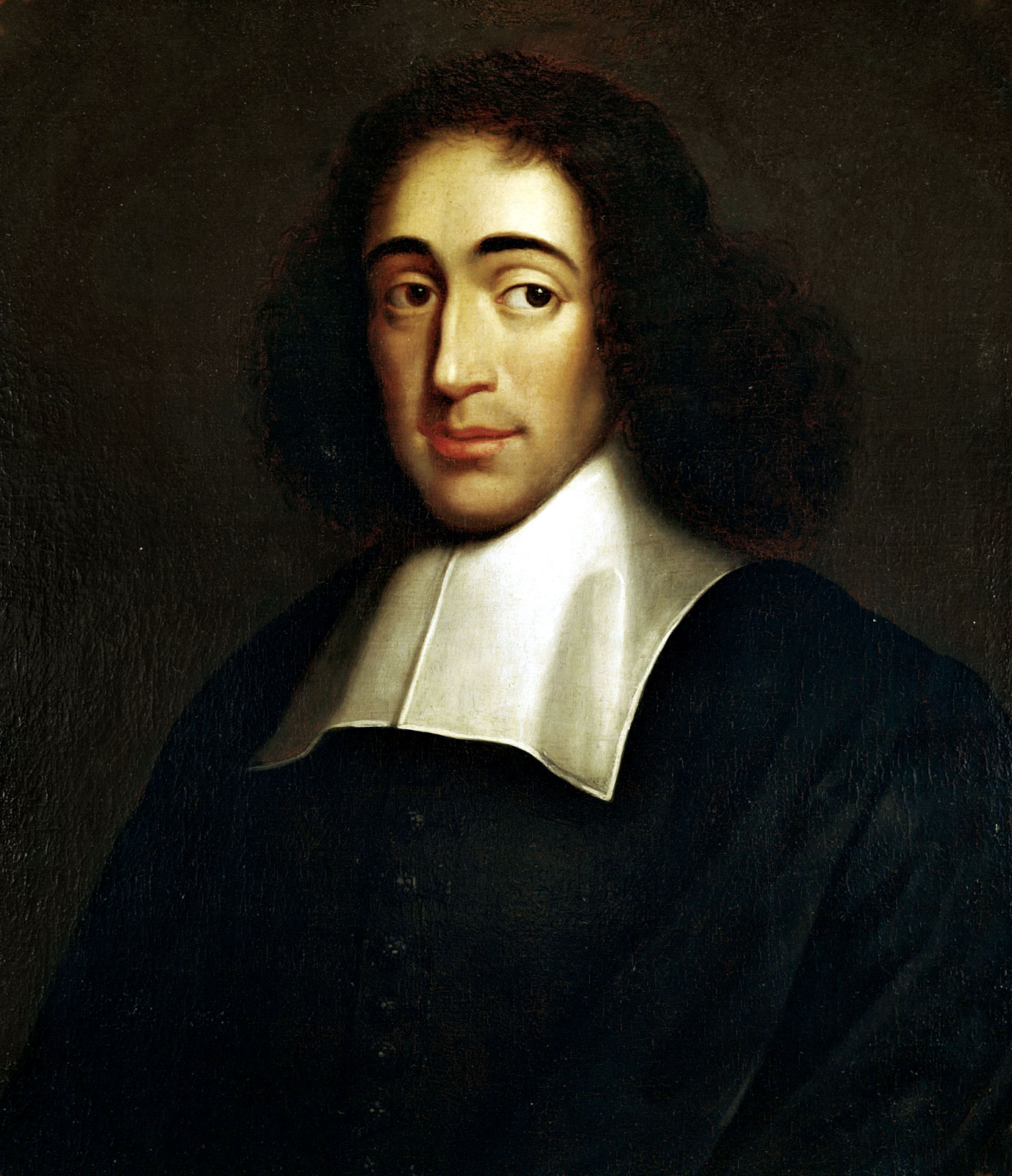
Spinoza

### Éxodo, capítulo 7
Baruch Spinoza dedujo de Éxodo 7:1 que en las Escrituras, la palabra «profeta» (נָבִיא, «navi») significa «intérprete de Dios». Spinoza interpretó las palabras de Dios a Moisés en Éxodo 7:1, «Véase, te he hecho un dios para el faraón, y Aarón tu hermano será tu profeta», para implicar que al interpretar las palabras de Moisés al faraón, Aarón actuaría como un profeta.
Greta Hort argumentó que las plagas se concentraron en un período de unos 12 meses, basándose en el informe de Éxodo 7:7 de que Moisés tenía 80 años cuando habló por primera vez con el faraón y en el informe de Deuteronomio 34:7 de que Moisés tenía 120 años cuando murió, después de pasar 40 años en el desierto.
Sarna señaló que Aarón, y no Moisés, convirtió su vara en serpiente en Éxodo 7:10. Sarna explicó que Moisés afirmaba así tácitamente su condición de igual al faraón. Moisés vino a negociar con el faraón como representante del pueblo de Israel. Al igual que el faraón tenía sus magos, Moisés tenía su asistente, Aarón. Sarna señaló que en las narraciones de las diez plagas, Aarón actuó solo mientras los magos egipcios aparecían presentes. Después de que su ingenio les fallara y desaparecieran de la historia, Moisés actuó personalmente para provocar las plagas restantes.
Everett Fox señaló que «gloria» (כְּבוֹד, «kevod») y «terquedad» (כָּבֵד לֵב, «kaved lev») son palabras principales a lo largo del libro del Éxodo que le dan un sentido de unidad. Del mismo modo, William Propp identificó la raíz kvd —que connota pesadez, gloria, riqueza y firmeza— como un tema recurrente en el Éxodo: Moisés sufrió de una boca pesada en Éxodo 4:10 y brazos pesados en Éxodo 17:12; el faraón tuvo firmeza de corazón en Éxodo 7:14; 8:11, 28; 9:7, 34; y 10:1; el faraón hizo pesado el trabajo de Israel en Éxodo 5: 9; Dios, en respuesta, envió plagas severas en Éxodo 8:20; 9:3, 18, 24; y 10:14, para que Dios pudiera ser glorificado sobre el faraón en Éxodo 14:4, 17 y 18; y el libro culmina con el descenso de la Gloria ardiente de Dios, descrita como una «nube densa», primero sobre el Sinaí y más tarde sobre el Tabernáculo en Éxodo 19:16; 24:16-17; 29:43; 33:18, 22; y 40:34-38. 
Plaut informó que los estudiosos generalmente están de acuerdo en que el término «hebreo» (עִברִי, Ivri), como en Éxodo 7:16 y 9:1 y 13, proviene del nombre de un grupo llamado Habiru o Apiru, personas que habían perdido su estatus en la comunidad de la que provenían, y que no estaban necesariamente relacionadas, excepto por un destino común.  Plaut escribió que los «Habiru» eran una clase de personas que vivieron en el Creciente Fértil durante los siglos XIX al XIV a. C. que podrían haber venido originalmente de Arabia, se hicieron prominentes en Mesopotamia, y más tarde se extendieron a Egipto. Los «habiru» siguieron distintas ocupaciones, en particular mercenarios y administradores. Aunque al principio eran nómadas o seminómadas, más tarde se establecieron, pero por lo general se les consideraba extranjeros y mantuvieron su identidad de grupo. El término «habiru» no se refería tanto a un grupo étnico o lingüístico como a un grupo social o político. Plaut informó de que las palabras «habiru» y «hebreo» (עִברִי, «ivri») parecen compartir una raíz lingüística común. Plaut concluyó que los israelitas en Egipto probablemente ocupaban puestos similares a los «habiru» o se identificaban con ellos debido a lazos familiares. Cuando los no israelitas aplicaron repetidamente el término a los israelitas, estos mismos comenzaron a utilizar el nombre «Habiru», que pronunciaban «Ivri». Plaut consideró posible que durante algún tiempo el término «Ivri» se utilizara solo cuando los israelitas hablaban de sí mismos a los forasteros y cuando los forasteros se referían a ellos. Así, Génesis 14:13 llama a Abram «Ivri» frente a un forastero, y Jonás dice: «Soy un «Ivri»», cuando unos marineros no israelitas le preguntan por su identidad en Jonás 1:9 1:9, pero por lo demás, los israelitas se referían a sí mismos por sus tribus (por ejemplo, Judá o Efraín) o por su antepasado común, Israel.
Plaut informó de que la mayoría de los modernos creen que las historias de la plaga son inaceptables como hechos y deben considerarse legendarias y no históricas.  Plaut argumentó que era un error considerar las historias literalmente en lugar de como «esencialmente interpretativas y legendarias», afirmando que la liberación de los israelitas de la esclavitud no tenía precedentes y solo podía explicarse atribuyéndosela a Dios.  Plaut concluyó que las historias de las plagas enseñan: «La redención de Israel fue la maravilla definitiva, y fue causada por Dios. Para lograrlo, se aprovechó la propia naturaleza, se desarrolló el drama de las plagas y se sentaron las bases para una experiencia que quedó grabada para siempre en los corazones del pueblo y sus descendientes».
John J. Collins informó de que algunos estudiosos han sugerido que las historias de la plaga contienen una reminiscencia de una epidemia de mediados del siglo XIV a. C. conocida como «la enfermedad asiática».
Collins argumentó que las historias de la plaga muestran que el Éxodo no es solo la historia de la liberación de Israel, sino también de la derrota y humillación de los egipcios, y por lo tanto involucraba una venganza nacionalista y étnica «poco edificante».
Sarna sugirió que el narrador bíblico podría haber interpretado la aflicción de las aguas del Nilo y la plaga de ranas como una especie de retribución por los decretos del faraón que ordenaban matar a los israelitas varones al nacer y ahogarlos en el Nilo.

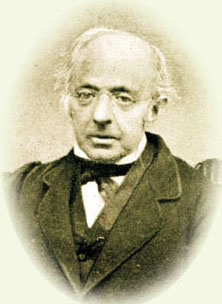
Luzzatto

### Éxodo, capítulo 8
Al leer las palabras de los magos del faraón en Éxodo 8:15, «Este es el dedo de Dios», Samuel David Luzzatto (Shadal) escribió que, aunque el faraón debió de haber comprendido en su corazón que los magos tenían razón (y Moisés también), el faraón siguió «con su vida normal», como es costumbre de los ateos.
Alter señaló que la narración que precede a Éxodo 8:15 habla repetidamente de la «mano» o el «brazo» de Dios, pero los magos del faraón parecen conceder un menor rastro de acción divina al mencionar el «dedo» de Dios. 

### Éxodo capítulo 9
Al leer el informe de Éxodo 9:6 que dice que «murió todo el ganado de Egipto», pero al observar que Éxodo 9:10 informa que posteriormente los animales fueron afectados por forúnculos, Plaut concluyó que Éxodo 9:6 debe tomarse como una hipérbole. 
Jacob ben Asher (el Baal Ha-Turim) leyó las palabras «El que temía» en Éxodo 9:20 para indicar que los egipcios tenían miedo debido a los pecados que habían cometido.
Moritz Markus Kalisch informó de una interpretación según la cual Éxodo 9:20 indicaba una prueba de Moisés sobre hasta qué punto el temor a Dios se había extendido entre los egipcios. 
Benno Jacob leyó Éxodo 9:20 para indicar que algunos de los siervos del faraón habían comenzado a temer la advertencia de Dios a través de Moisés. 
Al leer Éxodo 9:20, «Quien temía la palabra del Señor», Alter escribió que, mientras que en otros lugares este modismo indica piedad (como en «temer a Dios»), aquí se ha reducido a su significado literal de quien fue golpeado por el terror de la siniestra amenaza de Dios.

## En análisis crítico

Diagrama de la hipótesis documental

Algunos estudiosos que siguen la Hipótesis documental encuentran pruebas de tres o incluso cuatro fuentes distintas en la parashá. Walter Brueggemann informó de que el análisis de fuentes más antiguas veía Éxodo 6:2-30 como una inserción de la fuente sacerdotal, dirigida a una comunidad en el exilio (o recién salida del exilio), apelando a una tradición muy antigua para crear una sensación de realidad estructurada y estable que diera coherencia, orden y legitimidad a la vida comunitaria.  Richard Elliott Friedman, sin embargo, vio cuatro fuentes solo en Éxodo 6. Friedman veía que el versículo inicial de Éxodo 6:1 había sido compuesto por el Eloísta (a veces abreviado E), que escribió en el norte, en la tierra de la Tribu de Efraín, posiblemente ya en la segunda mitad del siglo IX a. C.  Friedman coincidió con Brueggemann en atribuir Éxodo 6:2-10 y 30 a la fuente sacerdotal que escribió en el siglo VI o V a. C. 
En el resto de la parashá, Friedman atribuyó Éxodo 7:14-18, 20b-21 y 23-29; 8:3b-11a y 16-28; y 9:1-7 y 13-34; al Eloísta; Éxodo 7: 1–13, 19–20a y 22; 8:1–3a y 12–15; y 9:8–12 a la fuente sacerdotal; y Éxodo 8:11b y 9:35 al redactor.  Para una visualización codificada por colores de los versículos según esta hipótesis, véase la visualización del Éxodo según la Hipótesis Documentaria en Wikiversidad.

## Mandamientos
Según Maimónides y Sefer ha-Jinuj, no hay mandamientos en la parashá.

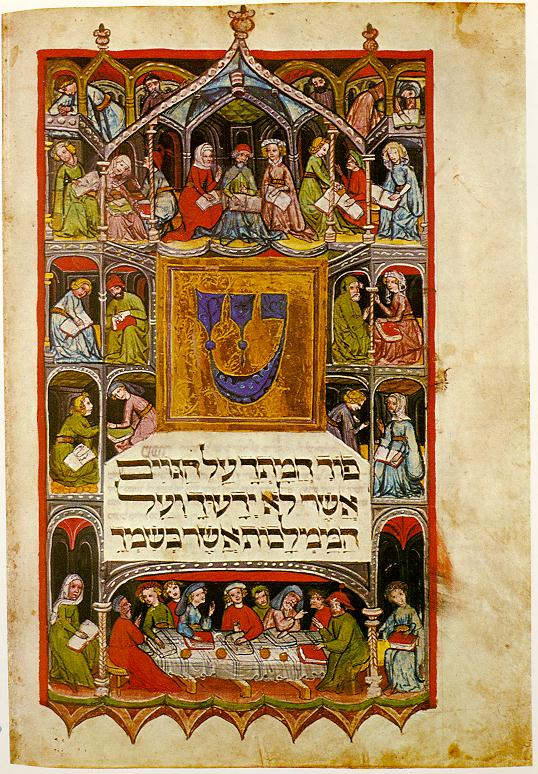
Haggadah iluminada alemana del para la Pascua

## En la liturgia
Al leer la Haggadah, en la sección magid del Séder, muchos judíos retiran gotas de vino de sus copas por cada una de las diez plagas en Éxodo 7:14-12:29.
A continuación, la Hagadá relata el razonamiento del rabino José el Galileo de que, dado que la frase «el dedo de Dios» en Éxodo 8:15 se refería a diez plagas, «la gran mano» (traducida como «la gran obra») en Éxodo 14:31 debe referirse a cincuenta plagas sobre los egipcios.
Y la hagadá en la sección «magid» cita Éxodo 9:3 para dilucidar el término «mano poderosa» en Deuteronomio 26:8, interpretando que la «mano poderosa» significa la plaga de la peste sobre el ganado egipcio.

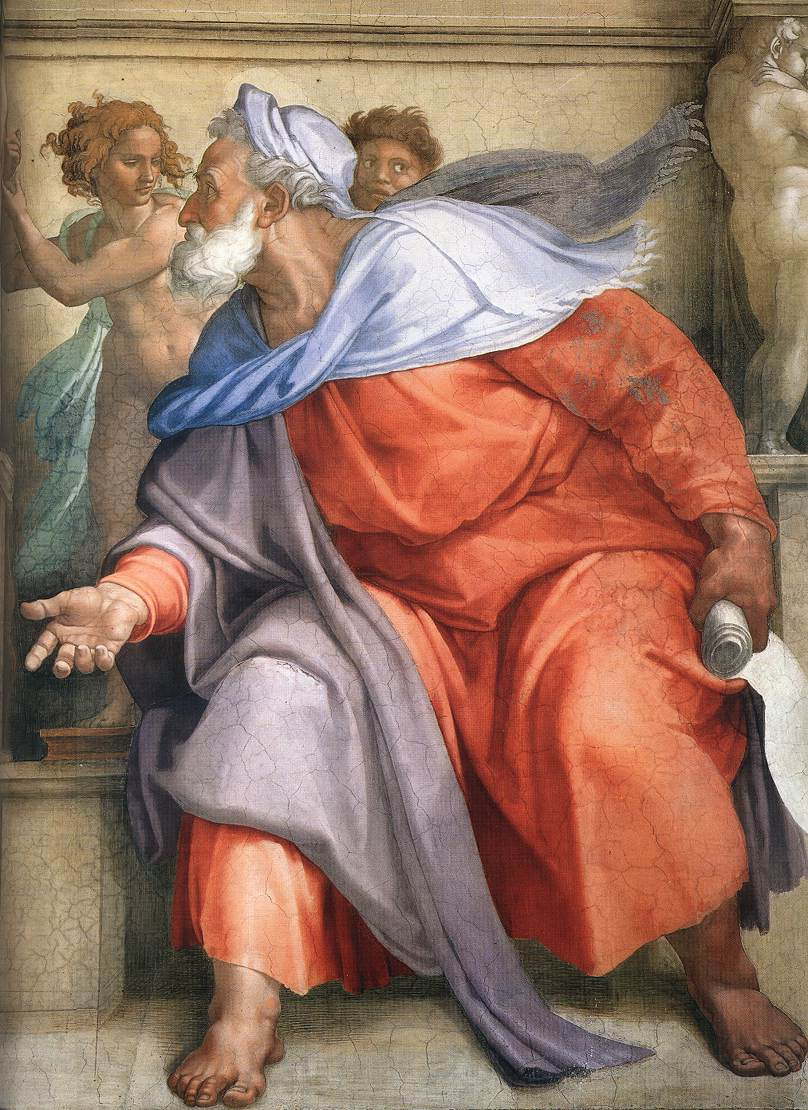
Ezequiel (fresco de 1510 de Miguel Ángel en la Capilla Sixtina)

## Haftarah

### Generalmente
La haftarah para la parashá es Ezequiel 28:25-29:21.

#### Conexión con la Parashá
Tanto la parashá como la haftarah describen las instrucciones de Dios a un profeta para que se enfrente al faraón de Egipto y provoque la redención de Israel. Tanto la parashá como la haftará tratan de los juicios de Dios (shefatim) contra el faraón y Egipto. Un monstruo (tannin) desempeña un papel tanto en la parashá como en la haftará: En la parashá, Dios convierte la vara de Moisés en un monstruo; la haftarah describe al faraón como un monstruo. Tanto en la parashá como en la haftarah, Dios ataca el río y mata a los peces.  Tanto en la parashá como en la haftará, las acciones de Dios harían que los egipcios conocieran (ve-yade'u) a Dios.  Y tanto en la parashá como en la haftarah, Dios proclama: «Yo soy el Señor».

### En el Shabat de Rosh Jodesh
Cuando la parashá coincide con el Shabat de Rosh Jodesh (como ocurrió en 2013 y 2017), la haftará es Isaías 66:1-24.

### Bíblicas
- Génesis 17:1 (El Shaddai); 28:3 (El Shaddai); 35:11 (El Shaddai); 43:14 (El Shaddai); 48:3 (El Shaddai); 49:25 (Shaddai).
- Exodus 4:21; 10:1, 20, 27; 11:10; 14:4, 8 (hardening Pharaoh's heart).
- Numbers 14:30 (God lifted up God's hand).
- Deuteronomy 2:30; 15:7 (hardening of heart).
- Joshua 11:20 (hardening of heart).
- Jeremiah 7:23 (I will be your God and you will be my people); 11:4 (you will be my people, and I will be your God); 30:22 (you will be my people, and I will be your God); 31:33 (I will be their God, and they will be my people).
- Ezekiel 20:5 (God lifted up God's hand); 36:28 (you will be my people, and I will be your God).
- Psalms 68:5 (name is the Lord); 78:44–51 (plagues); 105:23–38 (plagues).
- Nehemiah 9:15 (God lifted up God's hand).

### Antiguo no rabínico
- Ezekiel the Tragedian. Exagōgē. 2nd century BCE. Translated by R.G. Robertson. In The Old Testament Pseudepigrapha: Volume 2: Expansions of the "Old Testament" and Legends, Wisdom and Philosophical Literature, Prayers, Psalms, and Odes, Fragments of Lost Judeo-Hellenistic works. Edited by James H. Charlesworth, page 814. New York: Anchor Bible, 1985.
- Philo. Allegorical Interpretation 1: 13:40; 3: 14:43; 60:172; On the Birth of Abel and the Sacrifices Offered by Him and by His Brother Cain 3:9; 12:51; 19:69; That the Worse Is Wont To Attack the Better 12:38–39; On the Posterity of Cain and His Exile 22:76; On Drunkenness 26:101; On the Confusion of Tongues 9:29; 20:94; On the Migration of Abraham 15:83–85; On Flight and Finding 3:18; 23:124; On the Change of Names 2:13; 3:20–21; 22:125; 37:207; On Dreams, That They Are God-Sent 2:28:189; 39:259; 42:277. Alexandria, Egypt, early 1st century CE. In, e.g., The Works of Philo: Complete and Unabridged, New Updated Edition. Translated by Charles Duke Yonge, pages 29, 55, 69, 95, 100, 103, 116, 139, 215, 237, 242, 261, 322, 332, 342–43, 352, 359, 401, 407–08. Peabody, Massachusetts: Hendrickson Publishers, 1993.
- Romans 9:14–18. 1st century. (hardening Pharaoh's heart).
- 2 Timothy 3:8–9. Rome, 67 CE. (magicians opposing Moses).
- Revelation 16:12–16 (frogs); 17:17 (changing hearts to God's purpose). Late 1st century CE.
- Josephus. The Wars of the Jews, 5:9:4. Circa 75 CE. In, e.g., The Works of Josephus: Complete and Unabridged, New Updated Edition. Translated by William Whiston, page 716. Peabody, Massachusetts: Hendrickson Publishers, 1987.
- Josephus. Antiquities of the Jews 2:13:3 Archivado el 11 de febrero de 2007 en Wayback Machine.–2:14:4 Archivado el 9 de agosto de 2012 en Wayback Machine.. Circa 93–94. In, e.g., The Works of Josephus: Complete and Unabridged, New Updated Edition. Translated by William Whiston, pages 72–74. Peabody, Massachusetts: Hendrickson Publishers, 1987.

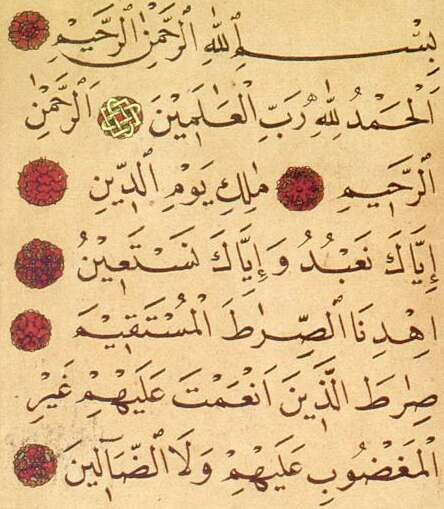
Qur'an

- Qur'an 7:103–126, 130–135; 10:75–83; 11:96–97; 17:101–102; 20:42–73; 23:45–48; 26:10–51; 28:36–39; 29:39; 40:23-27, 37; 43:46–54; 51:38–39; 73:15–16; 79:15–24. Arabia, 7th century.

### Rabínico clásico
- Mishnah: Orlah 1:1–3:9; Pesachim 10:1; Shevuot 5:3; Yadayim 4:8. Land of Israel, circa 200 CE. In, e.g., The Mishnah: A New Translation. Translated by Jacob Neusner, pages 158–66, 249, 630, 1131. New Haven: Yale University Press, 1988.
- Jerusalem Talmud: Pesachim 42b; Rosh Hashanah 20b; Megillah 13b; Chagigah 4a, 11a; Yevamot 63a; Sotah 10a, 28b; Sanhedrin 26b; Makkot 9a. Tiberias, Land of Israel, circa 400 CE. In, e.g., Talmud Yerushalmi. Edited by Chaim Malinowitz, Yisroel Simcha Schorr, and Mordechai Marcus, volumes 18, 24, 26–27, 30, 36, 44, 49. Brooklyn: Mesorah Publications, 2011–2019. And in, e.g., The Jerusalem Talmud: A Translation and Commentary. Edited by Jacob Neusner and translated by Jacob Neusner, Tzvee Zahavy, B. Barry Levy, and Edward Goldman. Peabody, Massachusetts: Hendrickson Publishers, 2009.
- Genesis Rabbah 1:15; 5:7; 18:5; 19:7; 37:3; 46:1, 5; 82:3; 88:5; 92:7; 96, 97. Land of Israel, 5th century. In, e.g., Midrash Rabbah: Genesis. Translated by Harry Freedman and Maurice Simon, volume 1, pages 14, 37–38, 144, 153, 296, 389, 392; volume 2, pages 754, 816, 853, 898, 929. London: Soncino Press, 1939.
- Mekhilta of Rabbi Ishmael Beshallah 7. Land of Israel, late 4th century. In, e.g., Mekhilta de-Rabbi Ishmael. Translated by Jacob Z. Lauterbach, volume 1, page 166. Philadelphia: Jewish Publication Society, 1933, reissued 2004.

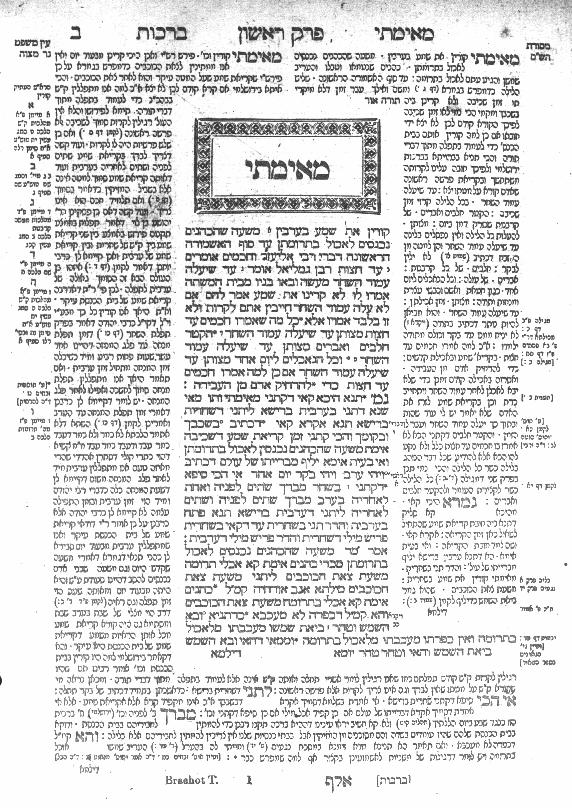
Talmud

- Mekhilta of Rabbi Simeon 2:1–2, 5; 3:1; 15:4–5; 16:1, 4; 19:4; 21:4; 22:6; 26:3, 6; 35:1; 47:2. Land of Israel, 5th century. In, e.g., Mekhilta de-Rabbi Shimon bar Yohai. Translated by W. David Nelson, pages 5–7, 9–11, 50–51, 54, 56, 78–79, 89, 93, 114, 117, 150, 209. Philadelphia: Jewish Publication Society, 2006.
- Babylonian Talmud: Berakhot 38a, 54b; Shabbat 97a; Eruvin 83b; Pesachim 53b, 99b; Rosh Hashanah 11b; Megillah 11a; Moed Katan 6a, 18a; Chagigah 13b; Nedarim 51b; Sotah 11b, 43a; Bava Kamma 80b; Bava Batra 91a, 109b–10a, 116a, 117b; Sanhedrin 12a, 58b, 67b, 82b, 90b, 111a; Shevuot 35b; Menachot 68b, 84a; Chullin 134a; Bekhorot 41a. Babylonia, 6th century. In, e.g., Talmud Bavli. Edited by Yisroel Simcha Schorr, Chaim Malinowitz, and Mordechai Marcus, 72 volumes. Brooklyn: Mesorah Pubs., 2006.

### Medieval
- Saadia Gaon. Emunoth ve-Deoth (Beliefs and Opinions). Baghdad, Babylonia, 933. In, e.g., The Book of Beliefs and Opinions. Translated by Samuel Rosenblatt, pages 29, 116–17, 152, 154, 199, 411. New Haven: Yale University Press, 1948.
- Exodus Rabbah 5:14, 6:1–12:7, 23:9, 25:27, 28:4. 10th century. In, e.g., Midrash Rabbah: Exodus. Translated by Simon M. Lehrman, volume 3. London: Soncino Press, 1939.
- Rashi. Commentary. Exodus 6–9. Troyes, France, late 11th century. In, e.g., Rashi. The Torah: With Rashi's Commentary Translated, Annotated, and Elucidated. Translated and annotated by Yisrael Isser Zvi Herczeg, volume 2, pages 53–90. Brooklyn: Mesorah Publications, 1994.

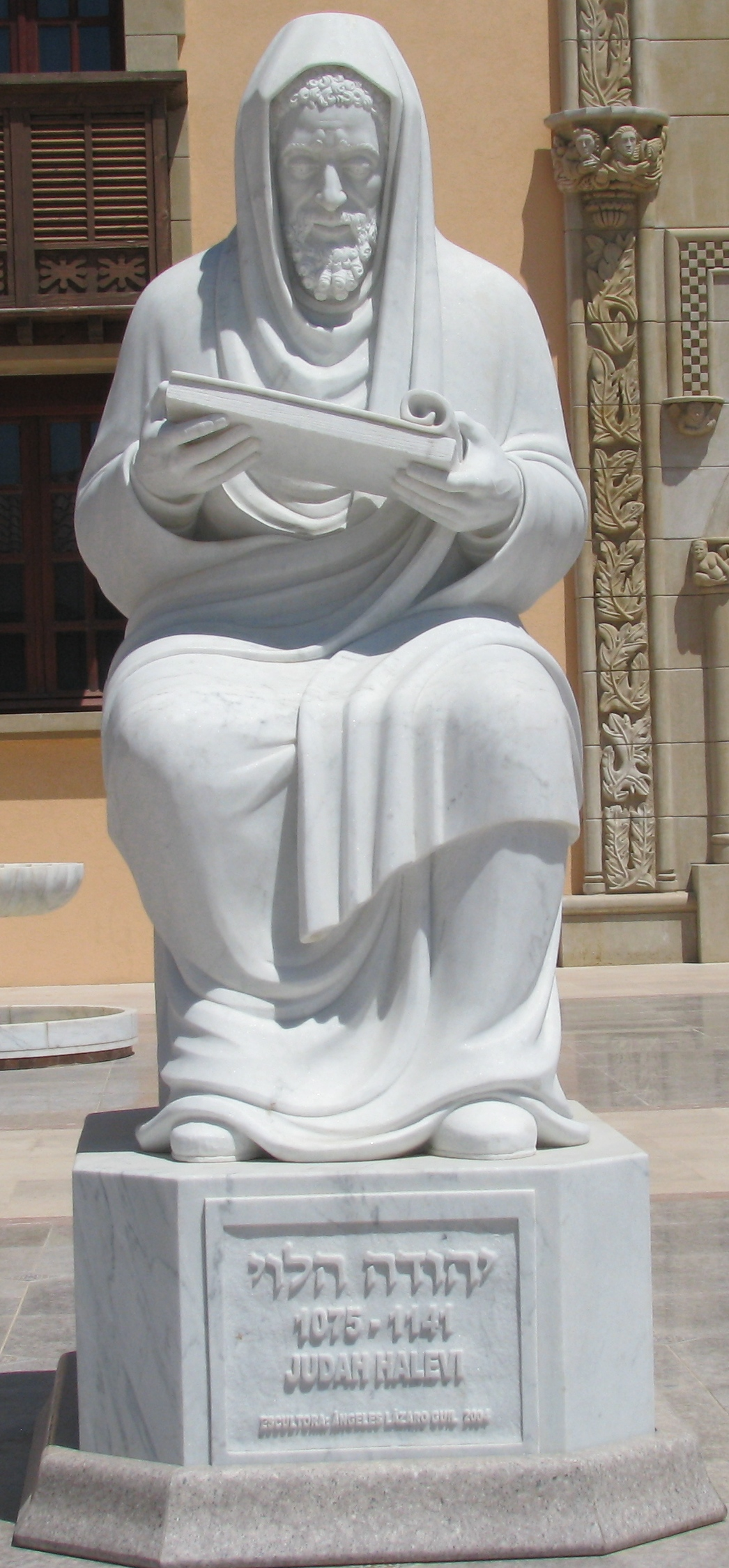
Judah Halevi

- Rashbam. Commentary on the Torah. Troyes, early 12th century. In, e.g., Rashbam's Commentary on Exodus: An Annotated Translation. Edited and translated by Martin I. Lockshin, pages 59–92. Atlanta: Scholars Press, 1997.
- Judah Halevi. Kuzari. 1:25; 2:2. Toledo, Spain, 1130–1140. In, e.g., Jehuda Halevi. Kuzari: An Argument for the Faith of Israel. Introduction by Henry Slonimsky, pages 46, 86. New York: Schocken, 1964.
- Abraham ibn Ezra. Commentary on the Torah. France, 1153. In, e.g., Ibn Ezra's Commentary on the Pentateuch: Exodus (Shemot). Translated and annotated by H. Norman Strickman and Arthur M. Silver, volume 2, pages 129–82. New York: Menorah Publishing Company, 1996.

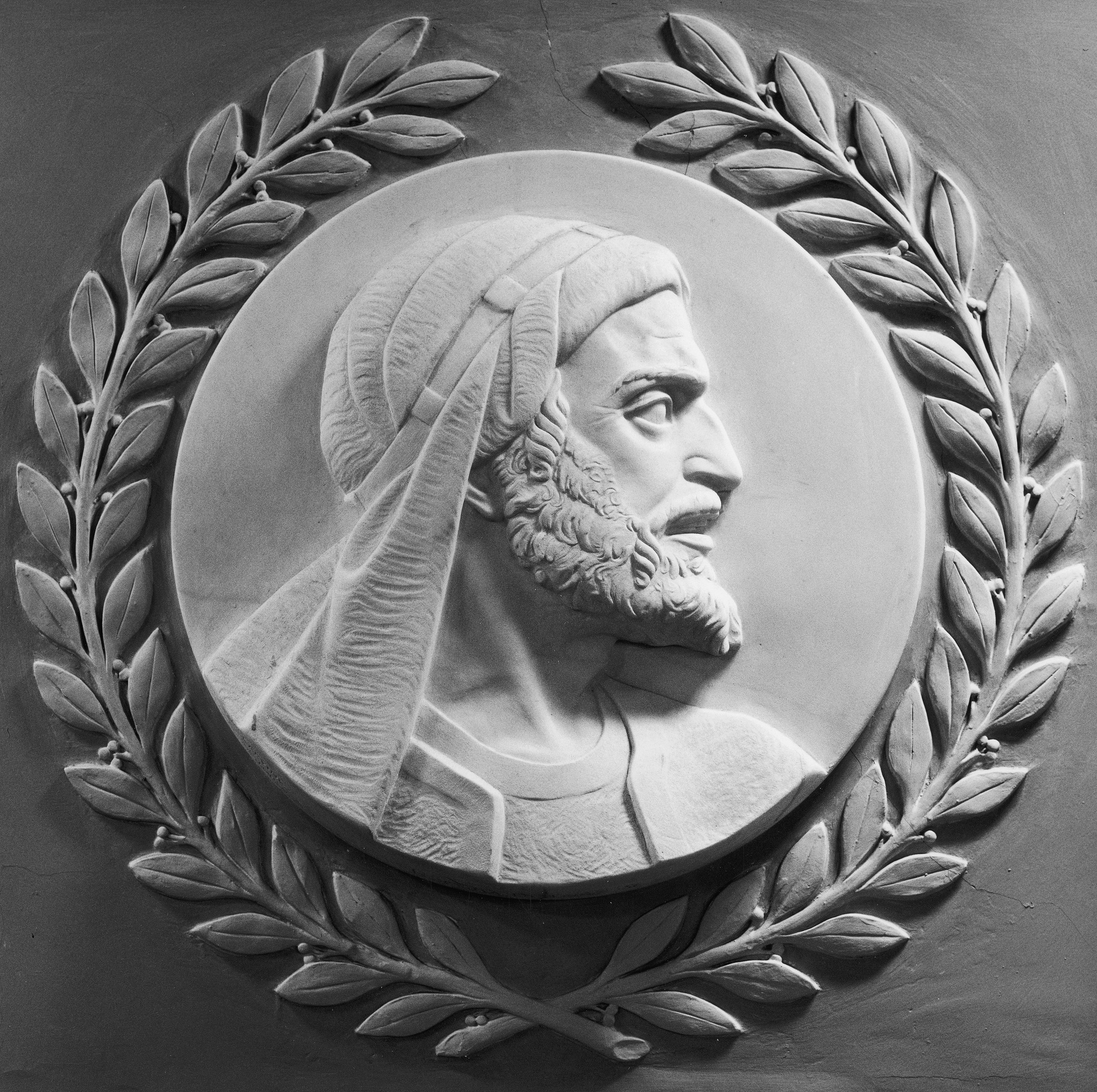
Maimonides

- Maimonides. Mishneh Torah: Hilchot Teshuvah (The Laws of Repentance), chapter 3, halachah 3. Egypt. Circa 1170–1180. In, e.g., Mishneh Torah: Hilchot Teshuvah: The Laws of Repentance. Translated by Eliyahu Touger, pages 140–48. New York: Moznaim Publishing, 1990.

- Maimonides. Mishneh Torah: Hilchot Chometz U'Matzah (The Laws of Chametz and Matzah), chapter 7, halachah 7. Egypt, circa 1170–1180. In, e.g., Mishneh Torah: Hilchot Chametz U'Matzah: The Laws of Chametz and Matzah: The Rambam's Text of the Haggadah. Translated by Eliyahu Touger. New York: Moznaim Publishing, 1988.
- Maimonides. The Eight Chapters on Ethics, chapter 8. Egypt. Late 12th century. In, e.g., The Eight Chapters of Maimonides on Ethics (Shemonah Perakim): A Psychological and Ethical Treatise. Edited, annotated, and translated, with an introduction by Joseph I. Gorfinkle, pages 95–96. New York: Columbia University Press, 1912. Reprinted by Forgotten Books, 2012.
- Maimonides. The Guide for the Perplexed, part 1, chapters 24, 45– 46; part 2, chapter 35; part 3, chapters 29, 46, 54. Cairo, Egypt, 1190. In, e.g., Moses Maimonides. The Guide for the Perplexed. Translated by Michael Friedländer, pages 33, 58, 61, 224, 318, 359, 397. New York: Dover Publications, 1956.
- Jacob Anatoli. "Sermon on Wa-'Era: A Homily on Education." First half of 13th century. In Marc Saperstein. Jewish Preaching, 1200–1800: An Anthology, pages 113–23. New Haven: Yale University Press, 1989.
- Hezekiah ben Manoah. Hizkuni. France, circa 1240. In, e.g., Chizkiyahu ben Manoach. Chizkuni: Torah Commentary. Translated and annotated by Eliyahu Munk, volume 2, pages 382–99. Jerusalem: Ktav Publishers, 2013.
- Nachmanides. Commentary on the Torah. Jerusalem, circa 1270. In, e.g., Ramban (Nachmanides): Commentary on the Torah. Translated by Charles B. Chavel, volume 2, pages 63–99. New York: Shilo Publishing House, 1973.
- Zohar 2:22a–32a. Spain, late 13th century. In, e.g., The Zohar. Translated by Harry Sperling and Maurice Simon. 5 volumes. London: Soncino Press, 1934.
- Bahya ben Asher. Commentary on the Torah. Spain, early 14th century. In, e.g., Midrash Rabbeinu Bachya: Torah Commentary by Rabbi Bachya ben Asher. Translated and annotated by Eliyahu Munk, volume 3, pages 815–54. Jerusalem: Lambda Publishers, 2003.
- Jacob ben Asher (Baal Ha-Turim). Commentary on the Torah. Early 14th century. In, e.g., Baal Haturim Chumash: Shemos/Exodus. Translated by Eliyahu Touger; edited and annotated by Avie Gold, volume 2, pages 569–607. Brooklyn: Mesorah Publications, 2000.
- Isaac ben Moses Arama. Akedat Yizhak (The Binding of Isaac). Late 15th century. In, e.g., Yitzchak Arama. Akeydat Yitzchak: Commentary of Rabbi Yitzchak Arama on the Torah. Translated and condensed by Eliyahu Munk, volume 1, pages 331–45. New York, Lambda Publishers, 2001.

### Moderno
- Isaac Abravanel. Commentary on the Torah. Italy, between 1492 and 1509. In, e.g., Abarbanel: Selected Commentaries on the Torah: Volume 2: Shemos/Exodus. Translated and annotated by Israel Lazar, pages 85–133. Brooklyn: CreateSpace, 2015.
- Abraham Saba. Ẓeror ha-Mor (Bundle of Myrrh). Fez, Morocco, circa 1500. In, e.g., Tzror Hamor: Torah Commentary by Rabbi Avraham Sabba. Translated and annotated by Eliyahu Munk, volume 3, pages 895–920. Jerusalem, Lambda Publishers, 2008.
- Obadiah ben Jacob Sforno. Commentary on the Torah. Venice, 1567. In, e.g., Sforno: Commentary on the Torah. Translation and explanatory notes by Raphael Pelcovitz, pages 308–27. Brooklyn: Mesorah Publications, 1997.
- Moshe Alshich. Commentary on the Torah. Safed, circa 1593. In, e.g., Moshe Alshich. Midrash of Rabbi Moshe Alshich on the Torah. Translated and annotated by Eliyahu Munk, volume 2, pages 375–400. New York, Lambda Publishers, 2000.
- Shlomo Ephraim Luntschitz. Kli Yakar. Lublin, 1602. In, e.g., Kli Yakar: Shemos. Translated by Elihu Levine, volume 1, pages 80–130. Southfield, Michigan: Targum Press/Feldheim Publishers, 2002.

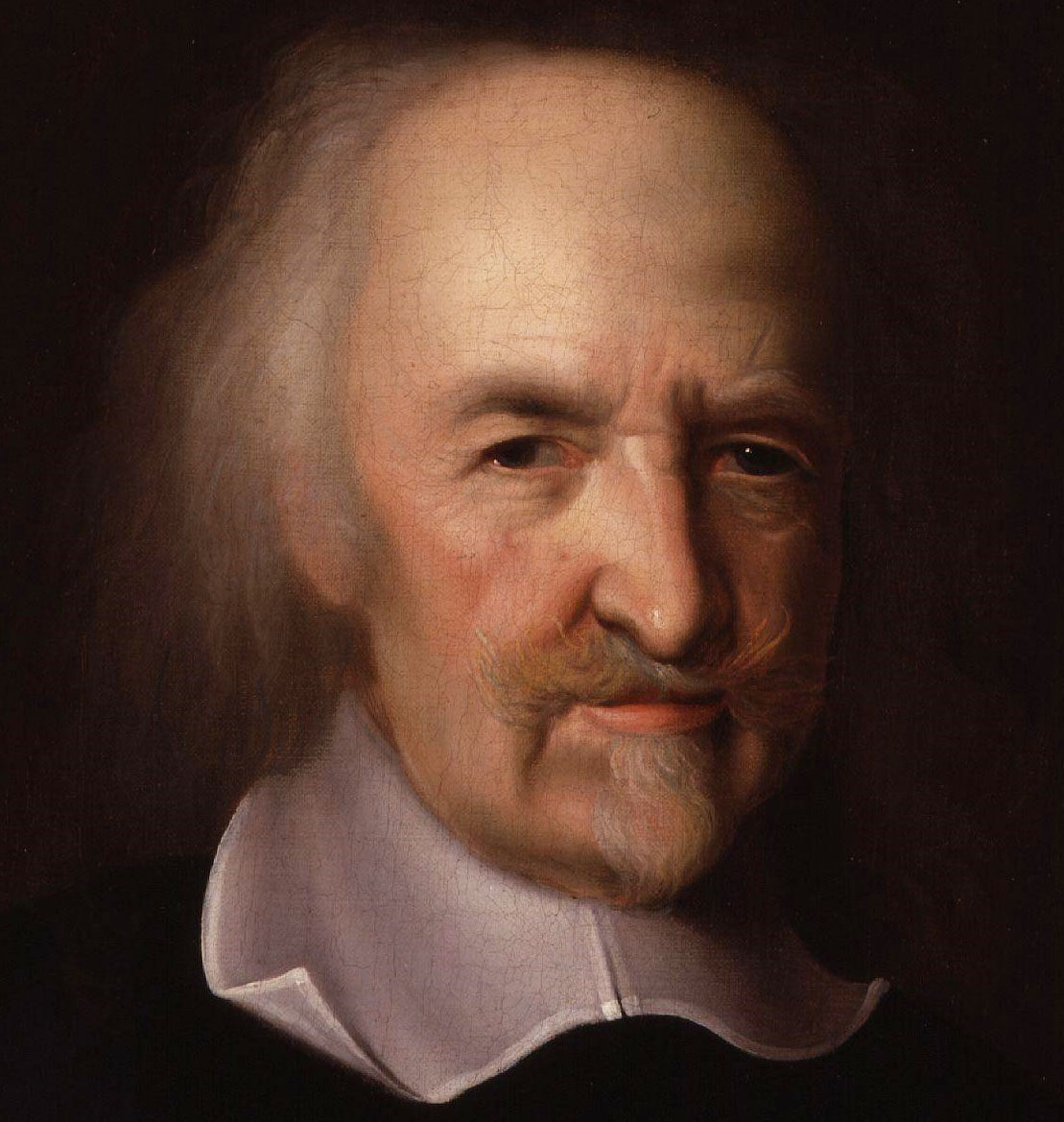
Hobbes

- Avraham Yehoshua Heschel. Commentaries on the Torah. Cracow, Poland, mid 17th century. Compiled as Chanukat HaTorah. Edited by Chanoch Henoch Erzohn. Piotrkow, Poland, 1900. In Avraham Yehoshua Heschel. Chanukas HaTorah: Mystical Insights of Rav Avraham Yehoshua Heschel on Chumash. Translated by Avraham Peretz Friedman, pages 125–31. Southfield, Michigan: Targum Press/Feldheim Publishers, 2004.
- Thomas Hobbes. Leviathan, 3:36, 37. England, 1651. Reprint edited by C. B. Macpherson, pages 456, 474. Harmondsworth, England: Penguin Classics, 1982.
- Chaim ibn Attar. Ohr ha-Chaim. Venice, 1742. In Chayim ben Attar. Or Hachayim: Commentary on the Torah. Translated by Eliyahu Munk, volume 2, pages 499–533. Brooklyn: Lambda Publishers, 1999.
- Nachman of Breslov. Teachings. Bratslav, Ukraine, before 1811. In Rebbe Nachman's Torah: Breslov Insights into the Weekly Torah Reading: Exodus-Leviticus. Compiled by Chaim Kramer; edited by Y. Hall, pages 56–63. Jerusalem: Breslov Research Institute, 2011.

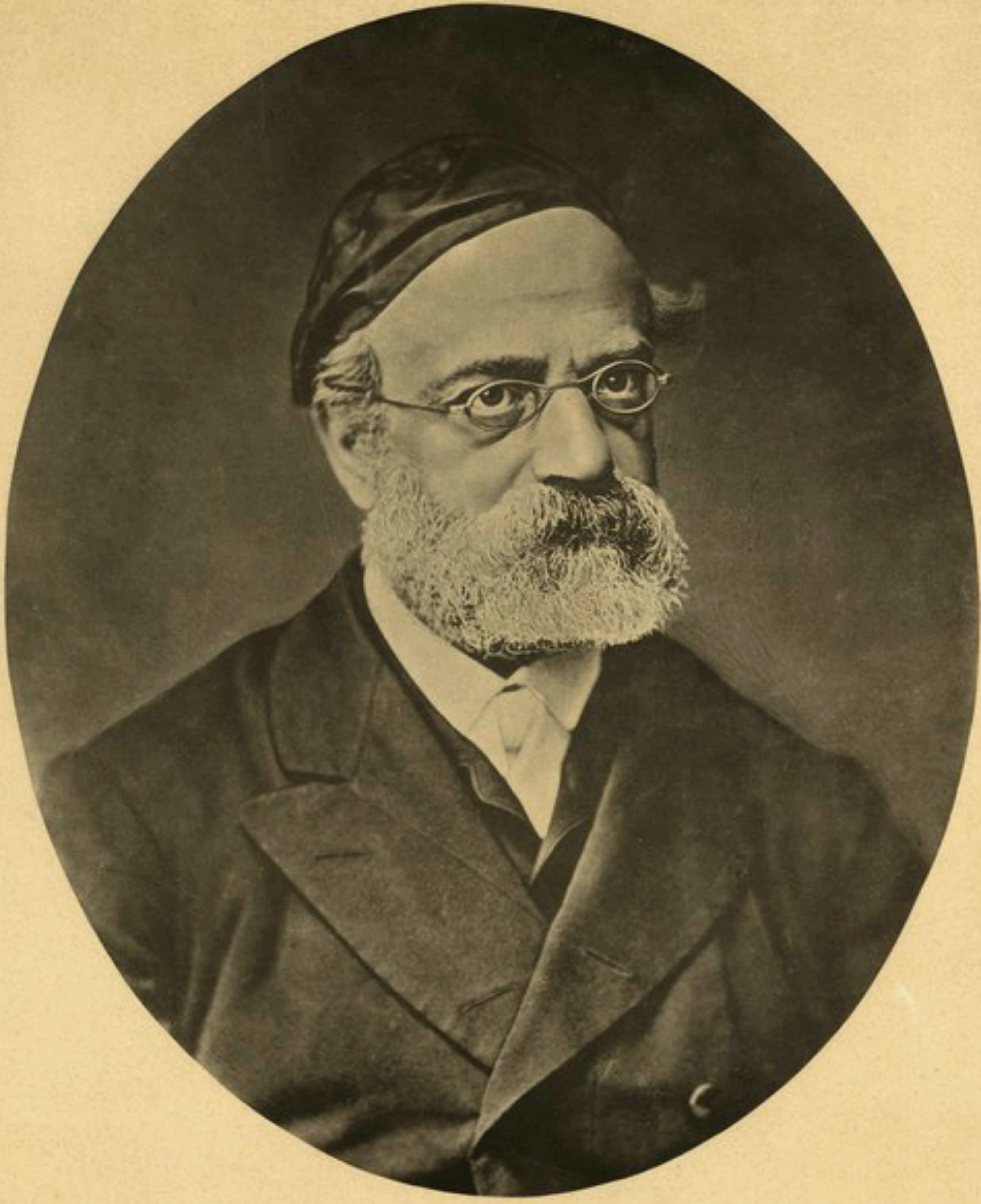
Hirsch

- Samson Raphael Hirsch. The Pentateuch: Exodus. Translated by Isaac Levy, volume 2, pages 63–106. Gateshead: Judaica Press, 2nd edition 1999. Originally published as Der Pentateuch uebersetzt und erklaert. Frankfurt, 1867–1878.
- Samuel David Luzzatto (Shadal). Commentary on the Torah. Padua, 1871. In, e.g., Samuel David Luzzatto. Torah Commentary. Translated and annotated by Eliyahu Munk, volume 2, pages 561–93. New York: Lambda Publishers, 2012.

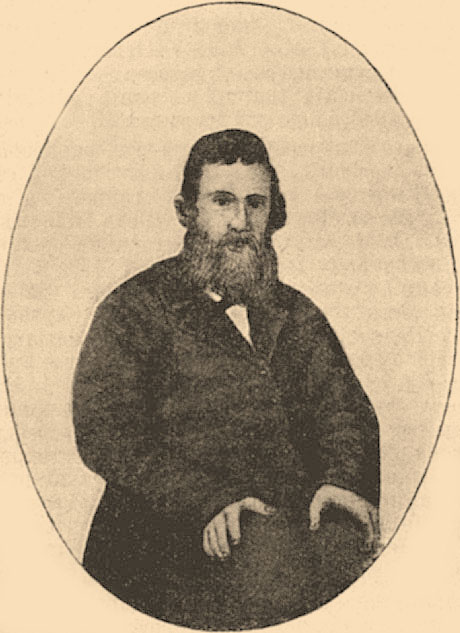
Malbim

- Malbim. The Torah and the Commandments. Warsaw, 1874–80. In, e.g., Malbim: Rabbenu Meir Leibush ben Yechiel Michel. Commentary on the Torah. Translated by Zvi Faier, volume 4, pages 158–252. Israel: M.P. Press/Hillel Press, 1984. OCLC 187452464 (1982).
- Yehudah Aryeh Leib Alter. Sefat Emet. Góra Kalwaria (Ger), Poland, before 1906. Excerpted in The Language of Truth: The Torah Commentary of Sefat Emet. Translated and interpreted by Arthur Green, pages 87–91. Philadelphia: Jewish Publication Society, 1998. Reprinted 2012.

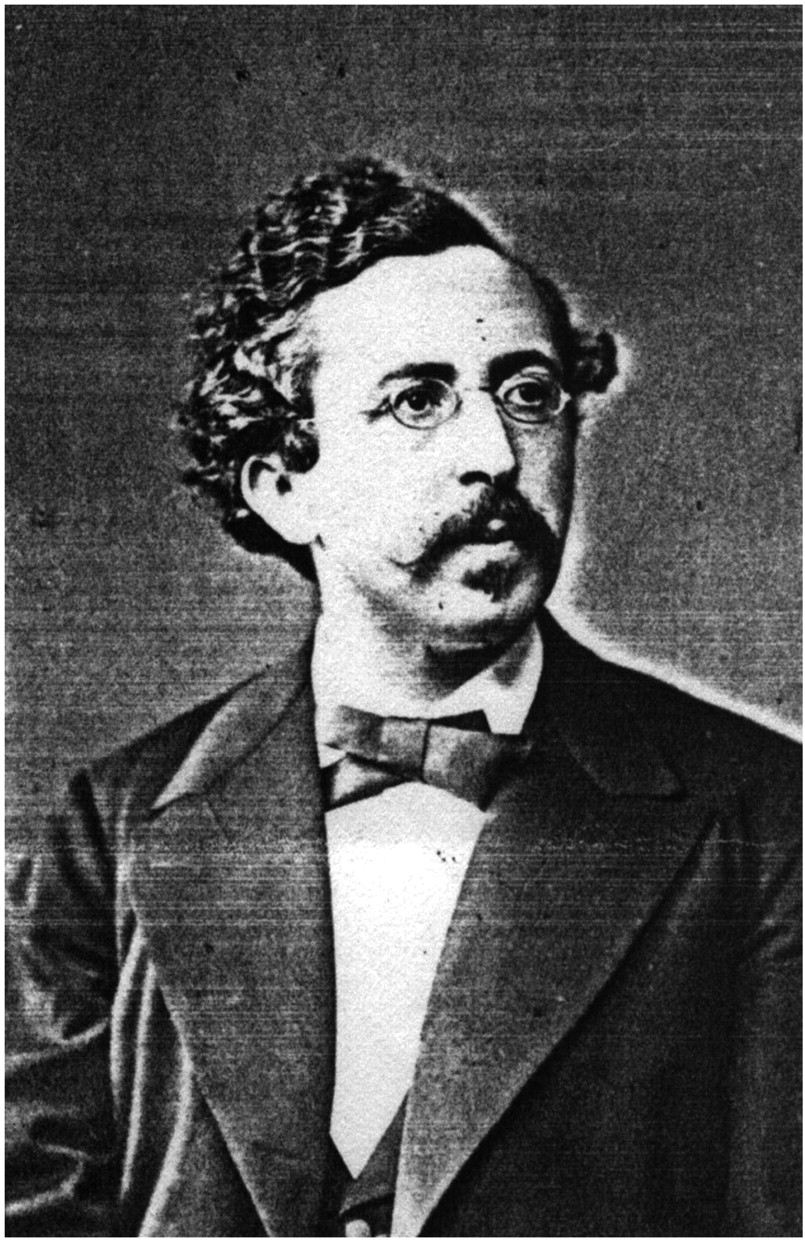
Cohen

- Hermann Cohen. Religion of Reason: Out of the Sources of Judaism. Translated with an introduction by Simon Kaplan; introductory essays by Leo Strauss, page 39. New York: Ungar, 1972. Reprinted Atlanta: Scholars Press, 1995. Originally published as Religion der Vernunft aus den Quellen des Judentums. Leipzig: Gustav Fock, 1919.
- Alexander Alan Steinbach. Sabbath Queen: Fifty-four Bible Talks to the Young Based on Each Portion of the Pentateuch, pages 42–45. New York: Behrman's Jewish Book House, 1936.
- Benno Jacob. The Second Book of the Bible: Exodus. London, 1940. Translated by Walter Jacob, pages 142–280. Hoboken, New Jersey: KTAV Publishing House, 1992.
- Thomas Mann. Joseph and His Brothers. Translated by John E. Woods, page 788. New York: Alfred A. Knopf, 2005. Originally published as Joseph und seine Brüder. Stockholm: Bermann-Fischer Verlag, 1943.

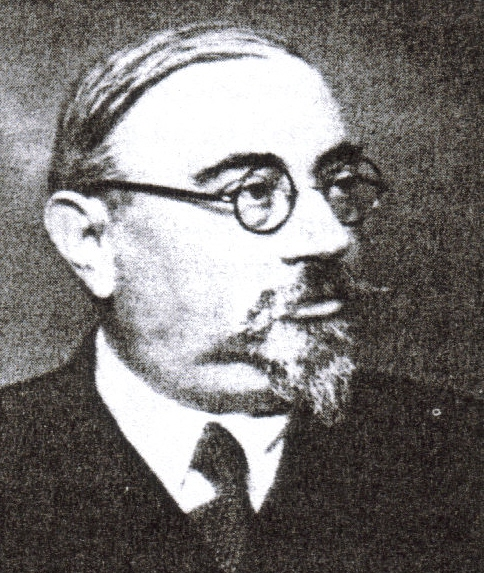
Cassuto

- Umberto Cassuto. A Commentary on the Book of Exodus. Jerusalem, 1951. Translated by Israel Abrahams, pages 76–122. Jerusalem: The Magnes Press, The Hebrew University, 1967.
- Elie Munk. The Call of the Torah: An Anthology of Interpretation and Commentary on the Five Books of Moses. Translated by E.S. Mazer, volume 2, pages 74–111. Brooklyn: Mesorah Publications, 1995. Originally published as La Voix de la Thora. Paris: Fondation Samuel et Odette Levy, 1981.
- Walther Zimmerli. "I Am Yahweh." In I Am Yahweh. Translated by Douglas W. Stott; edited and introduction by Walter Brueggemann, pages 1–28. Atlanta: John Knox Press, 1982. Originally published in Geschichte und Altes Testament, pages 179–209. J.C.B. Mohr, 1953.
- Roland de Vaux. "The Revelation of the Divine Name YHVH." In Proclamation and Presence: Old Testament Essays in Honour of Gwynne Henton Davies. Edited by John I. Durham and J. Roy Porter, pages 48–75. London: SCM Press, 1970.
- Ziony Zevit. “The Priestly Redaction and Interpretation of the Plague Narrative in Exodus.” The Jewish Quarterly Review, new series, volume 66, number 4 (April 1976): pages 193–211.
- Marvin H. Pope. “Mid Rock and Scrub, A Ugaritic Parallel to Exodus 7:19.” In Biblical and Near Eastern Studies: Essays in Honor of William Sanford La Sor. Edited by Gary A. Tuttle, pages 146–50. Grand Rapids, Michigan: Eerdmans, 1978.
- Robert R. Wilson, "The Hardening of Pharaoh's Heart." Catholic Biblical Quarterly, volume 41 (number 1) (1979): pages 18–36.
- Ziony Zevit. "Three Ways to Look at the Ten Plagues: Were They Natural Disasters, A Demonstration of the Impotence of the Egyptian Gods or an Undoing of Creation?" Bible Review, volume 6 (number 3) (June 1980).
- John E. Currid. "Why Did God Harden Pharaoh's Heart?" Bible Review, volume 9 (number 6) (November/December 1983).
- Judith R. Baskin. Pharaoh's Counsellors: Job, Jethro, and Balaam in Rabbinic and Patristic Tradition. Brown Judaic Studies, 1983.
- Pinchas H. Peli. Torah Today: A Renewed Encounter with Scripture, pages 59–62. Washington, D.C.: B'nai B'rith Books, 1987.
- Mark S. Smith. The Early History of God: Yahweh and the Other Deities in Ancient Israel, pages 4, 8, 66. New York: HarperSanFrancisco, 1990.
- Ziony Zevit. “Three Ways to Look at the Ten Plagues:Were they natural disasters, a demonstration of the impotence of the Egyptian gods or an undoing of Creation? Bible Review, volume 6, number 3 (1990).
- Harvey J. Fields. A Torah Commentary for Our Times: Volume II: Exodus and Leviticus, pages 17–24. New York: UAHC Press, 1991.
- Nahum M. Sarna. The JPS Torah Commentary: Exodus: The Traditional Hebrew Text with the New JPS Translation, pages 30–48, 269. Philadelphia: Jewish Publication Society, 1991.
- Nehama Leibowitz. New Studies in Shemot (Exodus), pages 114–77. Jerusalem: Haomanim Press, 1993. Reprinted as New Studies in the Weekly Parasha. Lambda Publishers, 2010.
- Aaron Wildavsky. Assimilation versus Separation: Joseph the Administrator and the Politics of Religion in Biblical Israel, page 14. New Brunswick, N.J.: Transaction Publishers, 1993.
- Walter Brueggemann. “The Book of Exodus.” In The New Interpreter's Bible. Edited by Leander E. Keck, volume 1, pages 731–60. Nashville: Abingdon Press, 1994.
- Judith S. Antonelli. "Elisheva." In In the Image of God: A Feminist Commentary on the Torah, pages 146–53. Northvale, New Jersey: Jason Aronson, 1995.
- Ellen Frankel. The Five Books of Miriam: A Woman’s Commentary on the Torah, pages 102–04. New York: G. P. Putnam's Sons, 1996.
- Marc Gellman. "The Pharaoh and the Frog." In God's Mailbox: More Stories About Stories in the Bible, pages 36–43. New York: Morrow Junior Books, 1996.
- W. Gunther Plaut. The Haftarah Commentary, pages 131–39. New York: UAHC Press, 1996.
- Sorel Goldberg Loeb and Barbara Binder Kadden. Teaching Torah: A Treasury of Insights and Activities, pages 94–99. Denver: A.R.E. Publishing, 1997.
- William H.C. Propp. Exodus 1–18, volume 2, pages 261–354. New York: Anchor Bible, 1998.
- Susan Freeman. Teaching Jewish Virtues: Sacred Sources and Arts Activities, pages 332–46. Springfield, New Jersey: A.R.E. Publishing, 1999. (Exodus 9:30).
- Exodus to Deuteronomy: A Feminist Companion to the Bible (Second Series). Edited by Athalya Brenner, pages 22, 30–31, 47, 59, 85, 95–96, 98, 100–01, 107, 164, 169. Sheffield: Sheffield Academic Press, 2000.
- Avivah Gottlieb Zornberg. The Particulars of Rapture: Reflections on Exodus, pages 81–131. New York: Doubleday, 2001.
- Lainie Blum Cogan and Judy Weiss. Teaching Haftarah: Background, Insights, and Strategies, pages 451–57. Denver: A.R.E. Publishing, 2002.
- Michael Fishbane. The JPS Bible Commentary: Haftarot, pages 87–93. Philadelphia: Jewish Publication Society, 2002.
- Bernhard Lang. "Why God Has So Many Names." Bible Review, volume 19 (number 4) (August 2003): pages 48–54, 63.

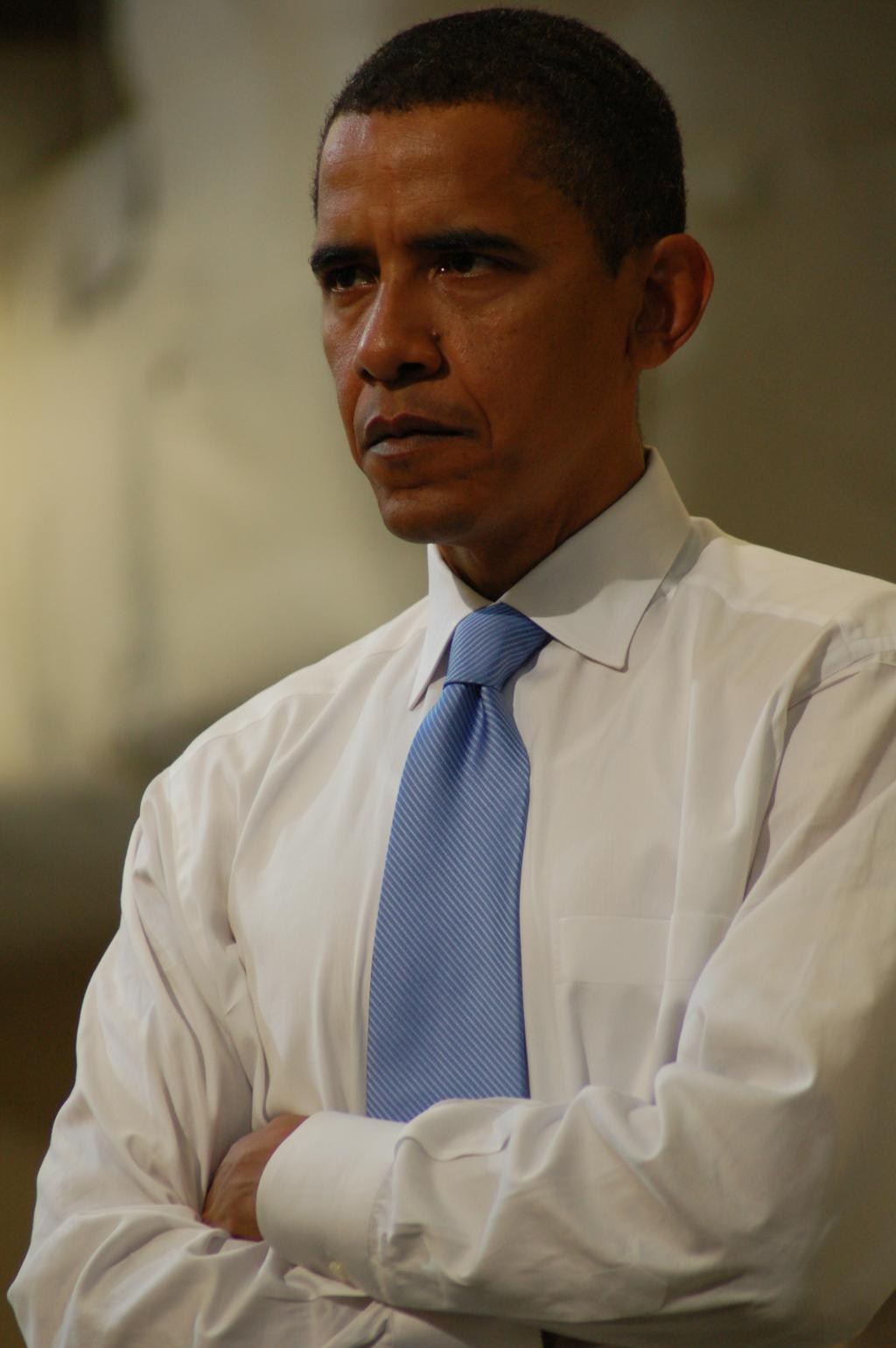
Obama

- Robert Alter. The Five Books of Moses: A Translation with Commentary, pages 339–64. New York: W.W. Norton & Co., 2004.
- Barack Obama. Dreams from My Father, page 294. New York: Three Rivers Press, 1995, 2004. (Moses and Pharaoh).
- Jeffrey H. Tigay. "What's in a Name? Early Evidence of Devotion Exclusively to Yahweh." Bible Review, volume 20 (number 1) (February 2004): pages 34–43, 47–51.
- Jeffrey H. Tigay. "Exodus." In The Jewish Study Bible. Edited by Adele Berlin and Marc Zvi Brettler, pages 115–22. New York: Oxford University Press, 2004.

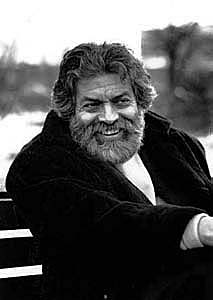
Halter (photo©ErlingMandelmann.ch)

- Marek Halter. Zipporah, Wife of Moses, pages 245–49. New York: Crown, 2005.
- Professors on the Parashah: Studies on the Weekly Torah Reading Edited by Leib Moscovitz, pages 94–99. Jerusalem: Urim Publications, 2005.
- Lawrence Kushner. Kabbalah: A Love Story, page 78. New York: Morgan Road Books, 2006.
- W. Gunther Plaut. The Torah: A Modern Commentary: Revised Edition. Revised edition edited by David E.S. Stern, pages 379–404. New York: Union for Reform Judaism, 2006.
- Suzanne A. Brody. "The highest form." In Dancing in the White Spaces: The Yearly Torah Cycle and More Poems, page 76. Shelbyville, Kentucky: Wasteland Press, 2007.

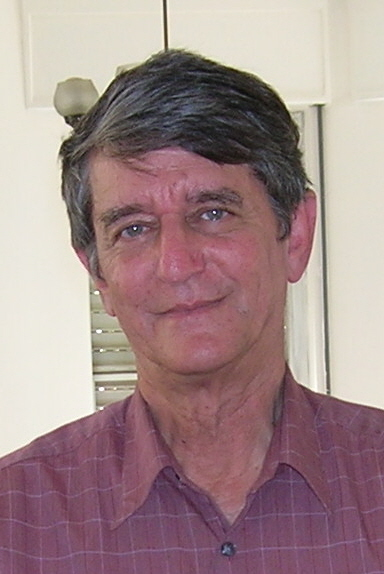
kugel

- James L. Kugel. How To Read the Bible: A Guide to Scripture, Then and Now, pages 40, 54, 205, 216–32, 376, 421, 425. New York: Free Press, 2007.
- Kenton L. Sparks. “‘Enūma Elish’ and Priestly Mimesis: Elite Emulation in Nascent Judaism.” Journal of Biblical Literature, volume 126 (2007): 635–37. (“Priestly Mimesis in the Exodus Story”).
- Shmuel Goldin. Unlocking the Torah Text: An In-Depth Journey into the Weekly Parsha: Shmot, pages 37–65. Jerusalem: Gefen Publishing House, 2008.
- The Torah: A Women's Commentary. Edited by Tamara Cohn Eskenazi and Andrea L. Weiss, pages 311–54. New York: URJ Press, 2008.
- Thomas B. Dozeman. Commentary on Exodus, pages 159–238. Grand Rapids, Michigan: William B. Eerdmans Publishing Company, 2009.
- Reuven Hammer. Entering Torah: Prefaces to the Weekly Torah Portion, pages 83–88. New York: Gefen Publishing House, 2009.
- Rebecca G.S. Idestrom. “Echoes of the Book of Exodus in Ezekiel.” Journal for the Study of the Old Testament, volume 33 (number 4) (June 2009): pages 489–510. (Motifs from Exodus found in Ezekiel, including the call narrative, divine encounters, captivity, signs, plagues, judgment, redemption, tabernacle/temple, are considered.).
- Jhos Singer. “Uncircumcized Lips: Parashat Vaeira (Exodus 6:2–9:35).” In Torah Queeries: Weekly Commentaries on the Hebrew Bible. Edited by Gregg Drinkwater, Joshua Lesser, and David Shneer; foreword by Judith Plaskow, pages 80–84. New York: New York University Press, 2009.
- Bruce Wells. "Exodus." In Zondervan Illustrated Bible Backgrounds Commentary. Edited by John H. Walton, volume 1, pages 181–98. Grand Rapids, Michigan: Zondervan, 2009.

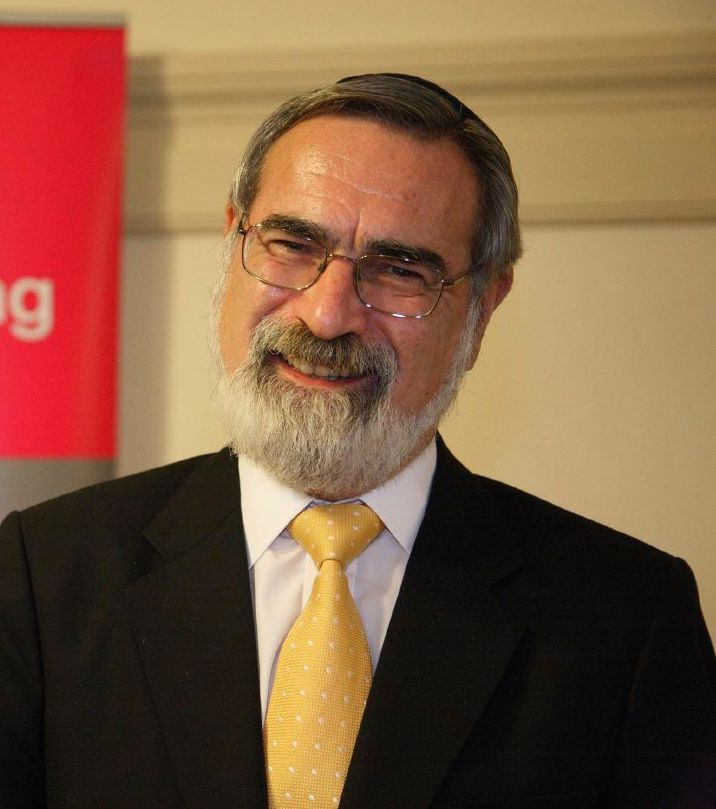
Sacks

- Berel Dov Lerner. “Crying Out About Frogs.” Vetus Testamentum, volume 60 (number 4) (2010): pages 662–63.
- Jonathan Sacks. Covenant & Conversation: A Weekly Reading of the Jewish Bible: Exodus: The Book of Redemption, pages 41–68. Jerusalem: Maggid Books, 2010.
- Sam Ernst and Jim Dunn. "A Tale of Two Audreys." In Haven, season 2, episode 1. Entertainment One, 2011. (plagues plot element).

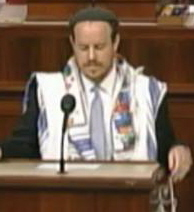
Herzfeld

- Shmuel Herzfeld. "Building a Noble Community." In Fifty-Four Pick Up: Fifteen-Minute Inspirational Torah Lessons, pages 80–85. Jerusalem: Gefen Publishing House, 2012.
- Torah MiEtzion: New Readings in Tanach: Shemot. Edited by Ezra Bick and Yaakov Beasley, pages 61–107. Jerusalem: Maggid Books, 2012.
- Ari Kahn. “Lessons in Leadership.” The Jerusalem Report, volume 25 (number 21) (January 26, 2015): page 47.
- Jonathan Sacks. Lessons in Leadership: A Weekly Reading of the Jewish Bible, pages 67–71. New Milford, Connecticut: Maggid Books, 2015.
- David Fohrman. The Exodus You Almost Passed Over. Aleph Beta Press, 2016.
- Jean-Pierre Isbouts. Archaeology of the Bible: The Greatest Discoveries From Genesis to the Roman Era, pages 105–07. Washington, D.C.: National Geographic, 2016.
- Jonathan Sacks. Essays on Ethics: A Weekly Reading of the Jewish Bible, pages 85–89. New Milford, Connecticut: Maggid Books, 2016.
- Shai Held. The Heart of Torah, Volume 1: Essays on the Weekly Torah Portion: Genesis and Exodus, pages 134–43. Philadelphia: Jewish Publication Society, 2017.
- Steven Levy and Sarah Levy. The JPS Rashi Discussion Torah Commentary, pages 44–46. Philadelphia: Jewish Publication Society, 2017.

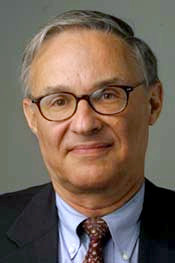
Kass

- Bill Dauster. "Pharaoh’s Administration Offers a Cautionary Tale for Today." Archivado el 12 de enero de 2018 en Wayback Machine. Washington Jewish Week. January 11, 2018, page 19.
- Biblical Archaeology Society Staff. “Exodus in the Bible and the Egyptian Plagues: Can we make sense of the Biblical plagues?” Bible History Daily, March 31, 2020.
- Andrew Tobolowsky. "The Problem of Reubenite Primacy: New Paradigms, New Answers." Journal of Biblical Literature, volume 139, number 1 (2020): pages 27–45.
- Leon R. Kass. Founding God's Nation: Reading Exodus, pages 106–59. New Haven: Yale University Press, 2021.

### Textos
- Masoretic text and 1917 JPS translation
- Hear the parashah read in Hebrew

### Commentarios
- Academy for Jewish Religion, California
- Academy for Jewish Religion, New York
- Aish.com
- American Jewish University—Ziegler School of Rabbinic Studies
- Chabad.org
- The Israel Koschitzky Virtual Beit Midrash
- Jewish Theological Seminary
- Mechon Hadar
- MyJewishLearning.com
- Orthodox Union
- Pardes from Jerusalem
- Reconstructing Judaism
- Sephardic Institute
- Tanach Study Center
- TheTorah.com
- Union for Reform Judaism
- United Synagogue of Conservative Judaism
- Yeshiva University

- Datos: Q2095872